# Lijst van personen overleden in 2006
Dit is een lijst van personen die zijn overleden in 2006.

## Januari

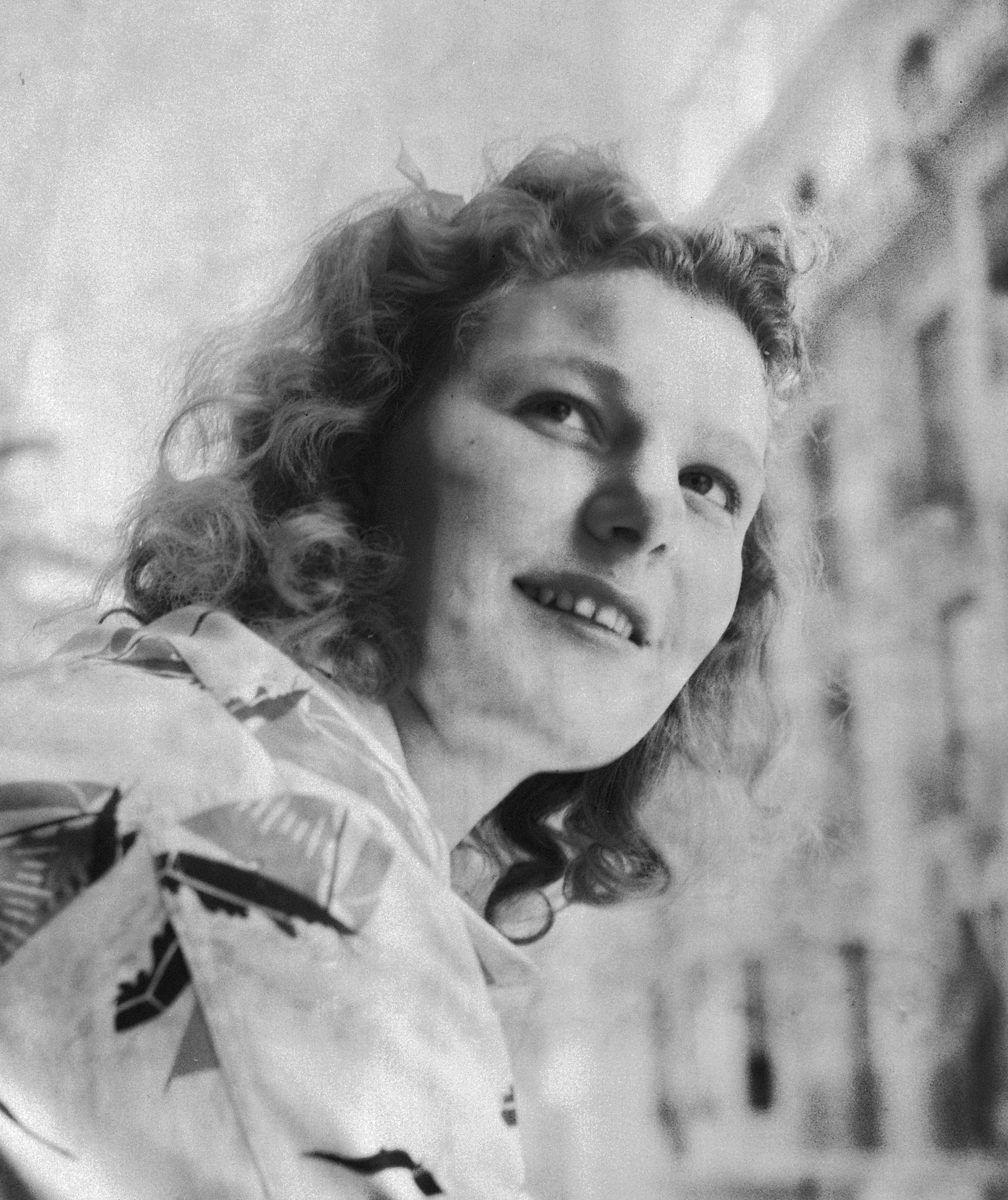
Nel van Vliet
4 januari

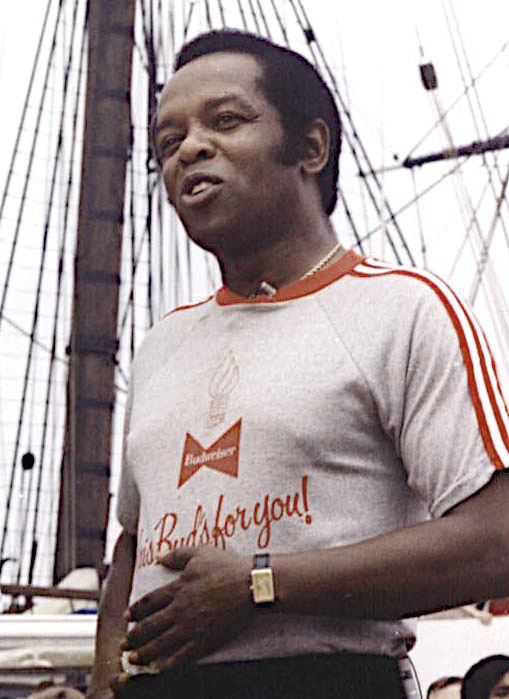
Lou Rawls
6 januari

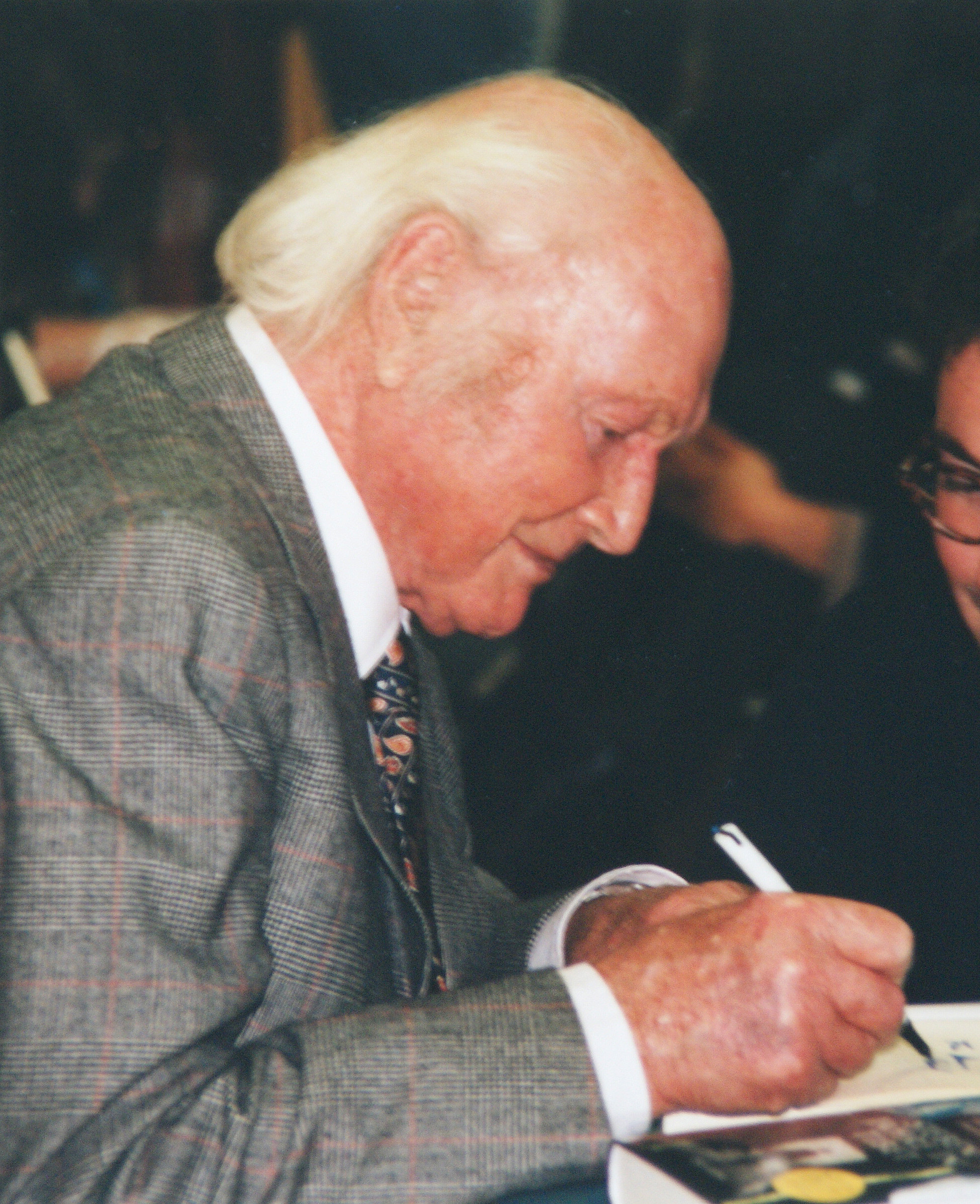
Heinrich Harrer
7 januari

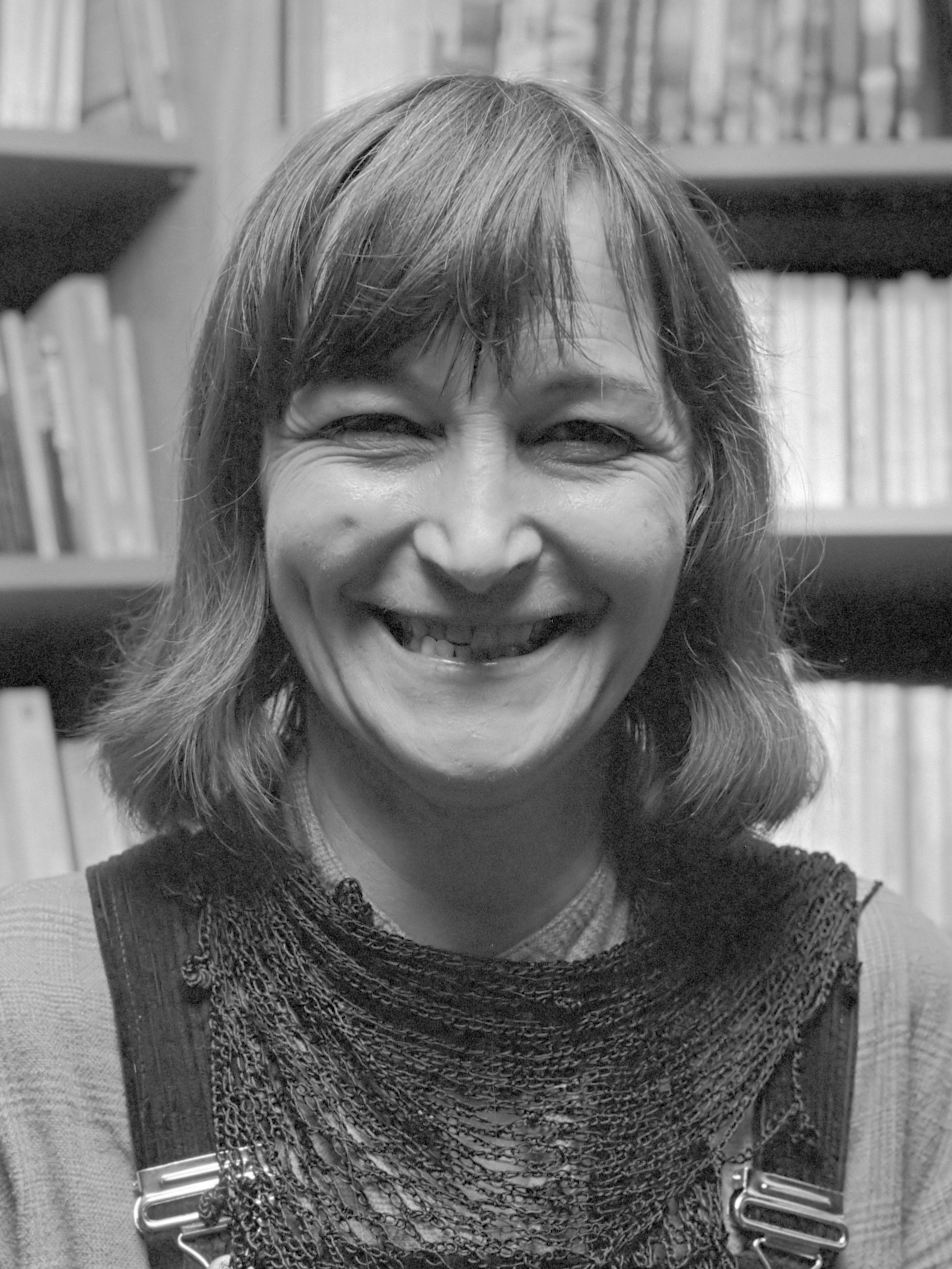
Mireille Cottenjé
9 januari

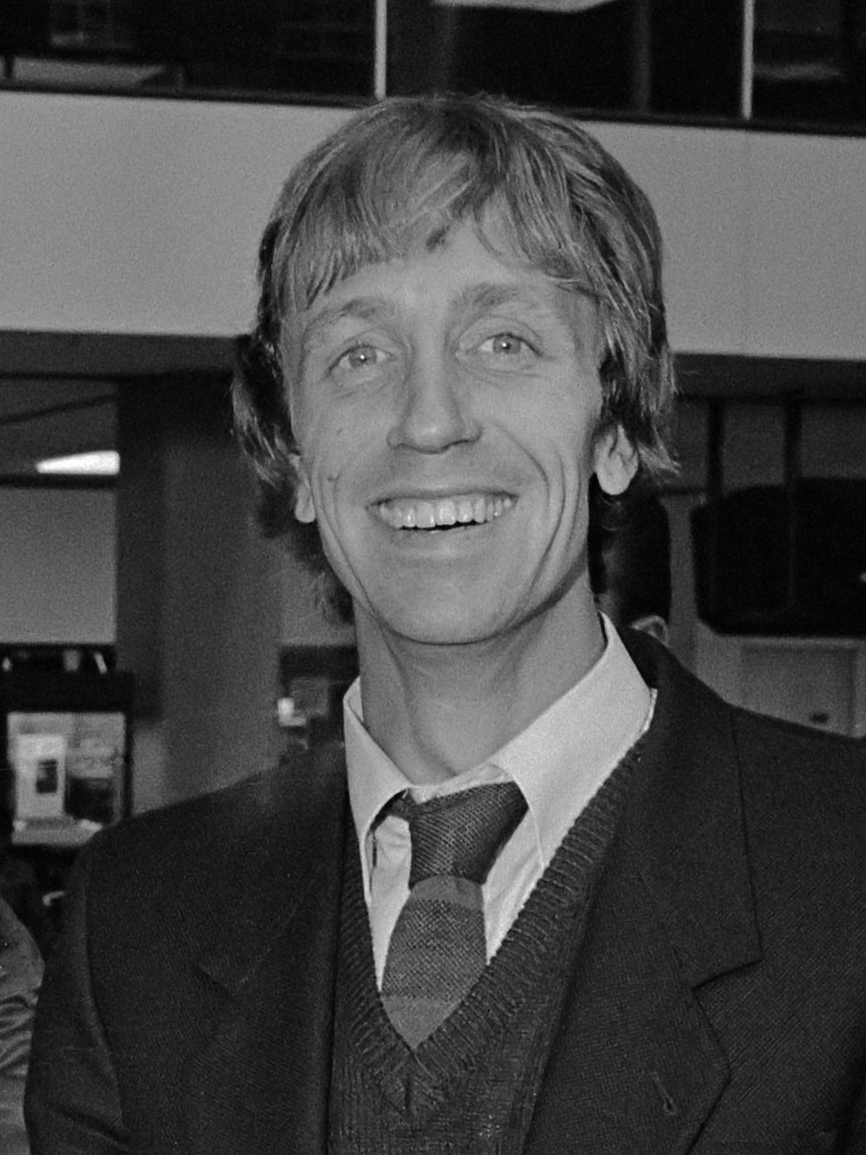
Gerrie Kleton
9 januari

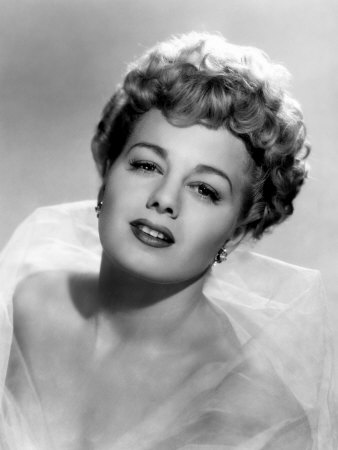
Shelley Winters
14 januari

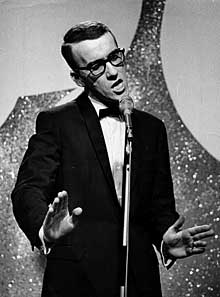
Östen Warnerbring
18 januari

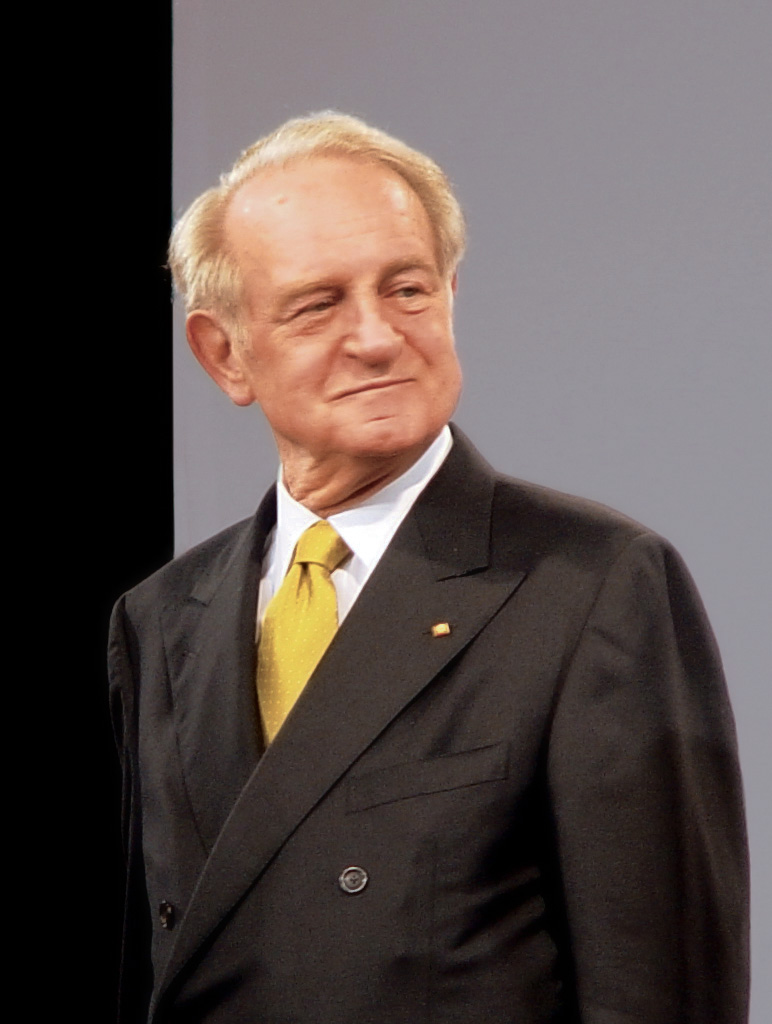
Johannes Rau
27 januari

| 1 | 2 | 3 | 4 | 5 | 6 | 7 | 8 | 9 | 10 | 11 | 12 | 13 | 14 | 15 | 16 | 17 | 18 | 19 | 20 | 21 | 22 | 23 | 24 | 25 | 26 | 27 | 28 | 29 | 30 | 31 |
| - | - | - | - | - | - | - | - | - | -- | -- | -- | -- | -- | -- | -- | -- | -- | -- | -- | -- | -- | -- | -- | -- | -- | -- | -- | -- | -- | -- |

### 1 januari
- Johan Ballegeer (78), Belgisch kinderboekenschrijver
- Herman Kip (80), Nederlands kunstschilder

### 2 januari
- Bart Bosman (63), Nederlands bioloog
- Henk de Looper (93), Nederlands hockeyer
- Cecilia Muñoz-Palma (92), Filipijns rechter
- Reid Poole (86), Amerikaans componist
- Francis Steinmetz (91), Nederlands militair
- Lidia Wysocka (89), Pools actrice

### 3 januari
- Frank Pleyer (76), Tsjechisch componist

### 4 januari
- Maktoem III bin Rasjid Al Maktoem (62), emir van Dubai
- Nel van Vliet (79), Nederlands zwemster

### 5 januari
- Gerrit François Makkink (98), Nederlands landbouwkundige

### 6 januari
- Jacques Félix (82), Frans poppenspeler
- Comandanta Ramona (ong. 47), Mexicaans guerrillaleidster
- Lou Rawls (72), Amerikaans soulzanger

### 7 januari
- Heinrich Harrer (93), Oostenrijks bergbeklimmer en schrijver
- Gábor Zavadszky (31), Hongaars voetballer

### 8 januari
- Elson Becerra (27), Colombiaans voetballer
- Georg Wilhelm von Hannover (90), lid Duitse adel
- Joop van Elsen (89), Nederlands politicus en verzetsman
- Stafke Fabri (71), Belgisch volkszanger
- Mimmo Rotella (87), Italiaans kunstenaar
- José Luis Sánchez (31), Argentijns voetballer

### 9 januari
- Andy Caldecott (41), Australisch motorcoureur
- Mireille Cottenjé (72), Belgisch schrijfster
- Gerrie Kleton (52), Nederlands voetballer

### 11 januari
- Eric Namesnik (35), Amerikaans zwemmer
- Mark Spoon (39), Duits techno-diskjockey
- Rinus de Vries (89), Nederlands voetballer

### 12 januari
- Albert van Assen (65), Nederlands bedrijfskundige

### 13 januari
- Mary Kenner (93), Amerikaans uitvinder
- Betty Scheer (64), Nederlands kunstenaar

### 14 januari
- Shelley Winters (85), Amerikaans actrice

### 15 januari
- Jaber al-Ahmad al-Jaber al-Sabah (79), emir van Koeweit

### 16 januari
- Sonia Ebling (87), Braziliaans beeldhouwer en schilder

### 17 januari
- Clarence Ray Allen (76), Amerikaans moordenaar

### 18 januari
- Werner Löwenhardt (86), Nederlands grafisch ontwerper
- Anton Rupert (89), Zuid-Afrikaans ondernemer en filantroop
- Östen Warnerbring (71), Zweeds zanger en liedjesschrijver

### 19 januari
- Roland Lommé (69), Belgisch tv-presentator en filmkenner
- Wilson Pickett (64), Amerikaans soulzanger
- Jos Staatsen (62), Nederlands politicus en bestuurder

### 20 januari
- Ida Falkenberg-Liefrinck (104), Nederlands interieurarchitecte en vormgeefster
- Hermann Heemsoth (96), Duits schaker
- Fred van der Werff (90), Nederlands ondernemer

### 21 januari
- Roos Boelsma (96), Nederlands zangeres
- Jean-Marie Goasmat (92), Frans wielrenner
- Ibrahim Rugova (61), president van Kosovo

### 22 januari
- Rine Geveke (90), Nederlands muziekproducent
- Rick van der Linden (59), Nederlands musicus
- Wil Vening (81), Nederlands schrijver
- Corneel Verbaanderd (93), Belgisch burgemeester

### 24 januari
- Schafik Handal (75), Salvadoraans politicus en guerrillaleider
- Chris Penn (40), Amerikaans acteur
- Nicholas Shackleton (68), Brits geoloog en klimatoloog

### 25 januari
- Soedharmono (78), Indonesisch militair en politicus; vicepresident van 1988 tot 1993

### 26 januari
- Diane de Ghouy (83), Belgisch hoorspelactrice
- Pieter Terpstra (86), Nederlands schrijver en journalist

### 27 januari
- Lucien Hanswijk (76), Belgisch atleet
- Jan Christian Heunis (78), Zuid-Afrikaans politicus
- Gene McFadden (56), Amerikaans zanger en tekstschrijver
- Johannes Rau (75), Duits bondspresident

### 28 januari
- Niek van Heijst (51), Nederlands natuurbeschermer

### 29 januari
- Lau Mulder (78), Nederlands hockeyspeler en cricketer
- Nam June Paik (73), Zuid-Koreaans-Amerikaans kunstenaar

### 30 januari
- Coretta Scott King (78), Amerikaans activiste
- Frans Wanders (87), Nederlands zanger en bassist

### 31 januari
- Leon Bruggeman (82), Belgisch vakbondsman
- Don Burgers (73), Nederlands burgemeester
- George Koval (92), Russisch spion
- Paul Regina (49), Amerikaans acteur
- Hugh M. Stuart (88), Amerikaans componist

## Februari

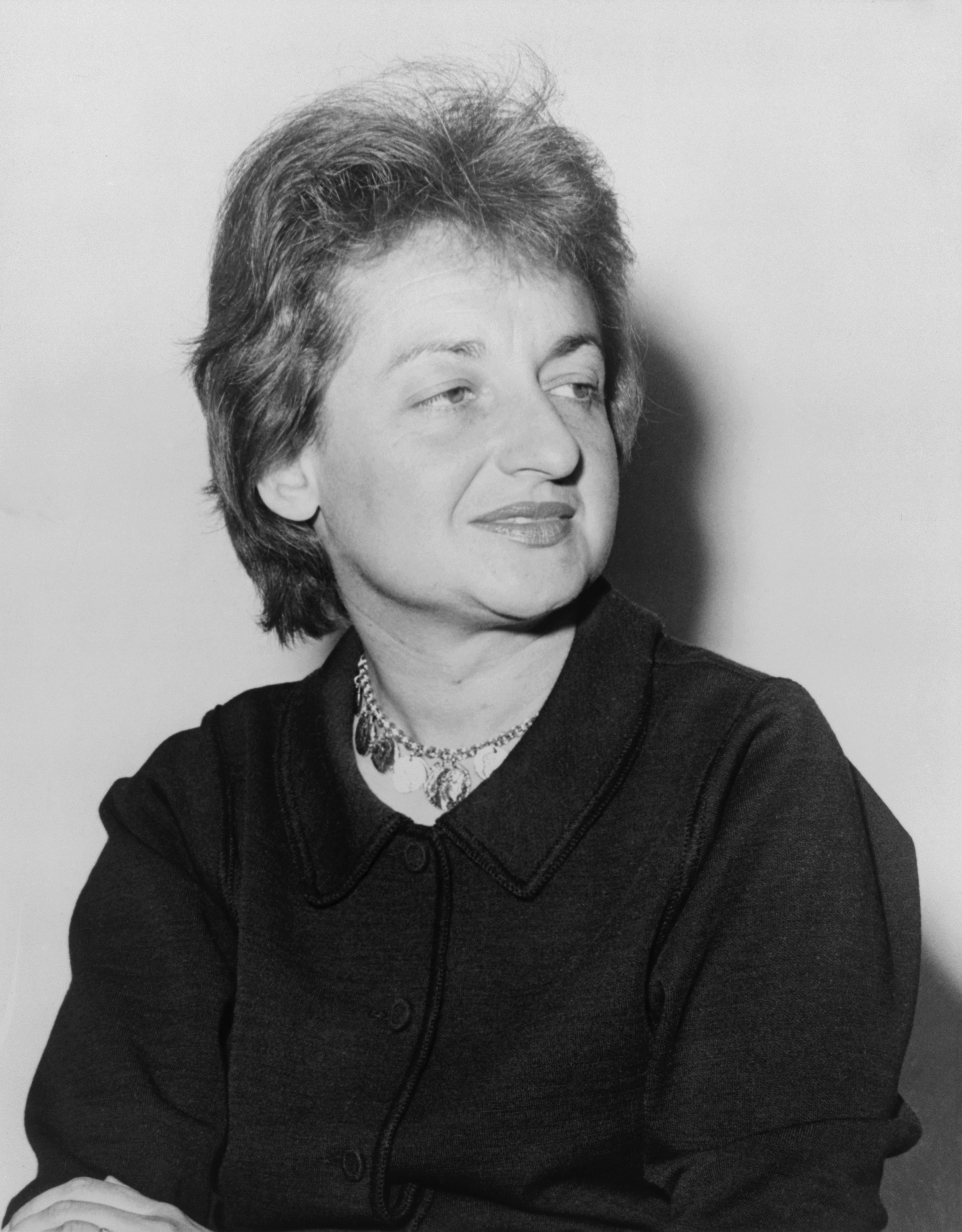
Betty Friedan
4 februari

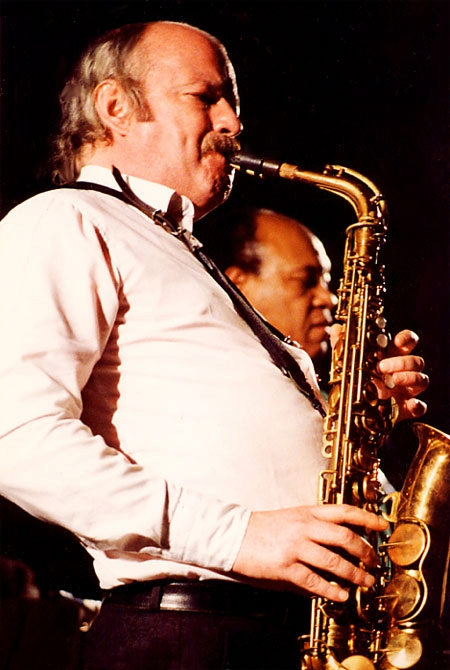
Elton Dean
7 februari

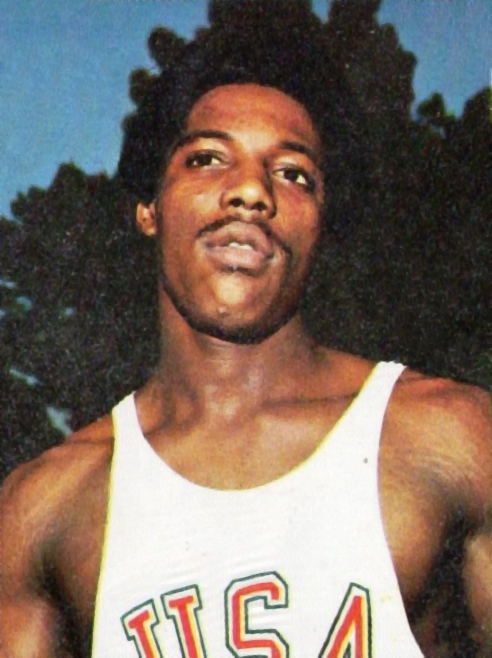
Larry Black
8 februari

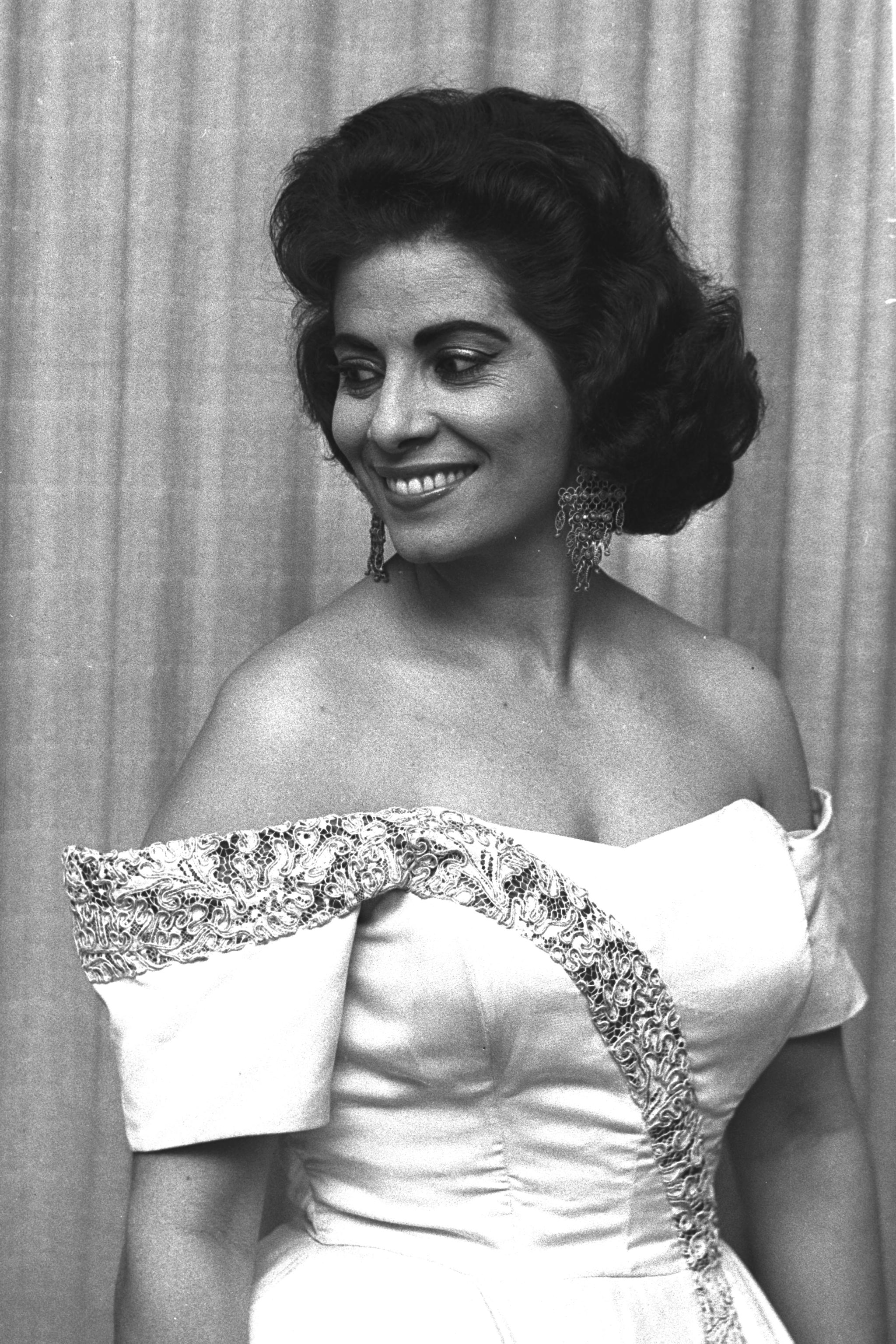
Shoshana Damari
14 februari

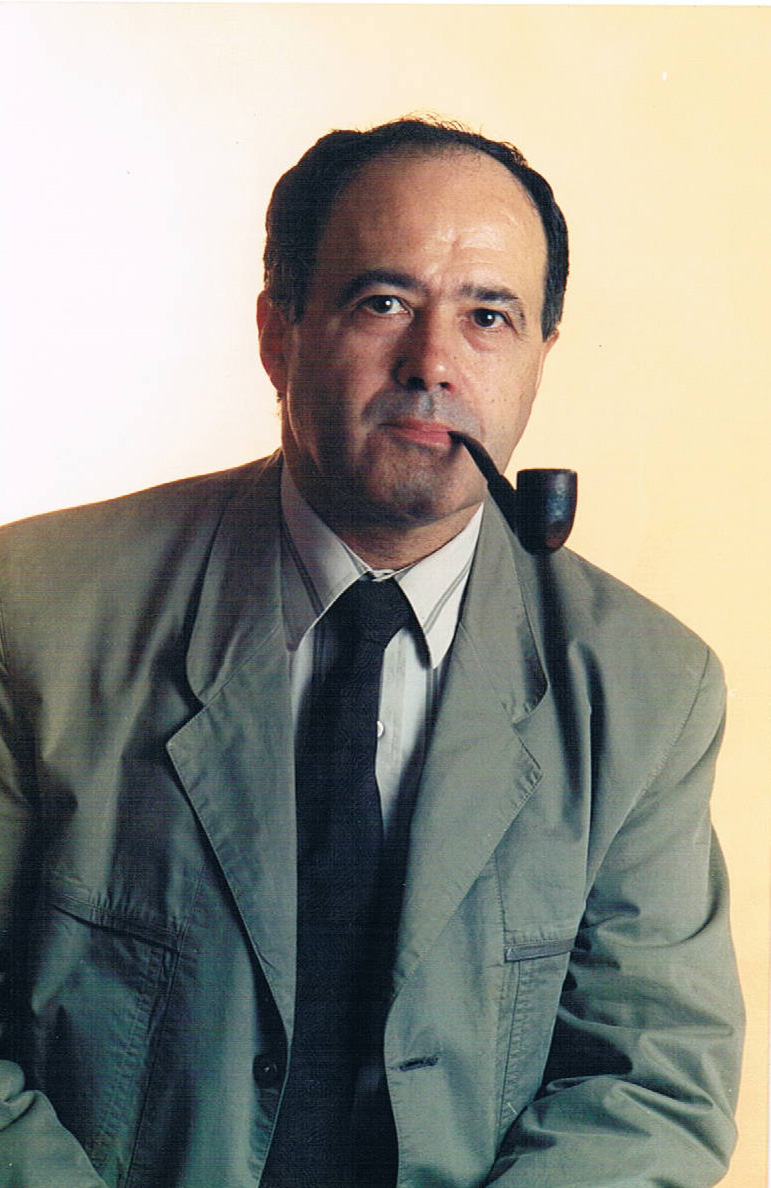
Francesc Ferrer
17 februari

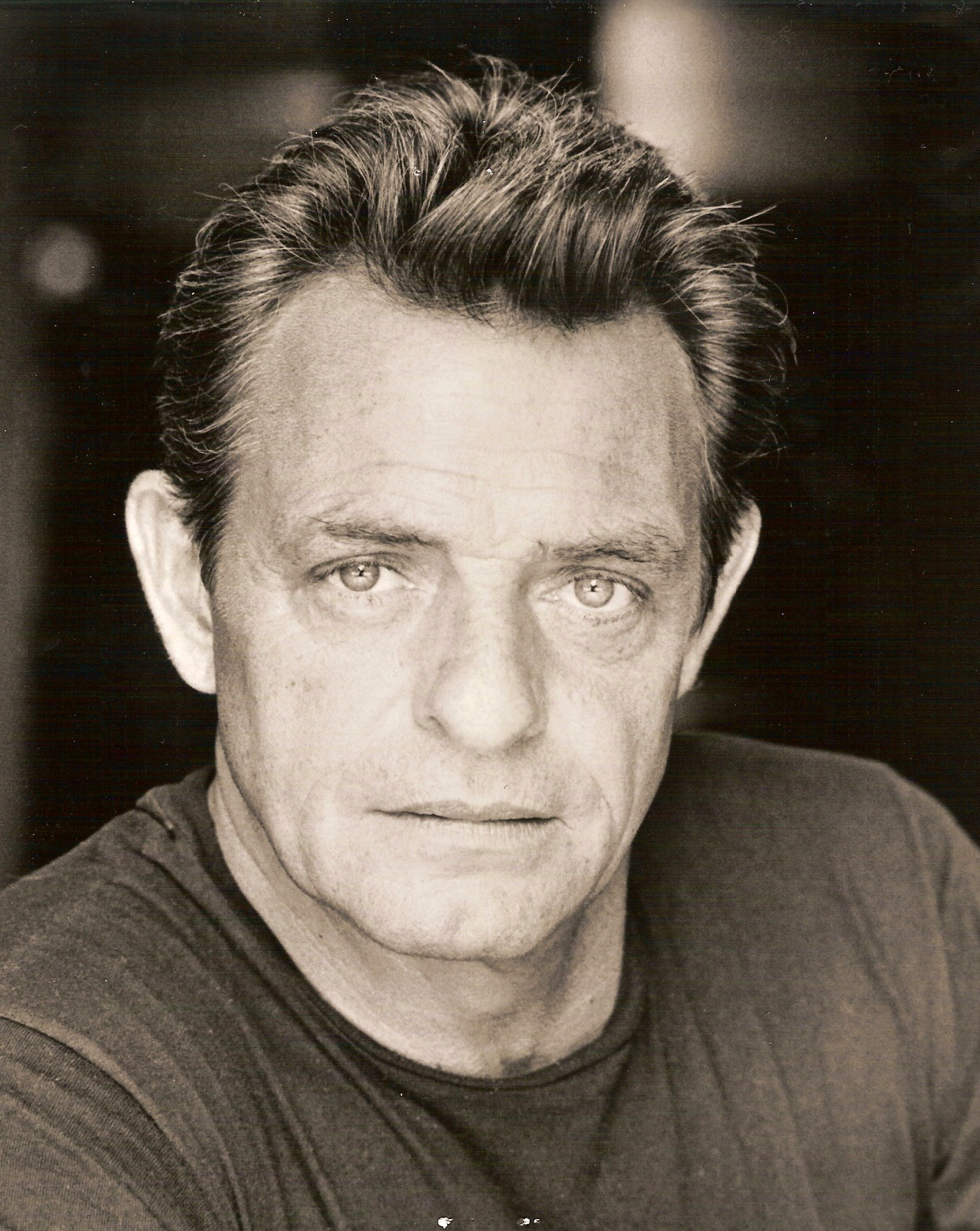
Richard Bright
18 februari

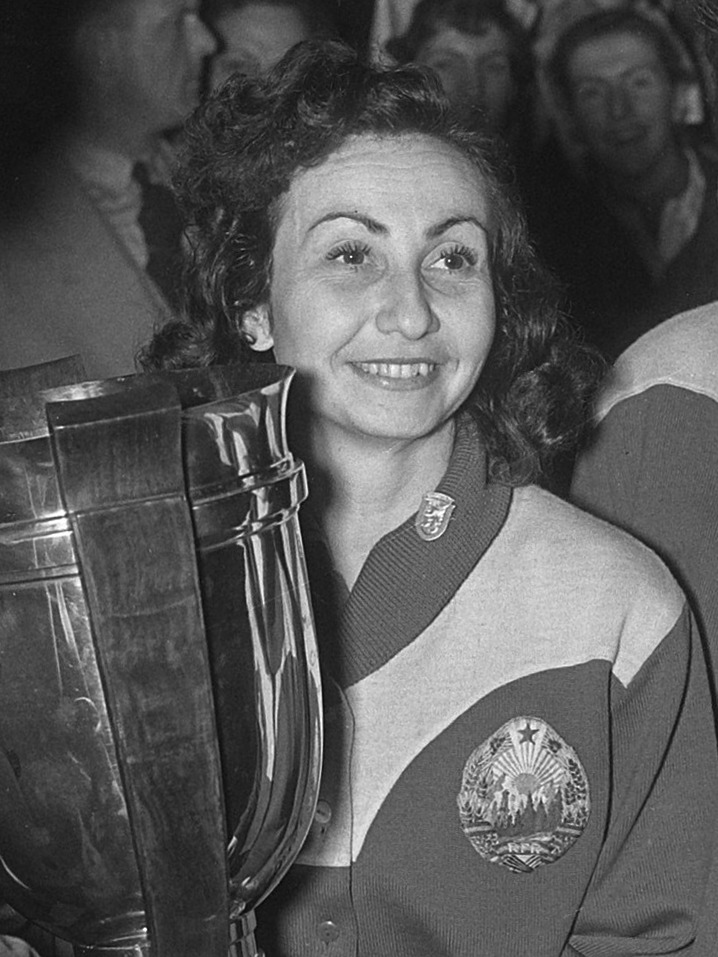
Angelica Rozeanu
21 februari

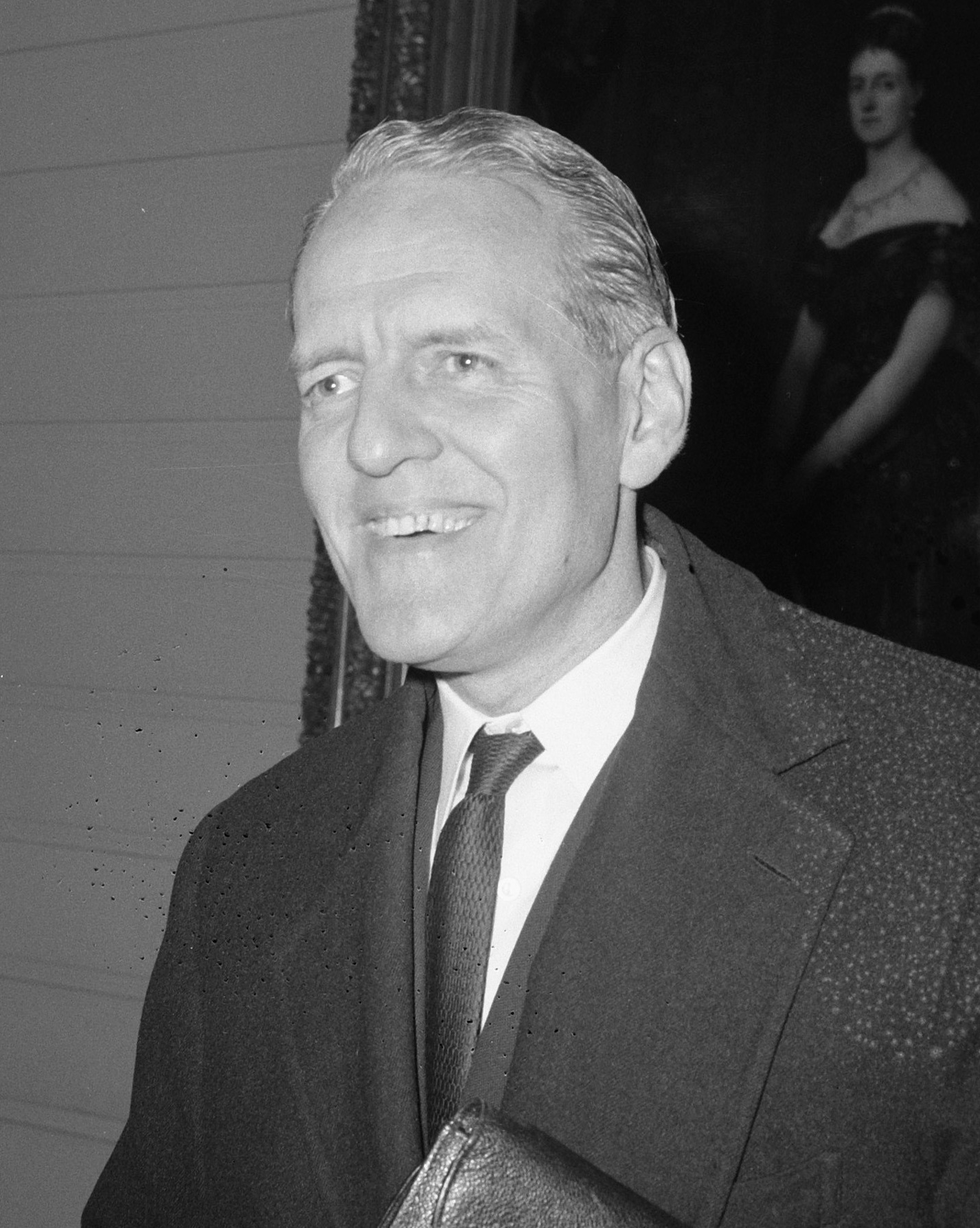
Jacques Van Offelen
22 februari

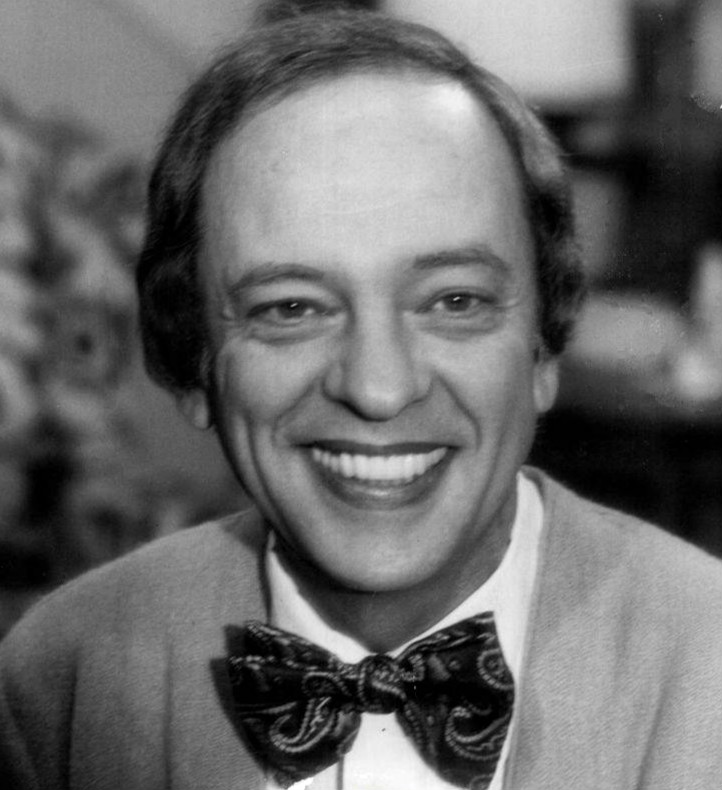
Don Knotts
24 februari

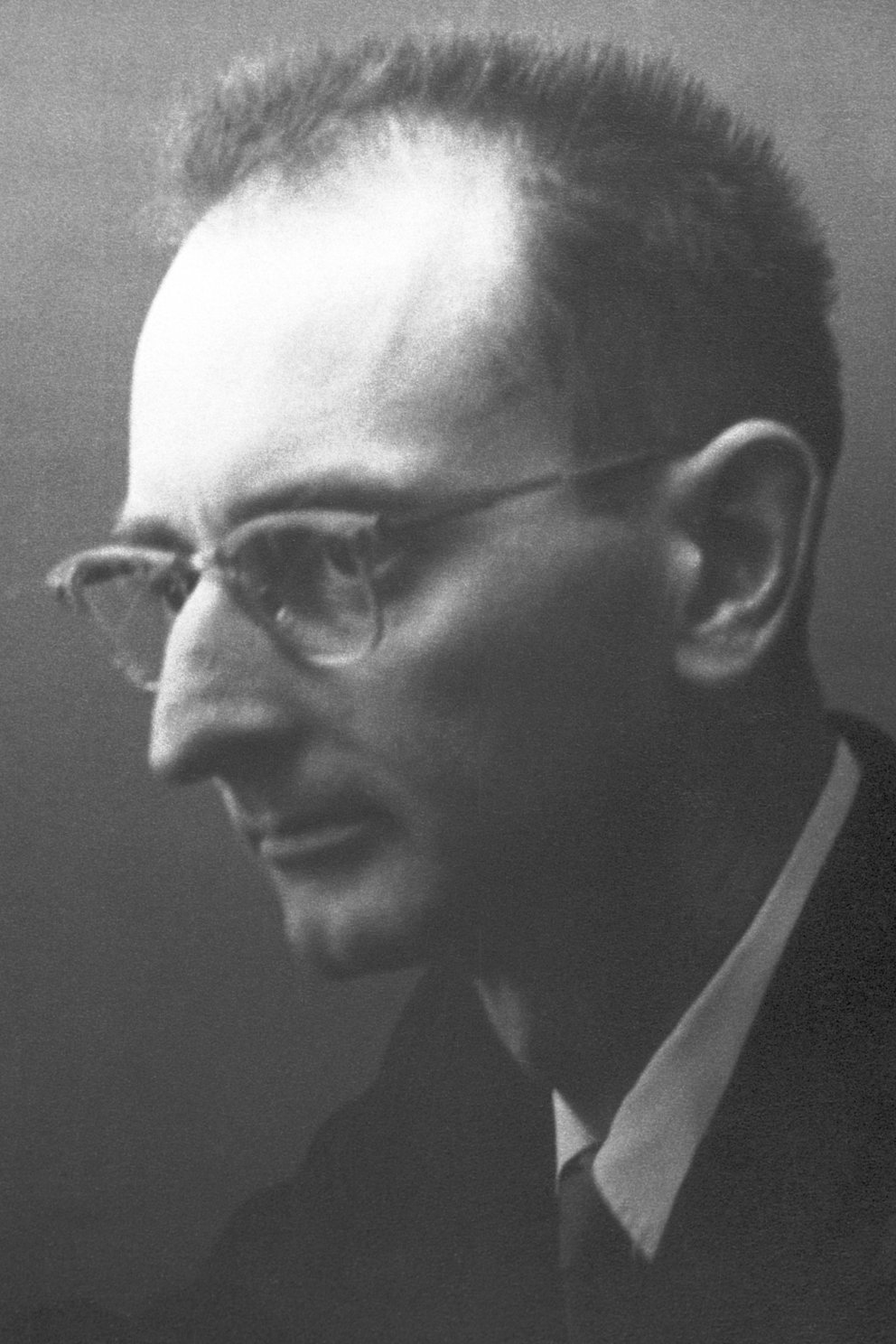
Owen Chamberlain
28 februari

| 1 | 2 | 3 | 4 | 5 | 6 | 7 | 8 | 9 | 10 | 11 | 12 | 13 | 14 | 15 | 16 | 17 | 18 | 19 | 20 | 21 | 22 | 23 | 24 | 25 | 26 | 27 | 28 |
| - | - | - | - | - | - | - | - | - | -- | -- | -- | -- | -- | -- | -- | -- | -- | -- | -- | -- | -- | -- | -- | -- | -- | -- | -- |

### 1 februari
- Lex de Haan (51), Nederlands informaticus en auteur
- Frederick S. Miller (75), Amerikaans componist

### 2 februari
- Lo Hartog van Banda (89), Nederlands schrijver en striptekenaar

### 3 februari
- Ustad Qawwal Bahauddin (71), Indiaas-Pakistaans Qawwali-zanger
- Al Lewis (82), Amerikaans acteur
- Romano Mussolini (79), Italiaans jazzpianist
- Joop van der Reijden (79), Nederlands politicus en omroepbestuurder

### 4 februari
- Friedrich Engel (97), Duits oorlogsmisdadiger
- Betty Friedan (85), Amerikaans feministe, activiste en schrijfster
- Georges van Hecke (90), Belgisch rechtsgeleerde
- Budd Udell (71), Amerikaans componist

### 5 februari
- Franklin Cover (77), Amerikaans acteur
- Ton van Dalen (60), Nederlands voetbalmakelaar
- Khaled al-Fahoum (84), Palestijns politicus
- Andrea Santoro (60), Italiaans priester
- Sylvain Tack (72), Belgisch radiomaker en uitgever

### 7 februari
- Joost Boel (87), Belgisch geestelijke
- Elton Dean (60), Brits jazzmusicus

### 8 februari
- Larry Black (54), Amerikaans atleet
- Ron Greenwood (84), Brits voetbaltrainer
- Akira Ifukube (91), Japans componist en violist
- Jean-Robert Ipoustéguy (86), Frans schilder en beeldhouwer

### 9 februari
- Freddie Laker (83), Brits ondernemer
- Charles Wolfe (62), Amerikaans musicoloog

### 10 februari
- Ibolya Csák (91), Hongaars atlete
- J Dilla (32), Amerikaans rapper
- Juan Soriano (85), Mexicaans kunstschilder en beeldhouwer

### 11 februari
- Peter Benchley (65), Amerikaans schrijver
- Ken Fletcher (65), Australisch tennisser
- Frans Leenen (86), Belgisch wielrenner

### 13 februari
- Jan ter Laak (55), Nederlands naamkundige
- Peter Frederick Strawson (86), Amerikaans filosoof

### 14 februari
- Ramon Bagatsing (89), Filipijns politicus
- Darry Cowl (80), Frans acteur en pianist
- Shoshana Damari (83), Israëlisch zangeres en actrice
- Lynden David Hall (31), Brits soulzanger
- Putte Wickman (81), Zweeds jazzorkestleider en klarinetspeler

### 15 februari
- Fernand Hermans (94), Belgisch politicus
- Andrej Pavlovitsj Petrov (75), Russisch componist
- Sun Yun-Suan (92), Taiwanees premier

### 16 februari
- Paul Avrich (74), Amerikaans historicus
- Rufin Grijp (67), Belgisch politicus
- Johnny Grunge (39), Amerikaans professioneel worstelaar
- Jan Janbroers (78), Nederlands basketbalcoach

### 17 februari
- Ray Barretto (76), Amerikaans jazzdrummer
- Francesc Ferrer i Gironès (70), Spaans politicus en historicus
- Jorge Mendonça (51), Braziliaans voetballer

### 18 februari
- Richard Bright (68), Amerikaans acteur

### 19 februari
- Jan Sonnemans (63), Nederlands kunstenaar

### 20 februari
- Luca Coscioni (38), Italiaans politicus
- Ray Pickrell (67), Brits motorcoureur

### 21 februari
- Gennadi Ajgi (71), Russisch dichter
- Jan Pieter Guépin (76), Nederlands dichter en essayist
- Paul Marcinkus (84), Amerikaans aartsbisschop en bankier
- Angelica Rozeanu (84), Roemeens-Israëlisch tafeltennisspeelster
- Frans Smits (90), Nederlands militair stylist
- Rinske Zeinstra (58), Nederlands schaatsster

### 22 februari
- Hilde Domin (96), Duits schrijfster en dichteres
- Willebrord Nieuwenhuis (68), Nederlands verslaggever en publicist
- Jacques Van Offelen (89), Belgisch politicus
- Richard Wawro (53), Brits kunstenaar

### 23 februari
- Machteld Johanna Mellink (88), Nederlands-Amerikaans archeologe
- Telmo Zarraonaindía (85), Spaans voetballer

### 24 februari
- Don Knotts (81), Amerikaans acteur
- Dennis Weaver (81), Amerikaans acteur

### 25 februari
- Octavia E. Butler (58), Amerikaans schrijfster
- Darren McGavin (83), Amerikaans acteur

### 26 februari
- Ace Adams (93), Amerikaans honkbalspeler
- Gerard Schampers (84), Nederlands burgemeester
- Hans Singer (95), Brits econoom

### 27 februari
- Ferenc Bene (61), Hongaars voetballer
- G.H. Hoffmann sr. (74), Nederlands detective en ondernemer
- Linda Smith (48), Brits stand-upcomedian en comedyschrijfster

### 28 februari
- Owen Chamberlain (85), Amerikaans natuurkundige
- Arno Wallaard (26), Nederlands wielrenner

## Maart

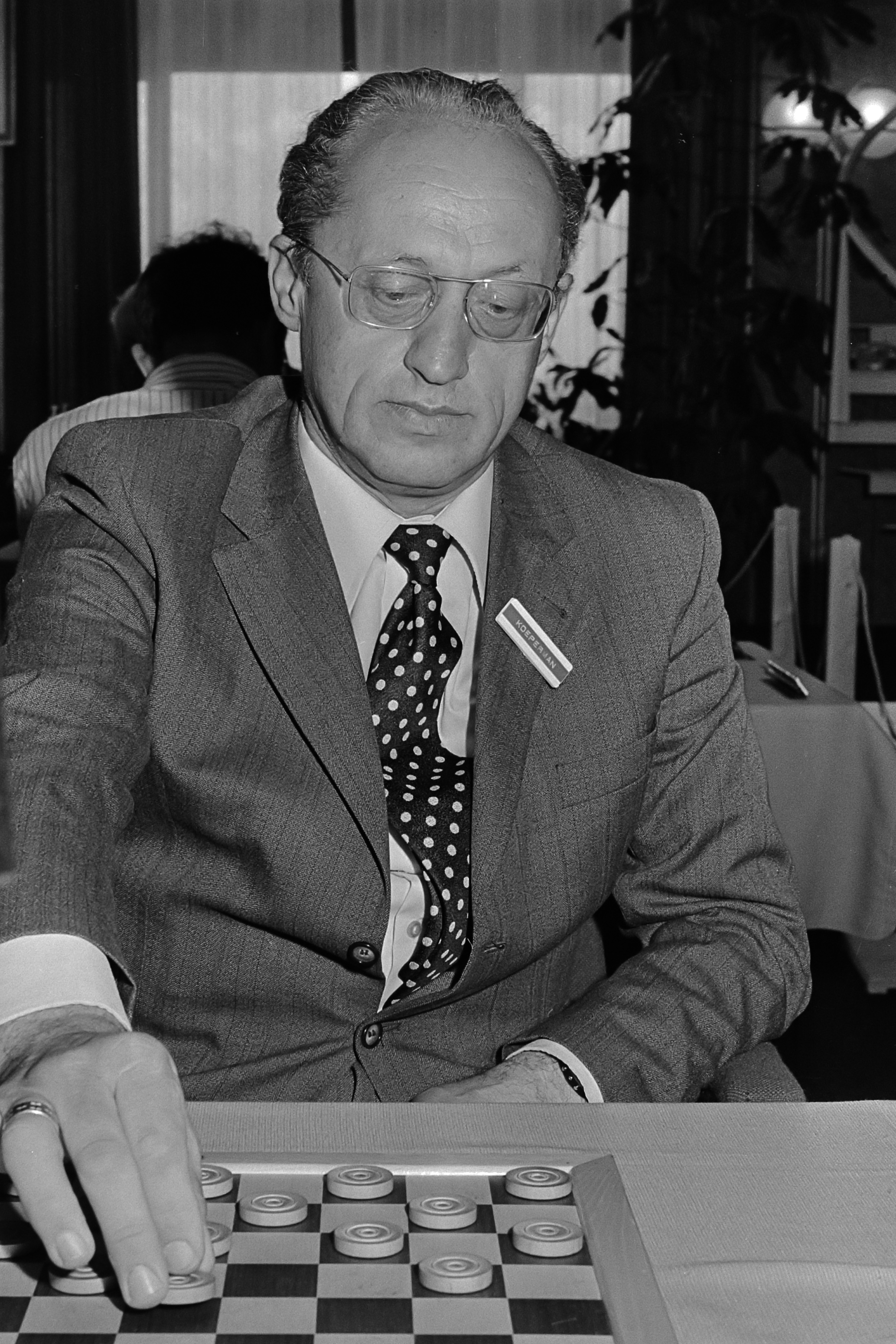
Iser Koeperman
6 maart

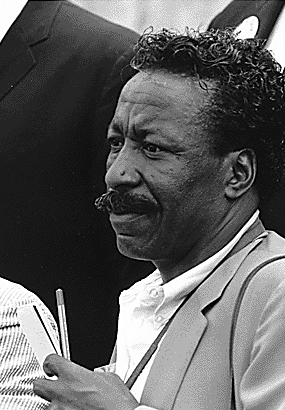
Gordon Parks
7 maart

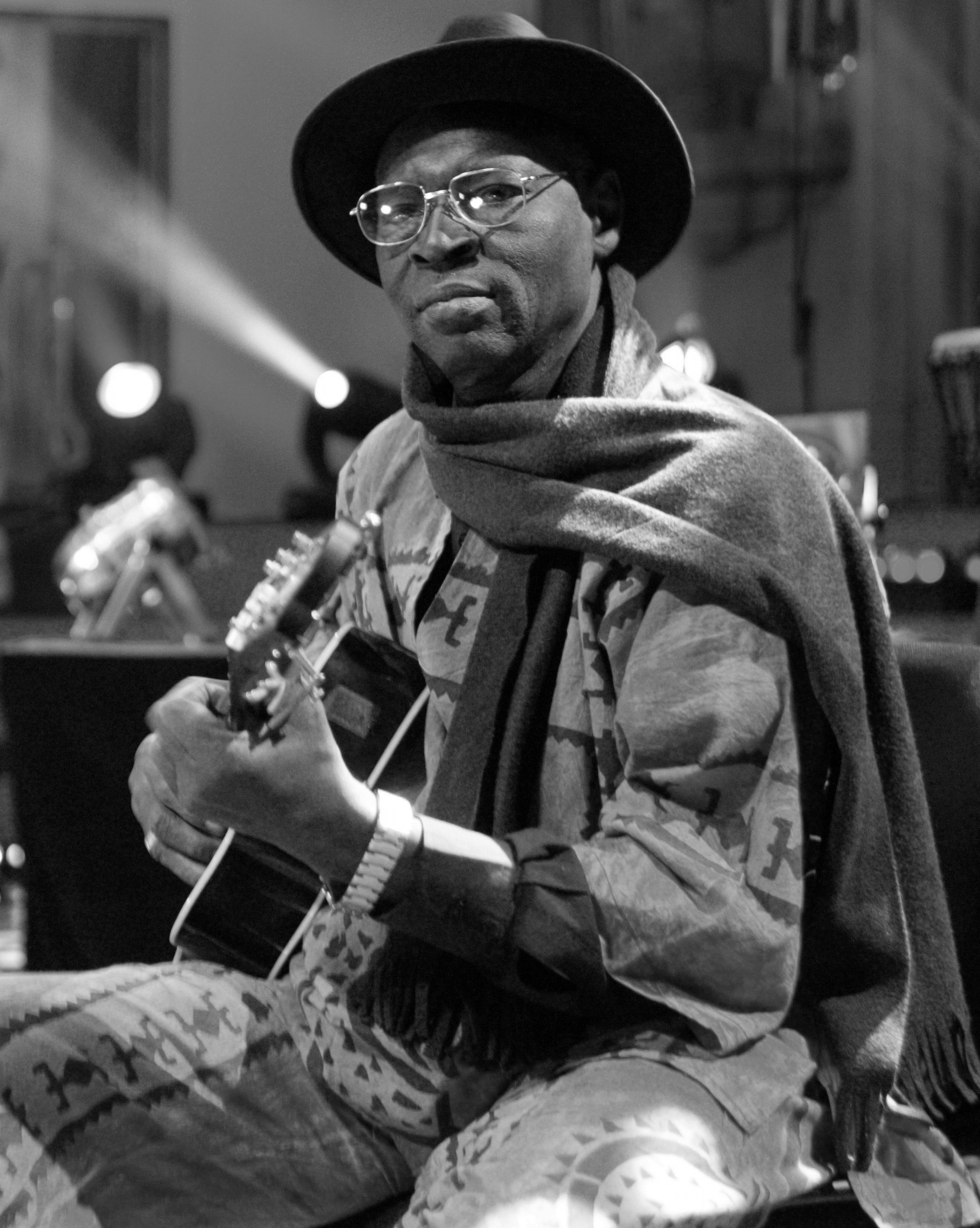
Ali Farka Touré
7 maart

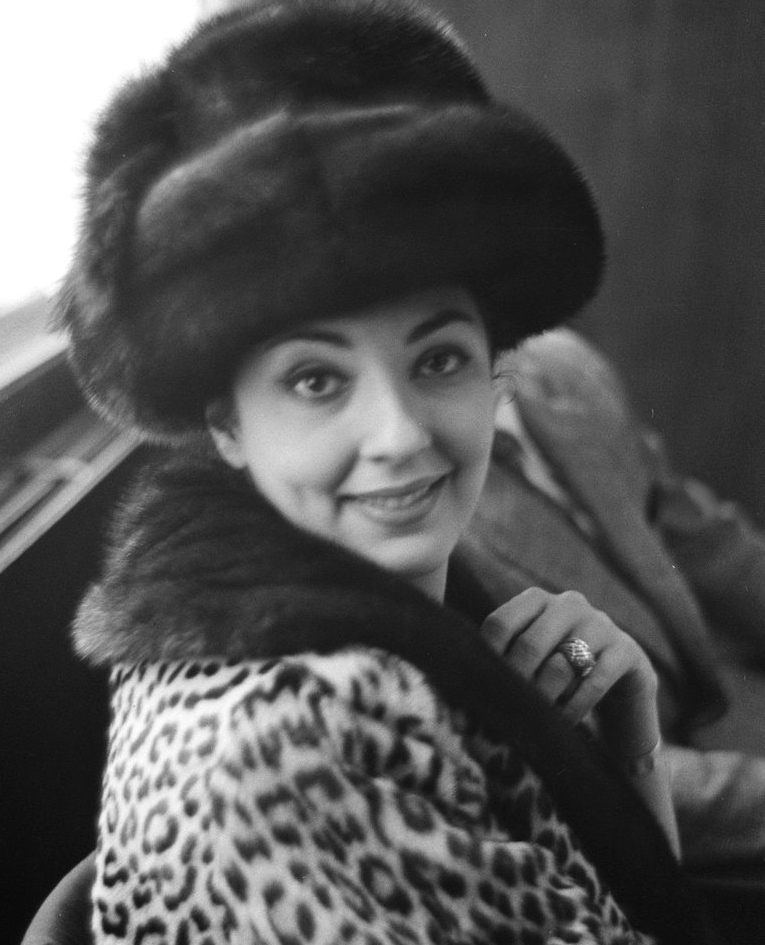
Anna Moffo
9 maart

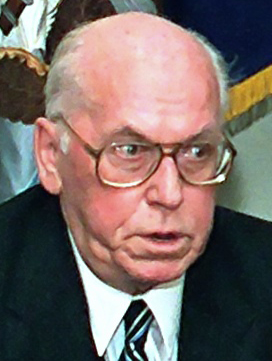
Lennart Meri
14 maart

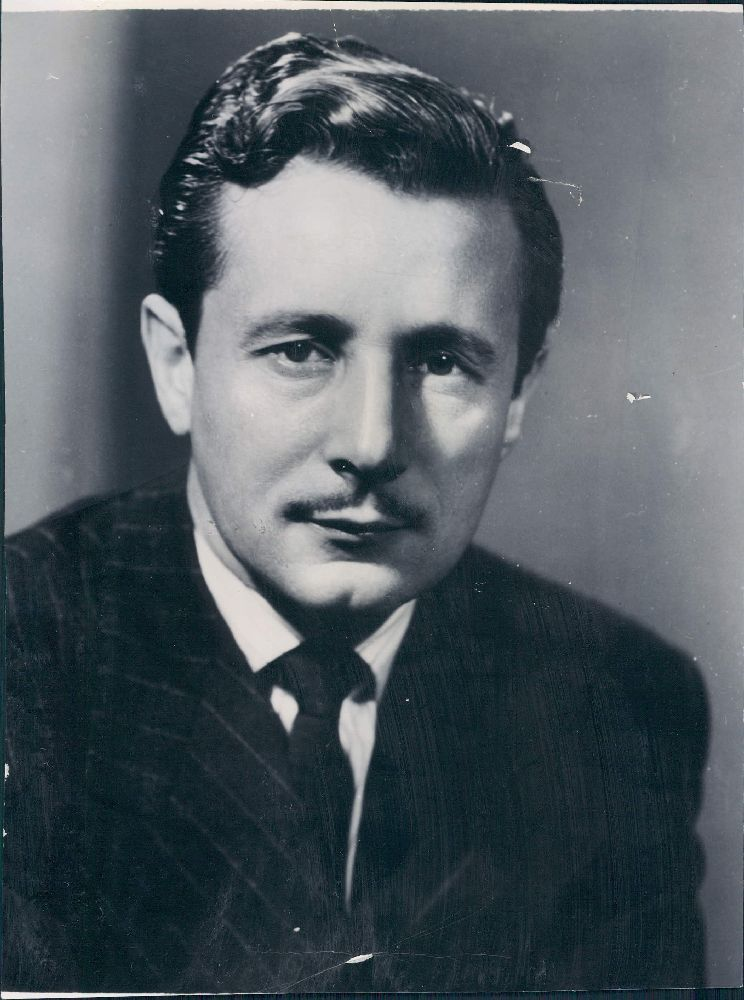
Oleg Cassini
17 maart

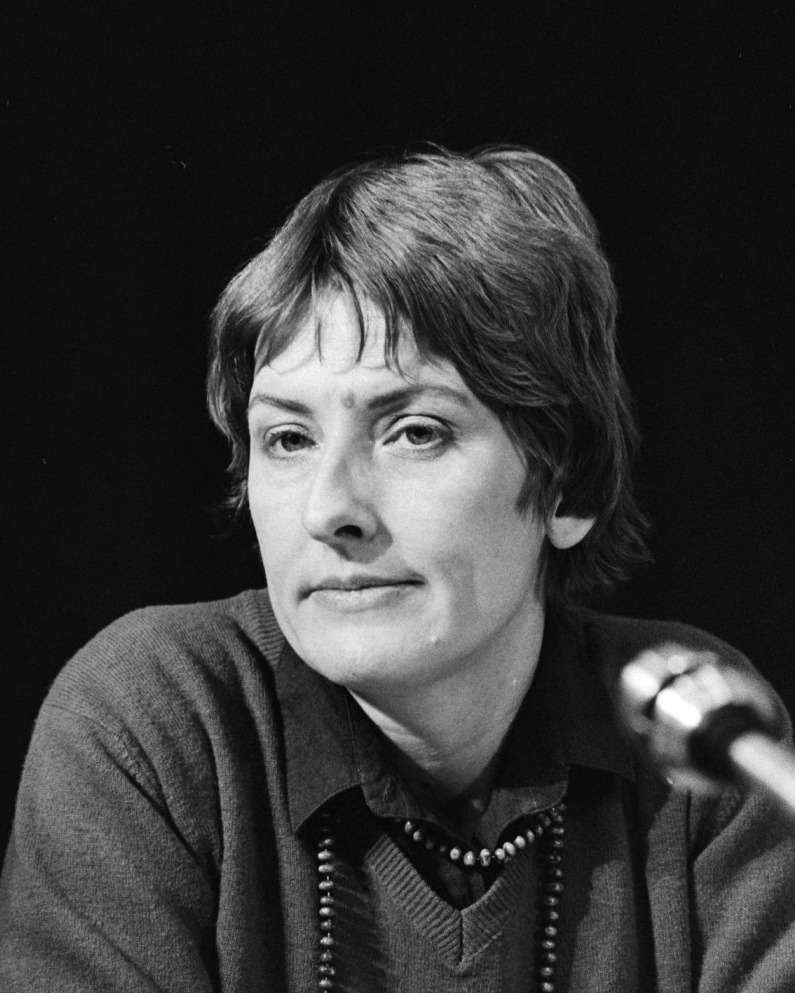
Ria Beckers
22 maart

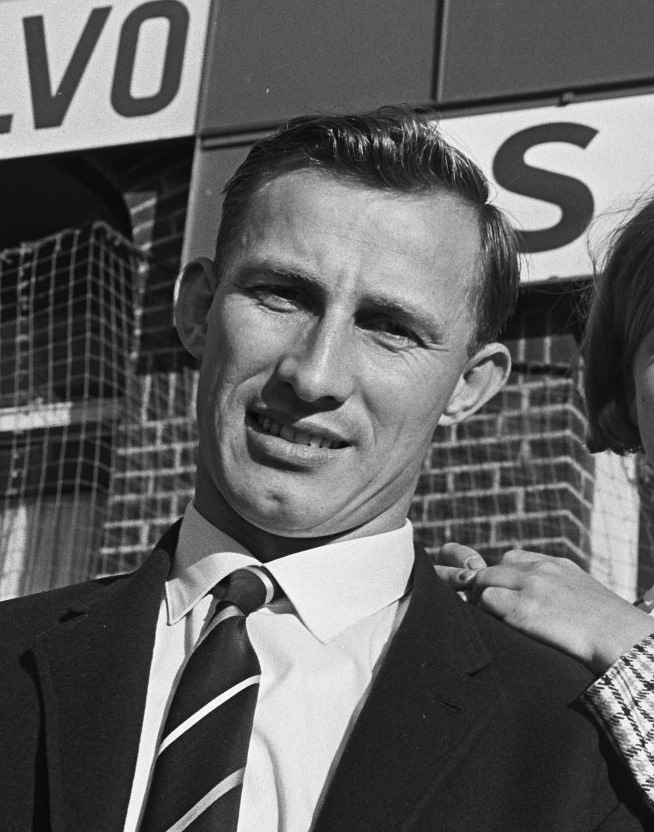
Ole Madsen
26 maart

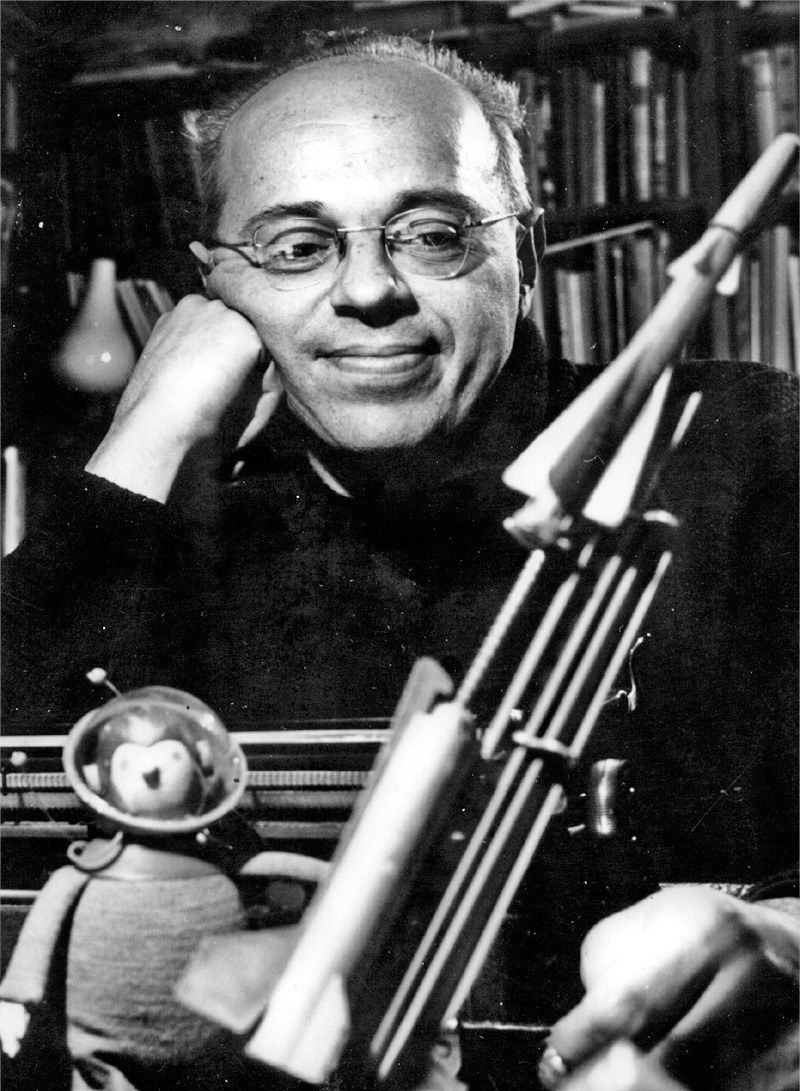
Stanisław Lem
27 maart

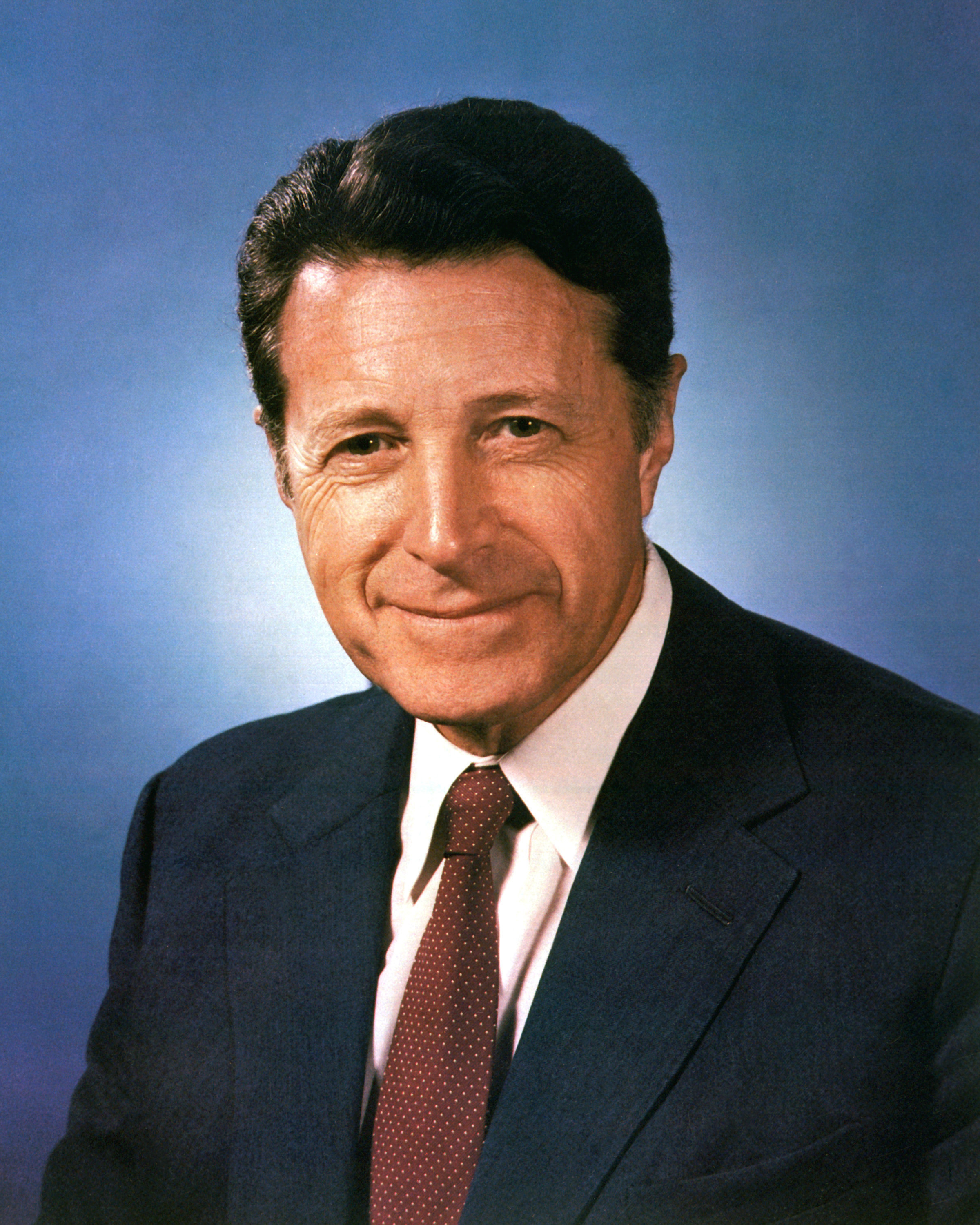
Caspar Weinberger
28 maart

| 1 | 2 | 3 | 4 | 5 | 6 | 7 | 8 | 9 | 10 | 11 | 12 | 13 | 14 | 15 | 16 | 17 | 18 | 19 | 20 | 21 | 22 | 23 | 24 | 25 | 26 | 27 | 28 | 29 | 30 | 31 |
| - | - | - | - | - | - | - | - | - | -- | -- | -- | -- | -- | -- | -- | -- | -- | -- | -- | -- | -- | -- | -- | -- | -- | -- | -- | -- | -- | -- |

### 1 maart
- Lee Drollinger (78), Amerikaans autocoureur
- Johnny Jackson (54), Amerikaans drummer
- Reidar Liaklev (88), Noors schaatser
- Peter Osgood (59), Engels voetballer
- Jack Wild (53), Brits acteur

### 2 maart
- Gilles Quispel (89), Nederlands theoloog
- Garett Scott (37), Amerikaans filmmaker
- Iwan Vanier (80), Nederlands roeier en roeicoach
- Dries Visser (56), Nederlands voetballer

### 3 maart
- Ivor Cutler (83), Brits dichter en muzikant

### 4 maart
- Jef van Tuerenhout (79), Belgisch kunstenaar

### 5 maart
- Milan Babić (50), president van Kroatië-Servië
- Hilbrand Hartlief (57), Nederlands volleyballer
- Richard Kuklinski (70), Amerikaans seriemoordenaar
- Roman Ogaza (53), Pools voetballer

### 6 maart
- Iser Koeperman (83), Oekraïens dammer
- Kirby Puckett (45), Amerikaans honkballer
- Dana Reeve (44), Amerikaans actrice en zangeres

### 7 maart
- Ansen Dibell (63), Amerikaans schrijfster
- Jan ter Doest (80), Nederlands Engelandvaarder en militair
- Gordon Parks (93), Amerikaans fotograaf en filmregisseur
- Ali Farka Touré (67), Malinees muzikant

### 8 maart
- Giordano Cottur (91), Italiaans wielrenner

### 9 maart
- Hanka Bielicka (90), Pools actrice en zangeres
- Erik Elmsäter (86), Zweeds atleet en Noords skiër
- Anna Moffo (73), Amerikaans sopraanzangeres
- Henri Suttorp (61), Nederlands politicus
- Quinten Waverijn (80), Nederlands politicus

### 10 maart
- John Profumo (91), Brits politicus

### 11 maart
- Bernie Geoffrion (75), Canadees ijshockeyer
- Slobodan Milošević (64), president van Servië en Joegoslavië
- Jesús Rollán (37), Spaans waterpolospeler

### 12 maart
- Jurij Brězan (89), Sorbisch schrijver
- Jonatan Johansson (26), Zweeds snowboarder

### 13 maart
- Dalisay Aldaba (93), Filipijns operazangeres
- Jimmy Johnstone (61), Schots voetballer
- Maureen Stapleton (80), Amerikaans actrice
- Kenneth Street (85), Amerikaans scheikundige

### 14 maart
- Robert Amadou (82), Frans esotericus
- Lennart Meri (76), Estisch schrijver, filmregisseur en politicus

### 15 maart
- Georgios Rallis (87), Grieks politicus

### 16 maart
- Janny Brugman-de Vries (87), Nederlands beeldhouwer
- Coen Ooft (85), Surinaams politicus en jurist
- Otto Prinsen (69), Nederlands beeldend kunstenaar

### 17 maart
- Oleg Cassini (92), Amerikaans modeontwerper
- Bob Papenbrook (50), Amerikaans stemacteur
- Jakob Stucki (81), Zwitsers politicus
- Surianto (68), Surinaams dichter en musicus
- Johannes Hattinga Verschure (92), Nederlands medicus

### 20 maart
- Anselmo Colzani (87), Italiaans operazanger
- Sirppa Sivori-Asp (77), Fins actrice, zangeres, regisseuse en poppenspeelster

### 21 maart
- Bernard Lacoste (74), Frans ondernemer

### 22 maart
- Ria Beckers (67), Nederlands politica

### 23 maart
- Marc Caudron (76), Belgisch geestelijke
- Pío Leiva (88), Cubaans zanger
- Johannes Arie van Nieuwenhuijzen (91), Nederlands theoloog en omroepvoorzitter

### 24 maart
- Ludo Laagland (82), Belgisch kunstschilder en dichter

### 25 maart
- Joop Admiraal (68), Nederlands acteur
- Johan Bontekoe (62), Nederlands zwemmer
- Frits Fentener van Vlissingen (72), Nederlands industrieel
- Richard Fleischer (89), Amerikaans filmregisseur
- Dick Mallon (79), Nederlands journalist
- Buck Owens (76), Amerikaans countryzanger

### 26 maart
- Paul Dana (30), Amerikaans autocoureur
- Ole Madsen (71), Deens voetballer

### 27 maart
- Wayne Boden (58), Canadees seriemoordenaar
- Ian Hamilton Finlay (80), Brits kunstenaar en auteur
- Stanisław Lem (84), Pools schrijver
- Rudolf Vrba (81), Canadees farmacoloog
- Pete Wells (59), Australisch gitarist

### 28 maart
- Jerry Brudos (67), Amerikaans seriemoordenaar
- Wanderley Magalhães Azevedo (39), Braziliaans wielrenner
- Charles Schepens (94), Belgisch verzetsstrijder en oogchirurg
- Henny Visser (94), Nederlands predikant
- Caspar Weinberger (88), Amerikaans politicus

### 29 maart
- Werner Wolf Glaser (96), Zweeds componist
- Jean Mabire (79), Frans journalist en historicus
- Gretchen Rau (66), Amerikaans decorontwerpster
- Johan Schotte (40), Belgisch dirigent
- Bob Veith (79), Amerikaans autocoureur

### 30 maart
- Léon de Clerque Wissocq de Sousberghe (102), Belgisch antropoloog

### 31 maart
- Arthur David Hall (81), Amerikaans systeemwetenschapper
- Gerhard Potma (38), Nederlands zeiler

## April

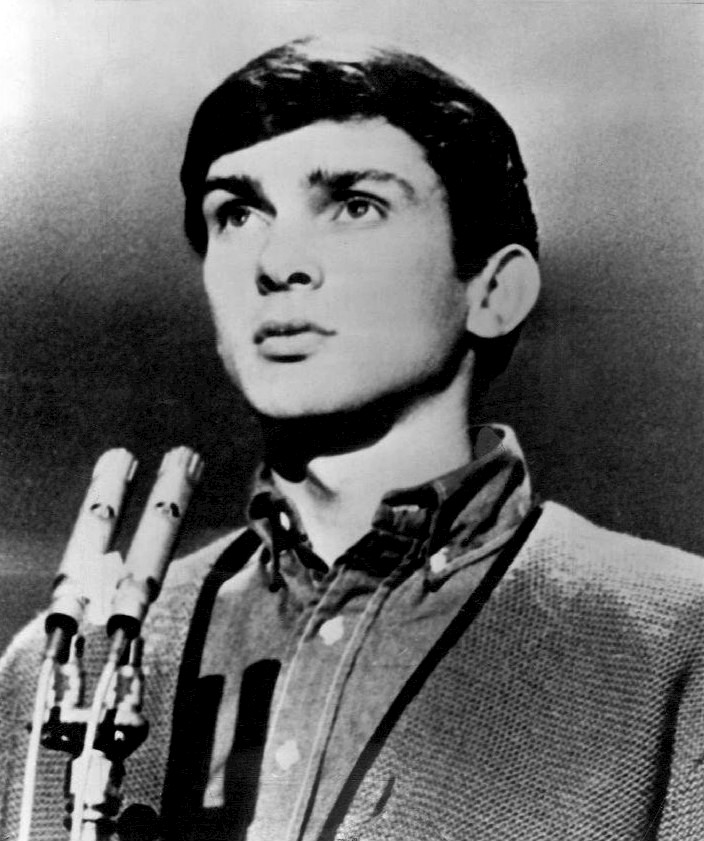
Gene Pitney
5 april

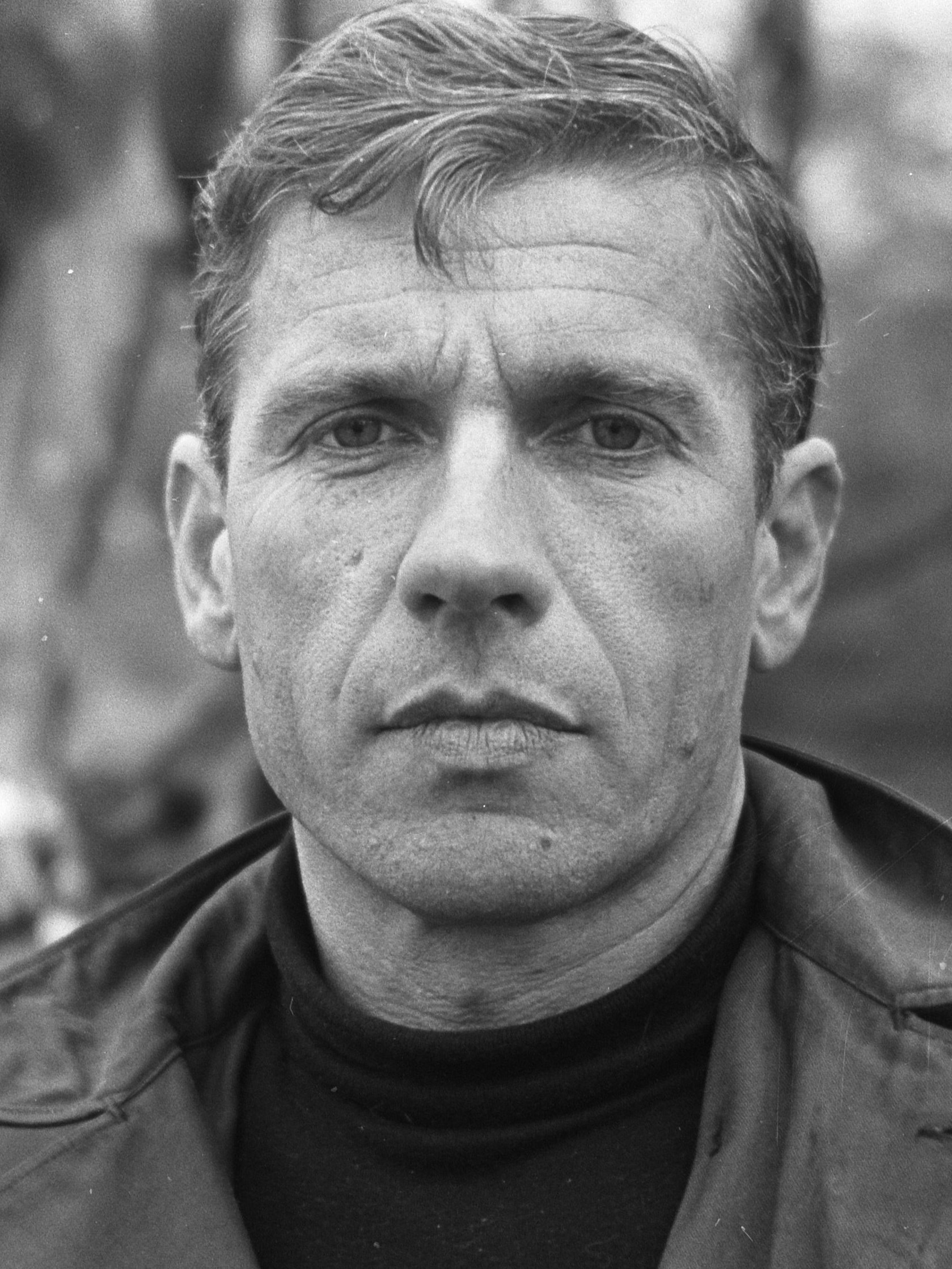
Gerard Reve
8 april

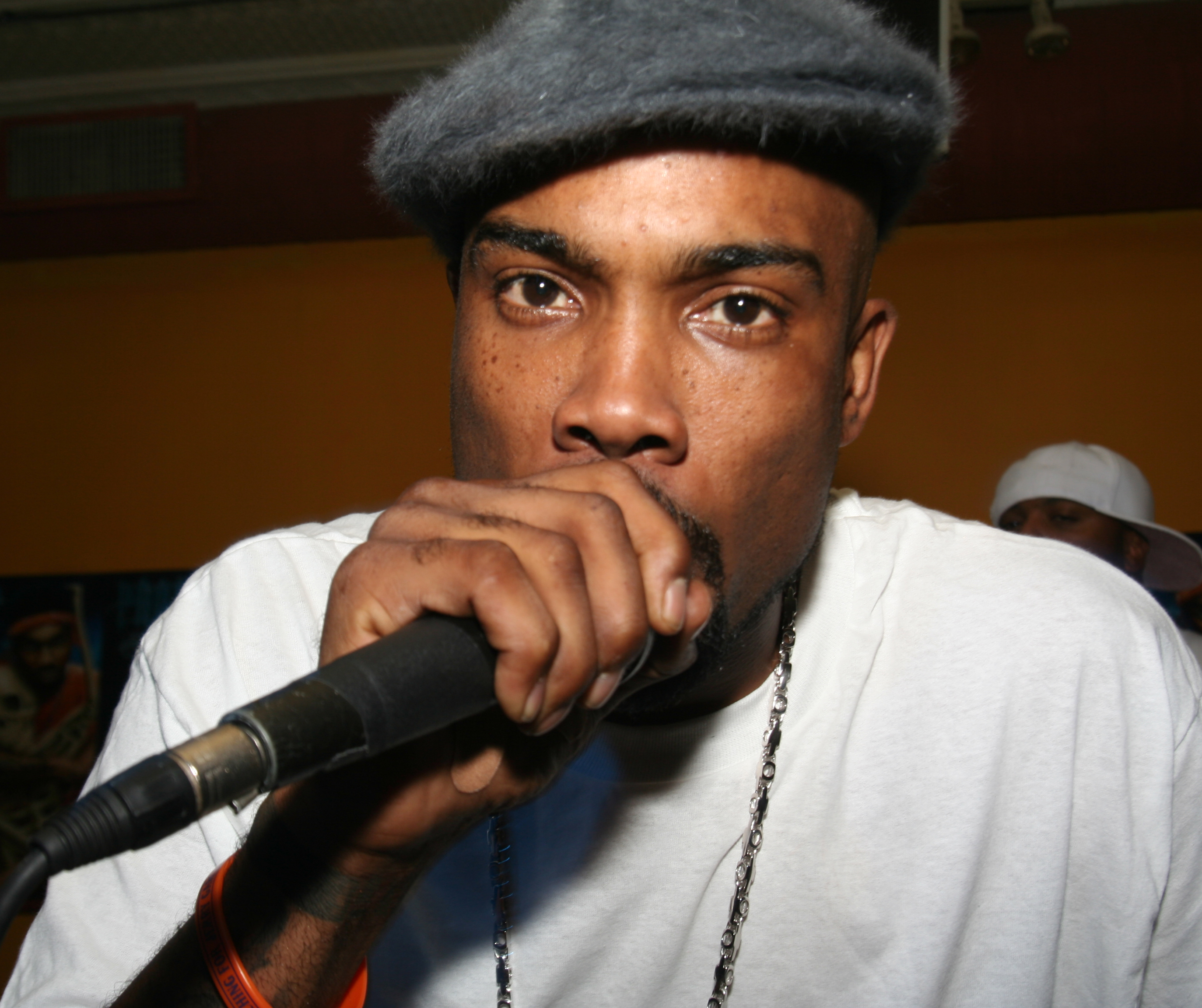
Proof
11 april

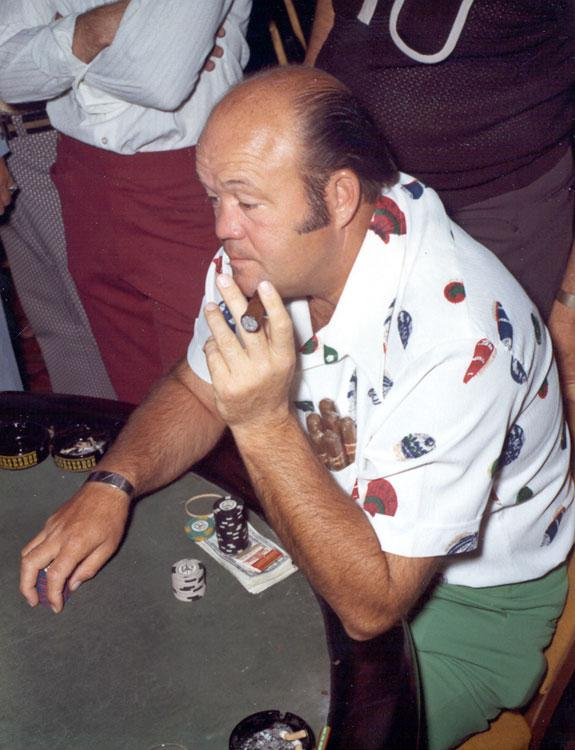
Puggy Pearson
12 april

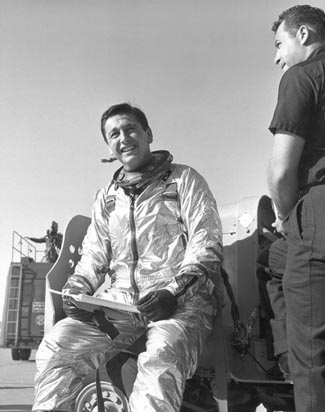
Scott Crossfield
19 april

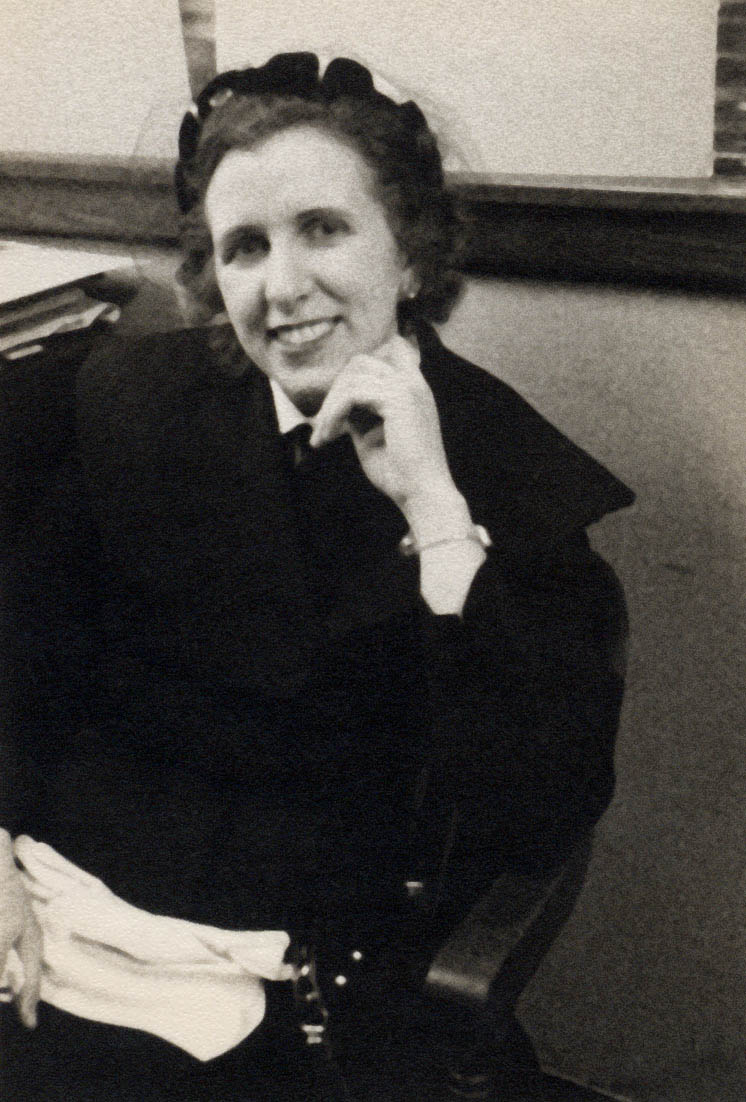
Kathleen Antonelli
20 april

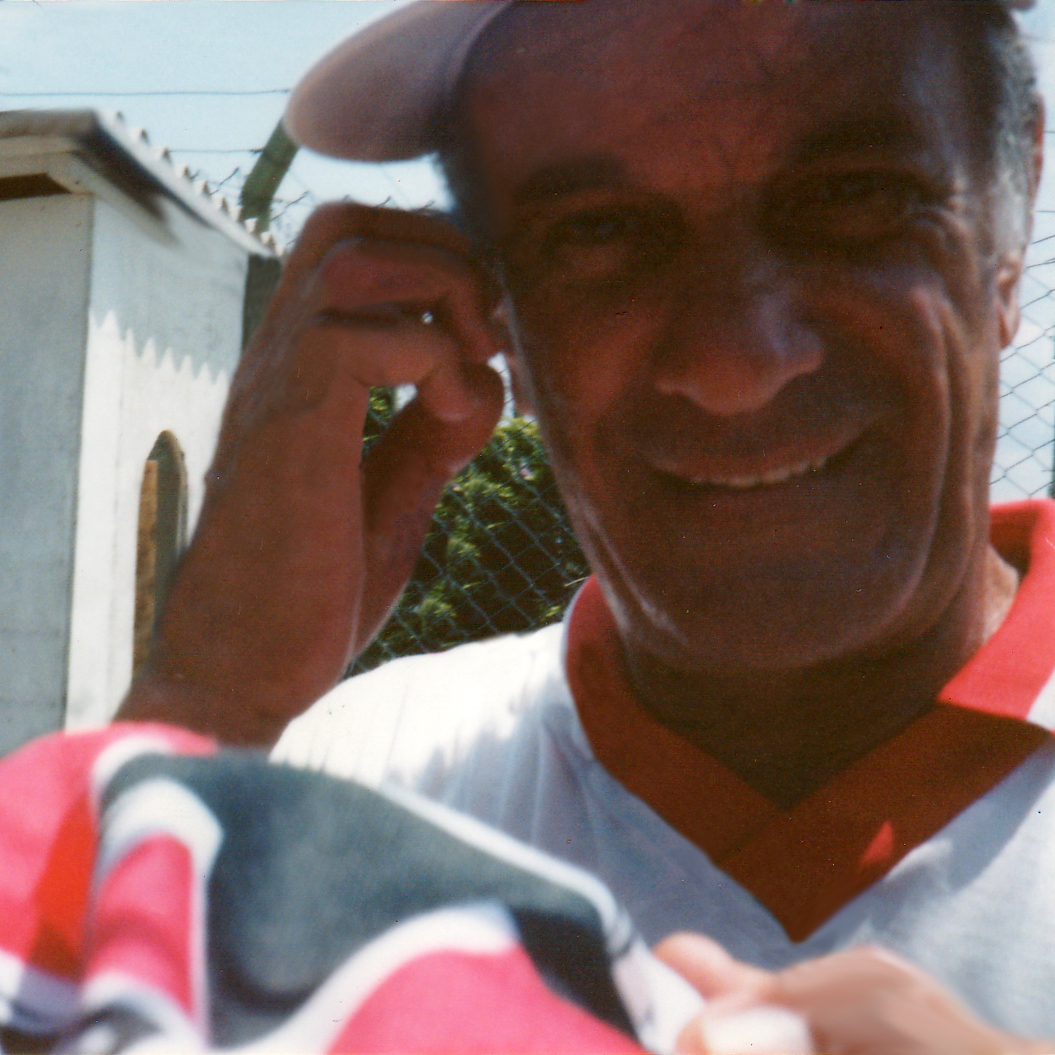
Telê Santana
21 april

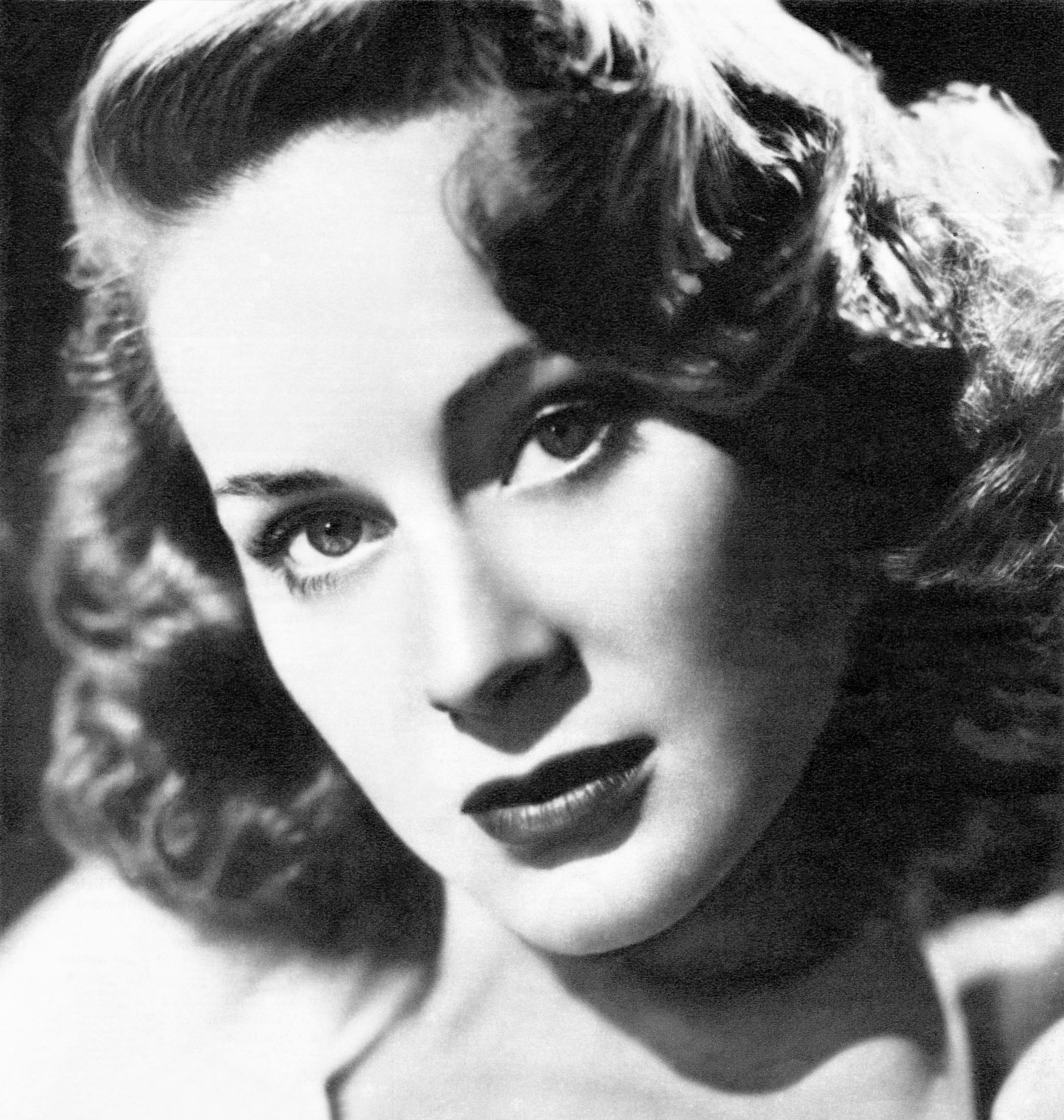
Alida Valli
22 april

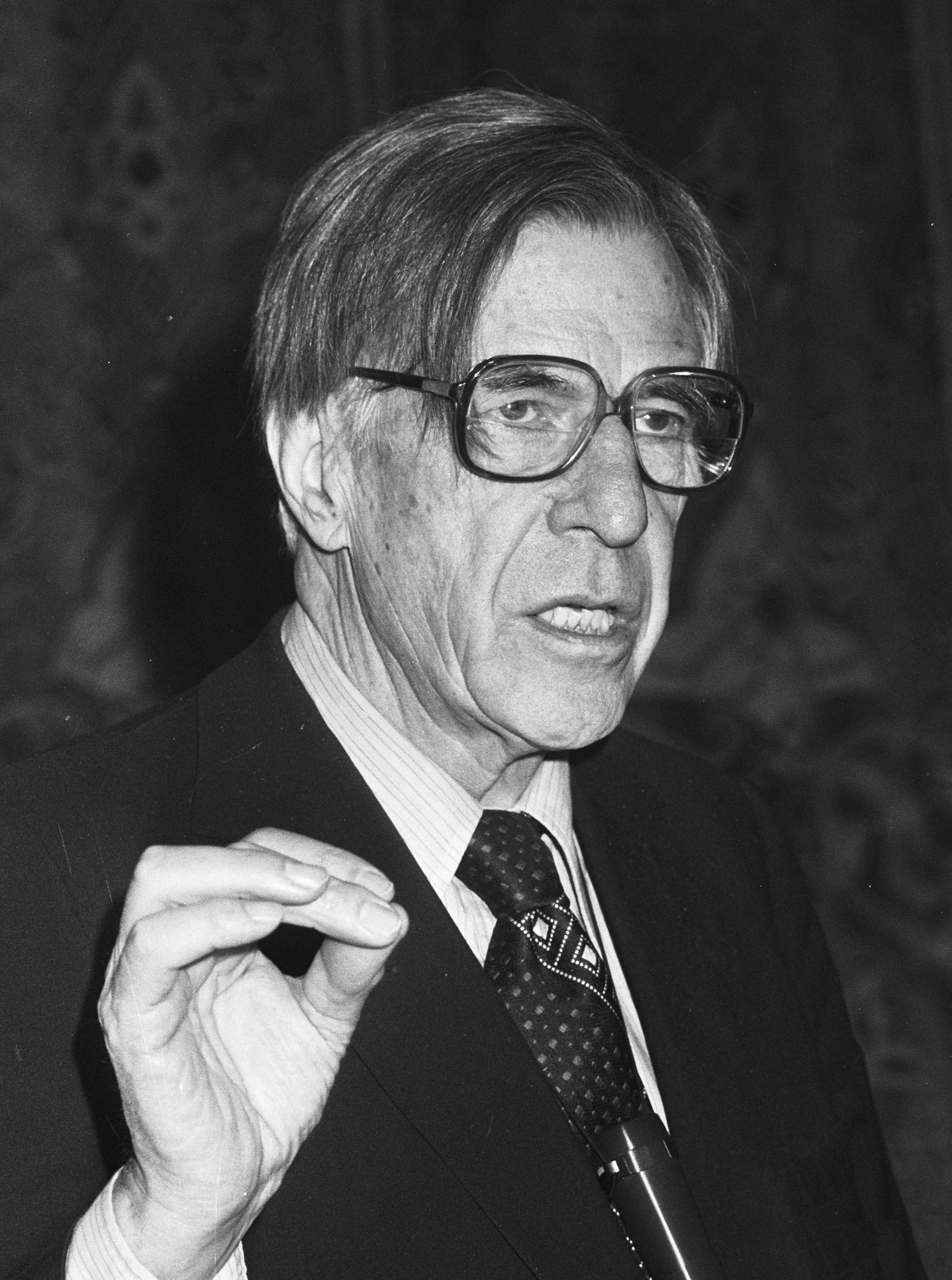
John Kenneth Galbraith
29 april

| 1 | 2 | 3 | 4 | 5 | 6 | 7 | 8 | 9 | 10 | 11 | 12 | 13 | 14 | 15 | 16 | 17 | 18 | 19 | 20 | 21 | 22 | 23 | 24 | 25 | 26 | 27 | 28 | 29 | 30 |
| - | - | - | - | - | - | - | - | - | -- | -- | -- | -- | -- | -- | -- | -- | -- | -- | -- | -- | -- | -- | -- | -- | -- | -- | -- | -- | -- |

### 2 april
- Nina Schenk von Stauffenberg (92), lid Duitse adel

### 3 april
- Michel Delire (72), Belgisch voetballer
- Frédérique Huydts (38), Nederlands actrice
- Ida Vos (74), Nederlands dichteres en schrijfster

### 4 april
- Denis Donaldson (55), Noord-Iers politicus en spion
- Herman Wagemans (88), Belgisch politicus

### 5 april
- Allan Kaprow (78), Amerikaans kunstenaar
- Gene Pitney (65), Amerikaans zanger
- Michiel Vandenbussche (61), Belgisch politicus

### 7 april
- Roger Arnaldez (94), Frans islamoloog
- Krist De Bruyn (44), Belgisch kok
- Helen Barbara Kruger (92), Amerikaans styliste

### 8 april
- Wout van Doleweerd (52), Nederlands artiestenmanager
- Gerard Reve (82), Nederlands schrijver en dichter

### 11 april
- Myroslaw Antonowycz (89), Oekraïens-Nederlands muziekwetenschapper en koorleider
- June Pointer (52), Amerikaans zangeres
- Proof (30), Amerikaans acteur en rapper

### 12 april
- Léon Adams (67), Nederlands dirigent
- Henri Lannoye (59), Nederlands beeldhouwer
- Shekhar Mehta (60), Keniaans rallycoureur
- Puggy Pearson (77), Amerikaans pokerspeler

### 13 april
- Carel Alberts (78), Nederlands bassist
- Muriel Spark (88), Brits schrijfster
- Yvonne Vriens-Auerbach (62), Nederlands politicus
- Arthur Winston (100), Amerikaans 'werknemer van de Eeuw'

### 16 april
- Cees Kalis (56), Nederlands drummer

### 17 april
- Gait L. Berk (79), Nederlands schrijver
- Henderson Forsythe (88), Amerikaans acteur

### 18 april
- George Brucks (80), Canadees zendeling
- Raúl Corrales (81), Cubaans fotograaf
- Martien van Doorne (73), Nederlands ondernemer
- Jos Vissers (77), Belgisch bokser
- Sijward Ferdinand Lodewijk van Wijnbergen (92), Nederlands bestuurder

### 19 april
- Scott Crossfield (84), Amerikaans testpiloot en vliegtuigontwerper
- Torkel Franzén (56), Zweeds wiskundige
- Freek van der Gijp (86), Nederlands voetballer en voetbaltrainer
- Jo de Haan (69), Nederlands wielrenner
- Armand Olivennes (74), Frans psychiater en dichter
- Hugo Strunz (96), Duits mineraloog

### 20 april
- Kathleen Antonelli (85), Amerikaans informaticus
- Thomas van der Bijl (50), Nederlands crimineel
- Maurice de Gandillac (100), Frans filosoof
- Sylvia de Leur (72), Nederlands actrice en cabaretière
- Wolfgang Unzicker (80), Duits schaker
- Miguel Zacarías (101), Mexicaans regisseur

### 21 april
- Telê Santana (74), Braziliaans voetballer en voetbalcoach
- Cees Schouwenaar (87), Nederlands acteur

### 22 april
- Tip Marugg (82), Antilliaans schrijver en dichter
- Alida Valli (84), Italiaans actrice
- Martín Zapata (35), Colombiaans voetballer

### 23 april
- René Vandendorpe (39), Nederlands zanger
- Isaac Witkin (69), Amerikaanse beeldhouwer

### 24 april
- Erik Bergman (94), Fins componist en dirigent
- László Jeney (82), Hongaars waterpolospeler
- Brian Labone (66), Engels voetballer
- Moshe Teitelbaum (91), Hongaars-Amerikaans rabbijn

### 25 april
- Tony Bell (93), Belgisch zanger, acteur en komiek
- Jane Jacobs (89), Amerikaans-Canadees publiciste

### 26 april
- Yuval Ne'eman (80), Israëlisch militair, diplomaat, natuurkundige en politicus

### 27 april
- Maurice De Padt (79), Belgisch politicus
- Gösta Sandberg (73), Zweeds voetballer, ijshockeyer en bandyspeler
- Ernst Veen (81), Nederlands burgemeester

### 28 april
- Jan Koetsier (94), Nederlands componist en dirigent
- Ben-Zion Orgad (79), Israëlisch componist

### 29 april
- John Kenneth Galbraith (97), Amerikaans econoom
- Martin Reekers (80), Nederlands politicus
- Félix Siby (64), Gabonees politicus

### 30 april
- Ben Blaisse (94), Nederlands schaatser
- Jean-François Revel (82), Frans filosoof, schrijver en journalist
- Corinne Rey-Bellet (33), Zwitsers skiester
- Paul Spiegel (68), Duits journalist, ondernemer en bestuurder
- Pramoedya Ananta Toer (81), Indonesisch schrijver

## Mei

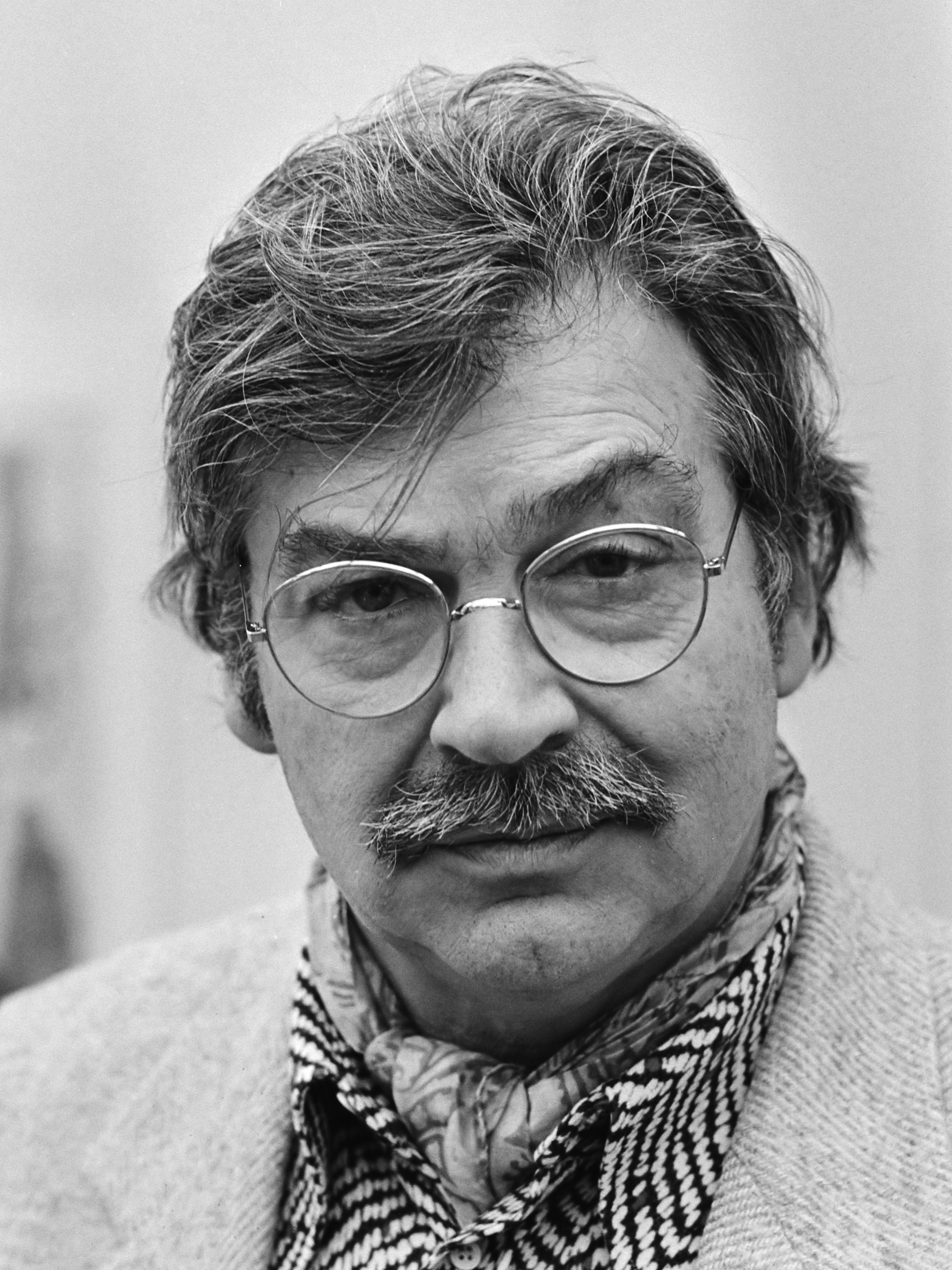
Karel Appel
3 mei

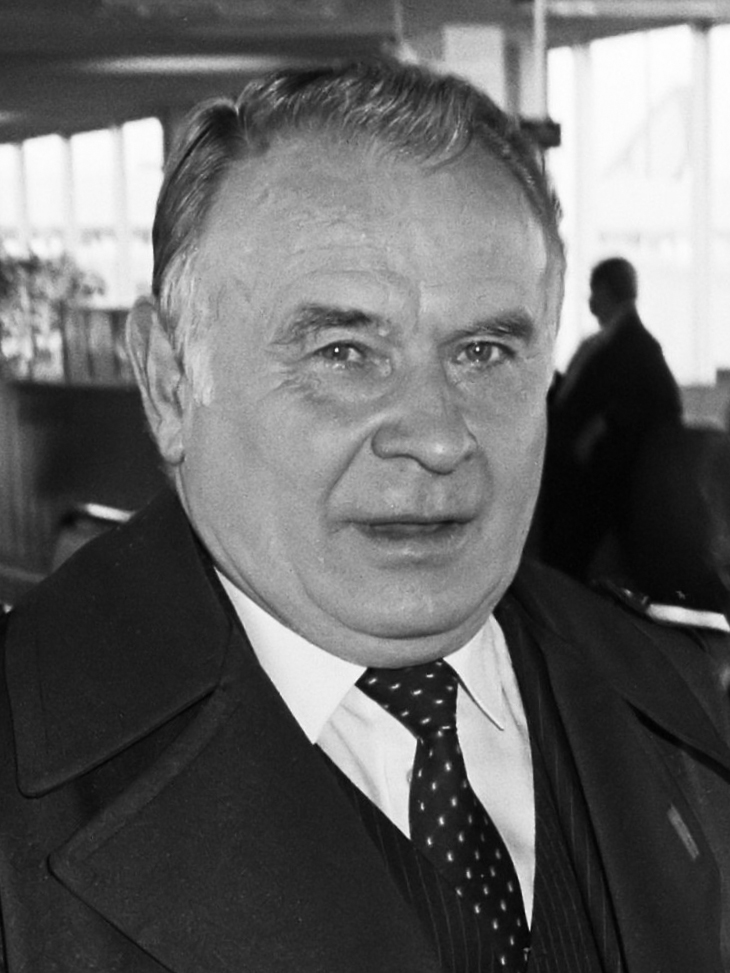
Konstantin Beskov
6 mei

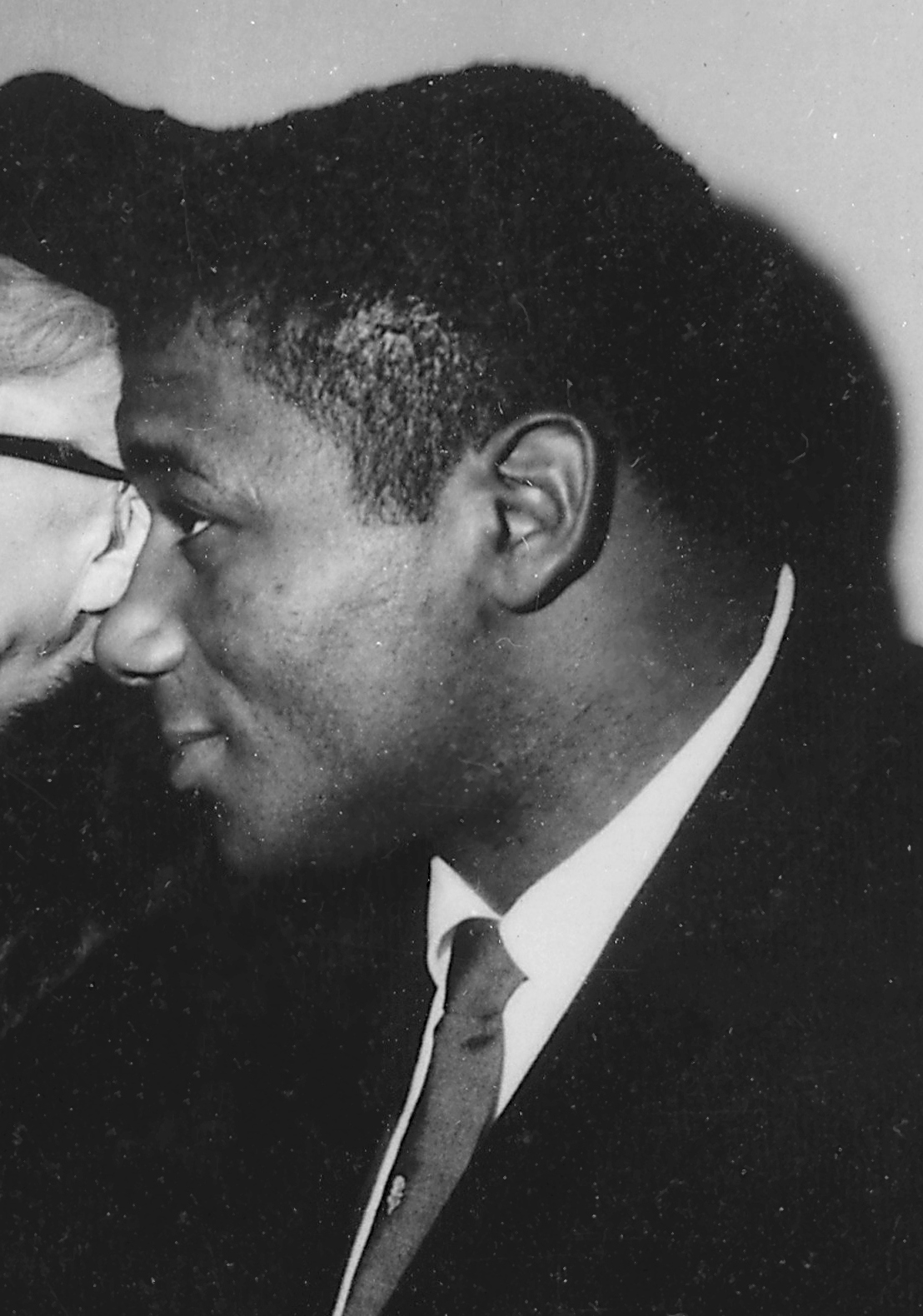
Floyd Patterson
11 mei

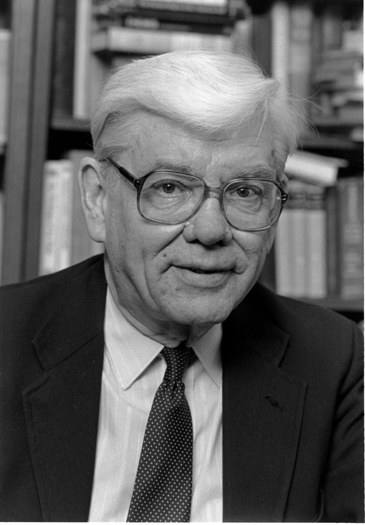
Jaroslav Pelikan
13 mei

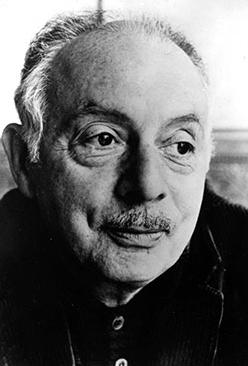
Stanley Kunitz
14 mei

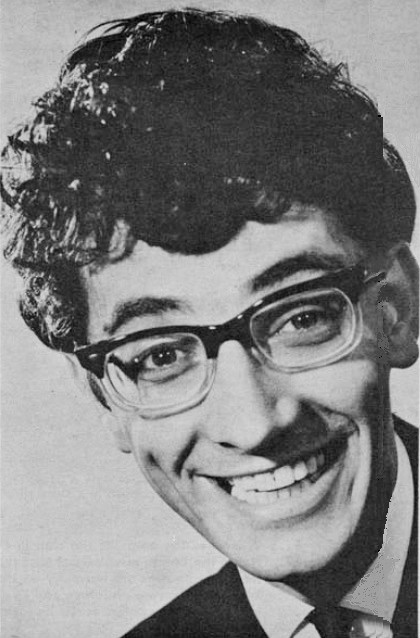
Freddie Garrity
19 mei

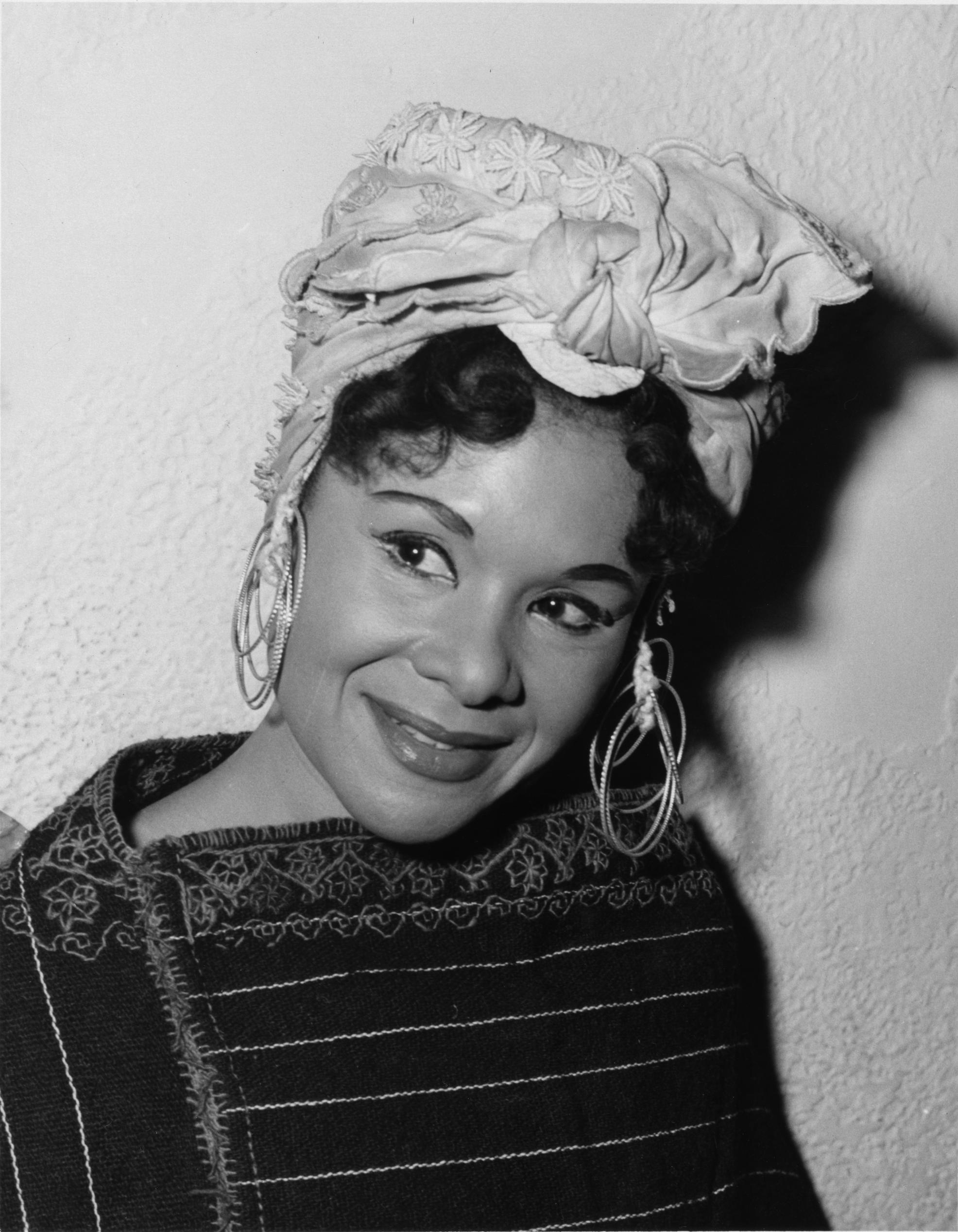
Katherine Dunham
21 mei

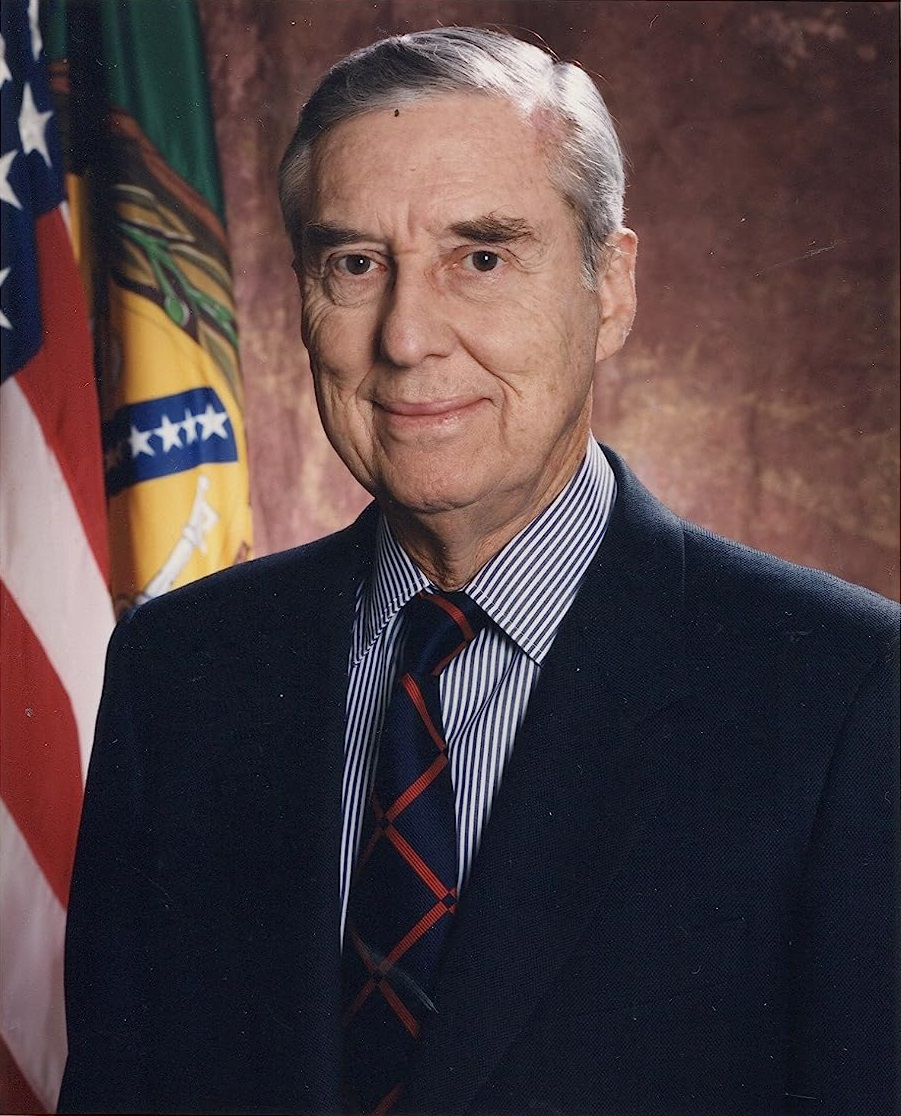
Lloyd Bentsen
23 mei

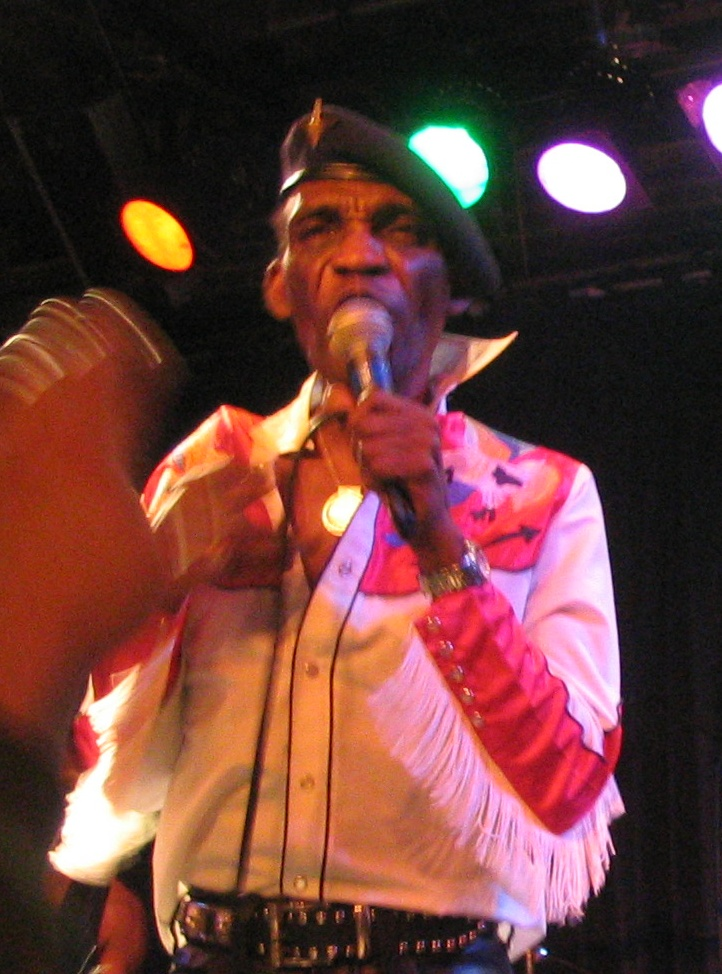
Desmond Dekker
25 mei

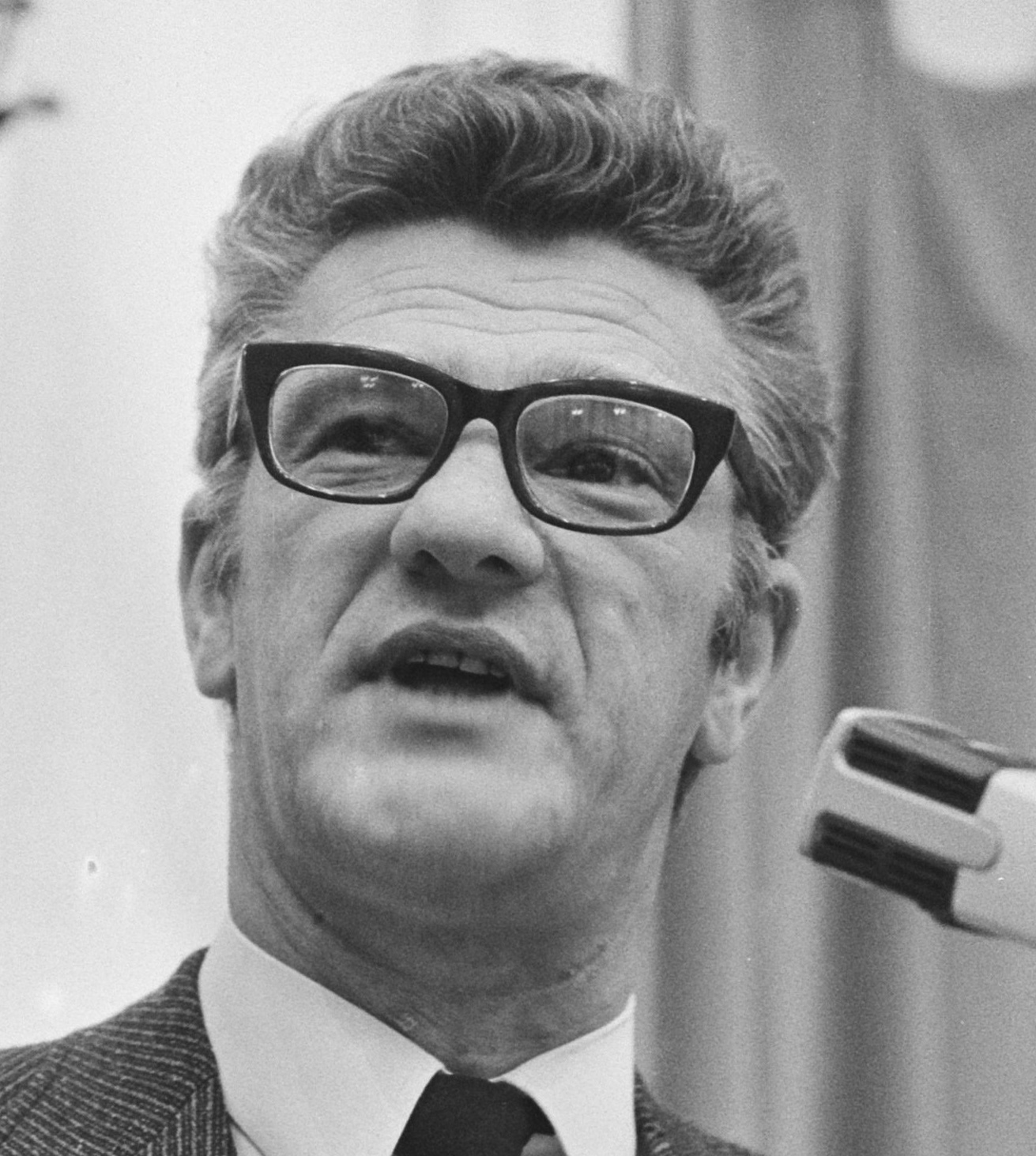
Marius van Amelsvoort
30 mei

| 1 | 2 | 3 | 4 | 5 | 6 | 7 | 8 | 9 | 10 | 11 | 12 | 13 | 14 | 15 | 16 | 17 | 18 | 19 | 20 | 21 | 22 | 23 | 24 | 25 | 26 | 27 | 28 | 29 | 30 | 31 |
| - | - | - | - | - | - | - | - | - | -- | -- | -- | -- | -- | -- | -- | -- | -- | -- | -- | -- | -- | -- | -- | -- | -- | -- | -- | -- | -- | -- |

### 1 mei
- John Brack (56), Zwitsers zanger
- H.A.W.K. (36), Amerikaans rapper
- George Haines (82), Amerikaans zwemmer en zwemcoach
- Yvonne Levering (100), Belgisch pianiste en zangeres
- Raúl Primatesta (87), Argentijns aartsbisschop en kardinaal
- Theo Terlingen (67), Nederlands hockeyspeler

### 3 mei
- Karel Appel (85), Nederlands kunstschilder en beeldhouwer
- Franco Lavoratori (65), Italiaans waterpolospeler

### 4 mei
- Carel Steensma (93), Nederlands militair, verzetsstrijder en vliegenier
- Dody Swane (84), Nederlands golfer
- Jozef Theuws (71), Nederlands voetballer

### 5 mei
- Joep de Boer (81), Nederlands politicus
- Marijke Höweler (67), Nederlands psychologe en schrijfster
- Bill Minco (83), Nederlands verzetsstrijder, zakenman en politicus
- Liane Soudan (85), Belgisch muziekpedagoge

### 6 mei
- Lillian Gertrud Asplund (99), overlevende Titanicramp
- Konstantin Beskov (85), Sovjet voetballer en trainer
- Han Reiziger (72), Nederlands componist, pianist en presentator

### 8 mei
- Hendrik Entjes (86), Nederlands taalkundige

### 9 mei
- Pietro Garinei (87), Italiaans musicalcomponist en -producent
- Édouard Jaguer (81), Frans dichter en kunstcriticus

### 10 mei
- Theo Kraan (60), Nederlands beleggingsdeskundige
- Abe Rosenthal (84), Amerikaans columnist, journalist en redacteur
- Aleksandr Zinovjev (83), Russisch wetenschapsfilosoof en schrijver

### 11 mei
- Yossi Banai (74), Israëlisch acteur, cabaretier, regisseur, schrijver en zanger
- Oscar Debunne (85), Belgisch burgemeester
- Floyd Patterson (71), Amerikaans bokser

### 13 mei
- Livien Danschutter (86), Belgisch politicus
- Jaroslav Pelikan (82), Amerikaans theoloog en historicus

### 14 mei
- Stanley Kunitz (100), Amerikaans dichter en vertaler
- Robert Bruce Merrifield (84), Amerikaans biochemicus

### 15 mei
- Jan Noorland (70), Nederlands burgemeester

### 17 mei
- Dan Kennis (86), Amerikaans filmproducent
- Joseph Ysebaert (80), Nederlands geestelijke

### 18 mei
- Hans Horrevoets (32), Nederlands zeezeiler en zakenman
- Rómulo O'Farril (88), Mexicaans ondernemer
- Albert van Spijker (94), Nederlands verzetsstrijder

### 19 mei
- Yitzhak Ben-Aharon (99), Israëlisch politicus, publicist en vakbondsbestuurder
- Alexandrina van Donkelaar-Vink (111), oudste persoon in Nederland
- Freddie Garrity (65), Brits zanger
- Hein Kuhlmeijer (90), Nederlands econoom
- Henri Meert (85), Belgisch voetballer

### 20 mei
- Prosper Matthys (82), Belgisch politicus
- Willem Poorterman (82), Nederlands verzetsstrijder
- Jean-Louis de Rambures (76), Frans journalist
- Stuart Robles de Medina (75), Surinaams kunstenaar

### 21 mei
- Willem van Beusekom (59), Nederlands omroepdirecteur, presentator en radio-dj
- Katherine Dunham (96), Amerikaans antropologe, danseres, actrice en burgerrechtenactiviste
- René Toussaint (78), Nederlands politicus
- Billy Walker (77), Amerikaans zanger

### 22 mei
- Lee Jong-wook (61), Zuid-Koreaans medicus en bestuurder

### 23 mei
- Philippe Amaury (66), Frans media-ondernemer
- Lloyd Bentsen (85), Amerikaans politicus
- Frits Bernard (85), Nederlands psycholoog, seksuoloog en schrijver
- James Carey (71), Amerikaans communicatiewetenschapper
- Kazimierz Górski (85), Pools voetballer en voetbalcoach
- Mary Margaret Smith (112), Amerikaans supereeuweling

### 24 mei
- Fritz Klein (73), Amerikaans psychiater en seksuoloog
- Anderson Mazoka (63), Zambiaans politicus
- Claude Piéplu (83), Frans acteur

### 25 mei
- Anton Cerer (90), Sloveens-Joegoslavisch zwemmer
- Desmond Dekker (64), Jamaicaans componist en zanger

### 26 mei
- Mahmoud al-Majzoub (41), Palestijns terrorist
- Bob Mau (80), Belgisch stripauteur
- Édouard Michelin jr. (42), Frans industrieel
- Ted Schroeder (84), Amerikaans tennisser
- Toon Soetebier (85), Nederlands oorlogsmisdadiger
- Raymond Triboulet (99), Frans politicus

### 27 mei
- Fernando Romeo Lucas García (81), president van Guatemala
- Paul Gleason (67), Amerikaans acteur

### 28 mei
- Umberto Masetti (80), Italiaans motorcoureur
- Dawa Norbu (56), Tibetaans politicoloog

### 29 mei
- Henny van Geest (79), Nederlands burgemeester
- Frits Müller (73), Nederlands cartoonist
- Johnny Servoz-Gavin (64), Frans autocoureur
- Eugène Traey (91), Belgisch musicus

### 30 mei
- Marius van Amelsvoort (75), Nederlands politicus
- Shohei Imamura (79), Japans filmregisseur
- David Lloyd (68), Nieuw-Zeelands plantkundige
- Fredi Lüscher (62), Zwitsers jazzpianist en publicist
- Metod Trobec (57), Sloveens seriemoordenaar
- Ruud van de Wint (63), Nederlands beeldhouwer en kunstschilder

### 31 mei
- Raymond Davis jr. (91), Amerikaans natuur- en scheikundige
- Miguel Ortiz Berrocal (72), Spaans beeldhouwer
- Boris Rösner (55), Tsjechisch acteur

## Juni

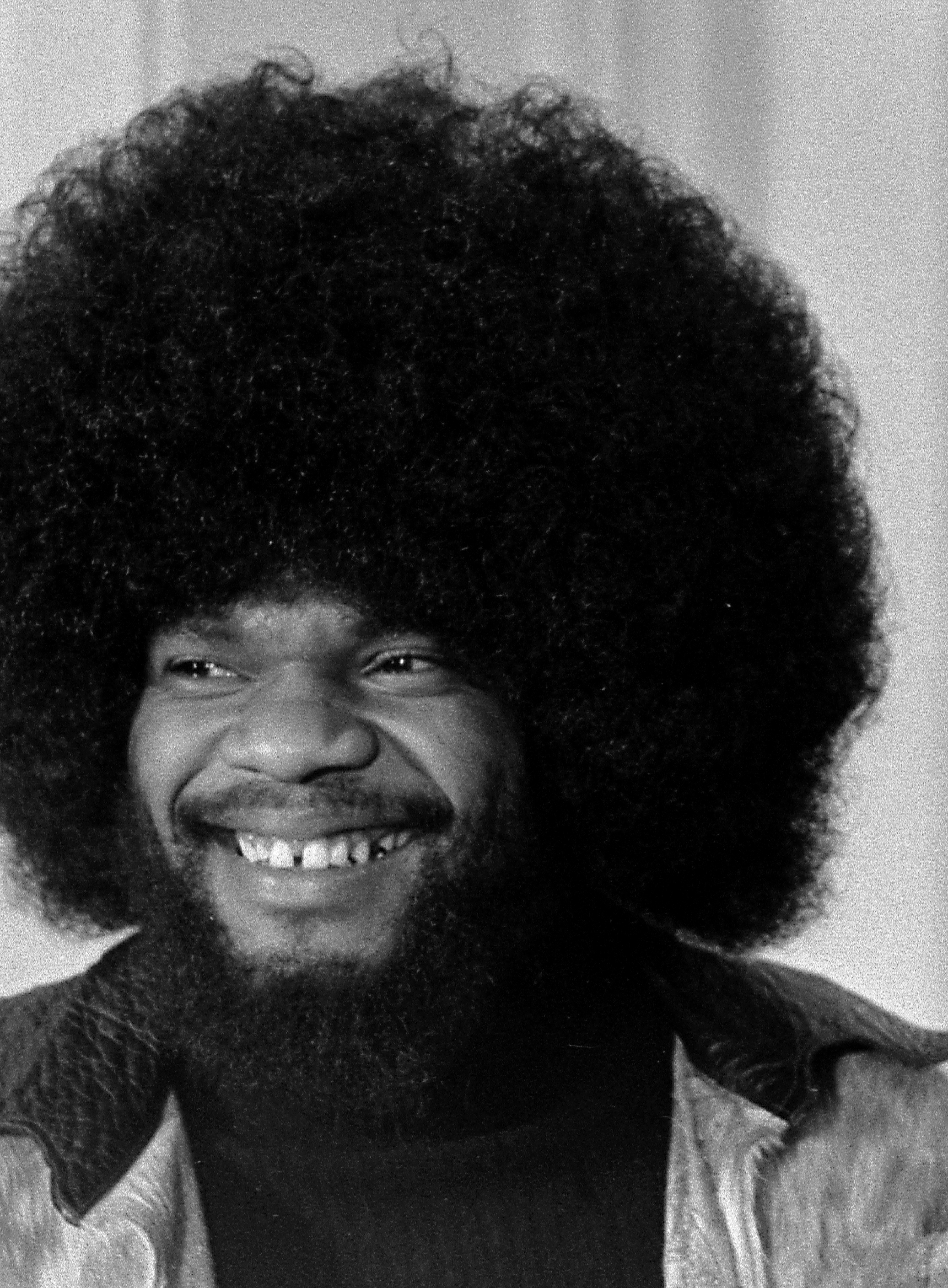
Billy Preston
6 juni

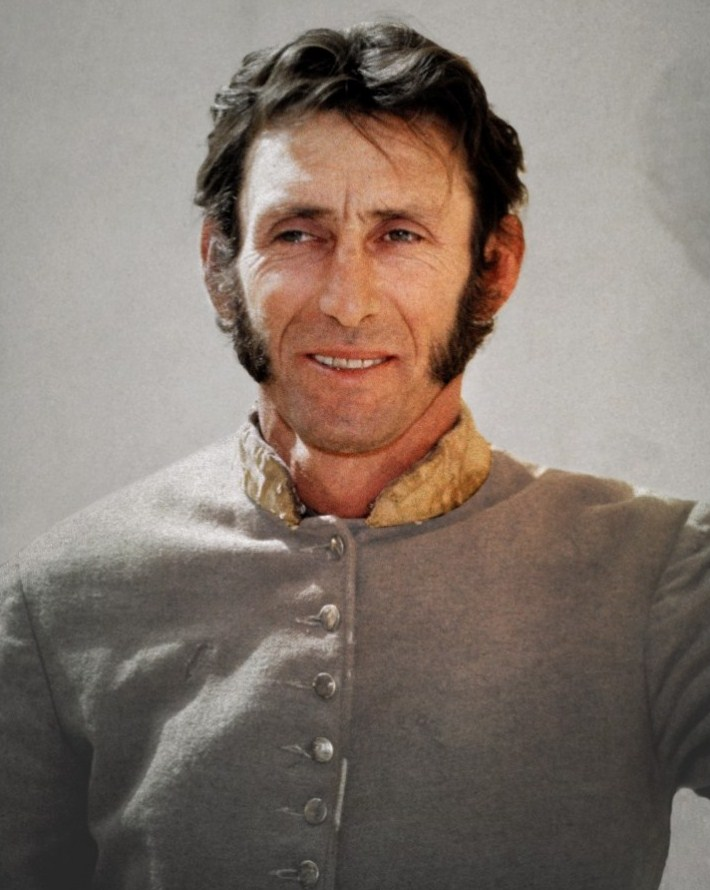
Robert Donner
8 juni

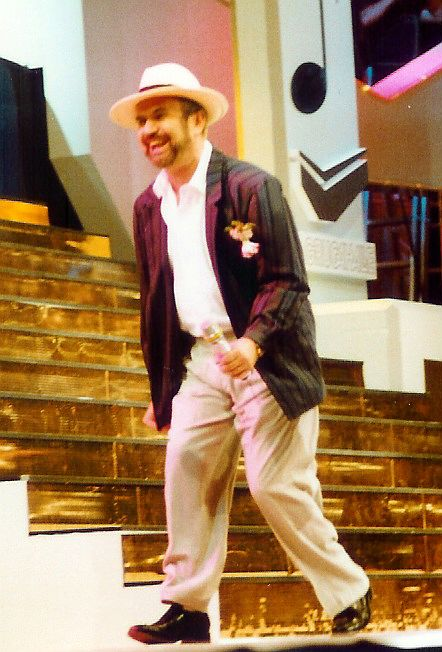
Drafi Deutscher
9 juni

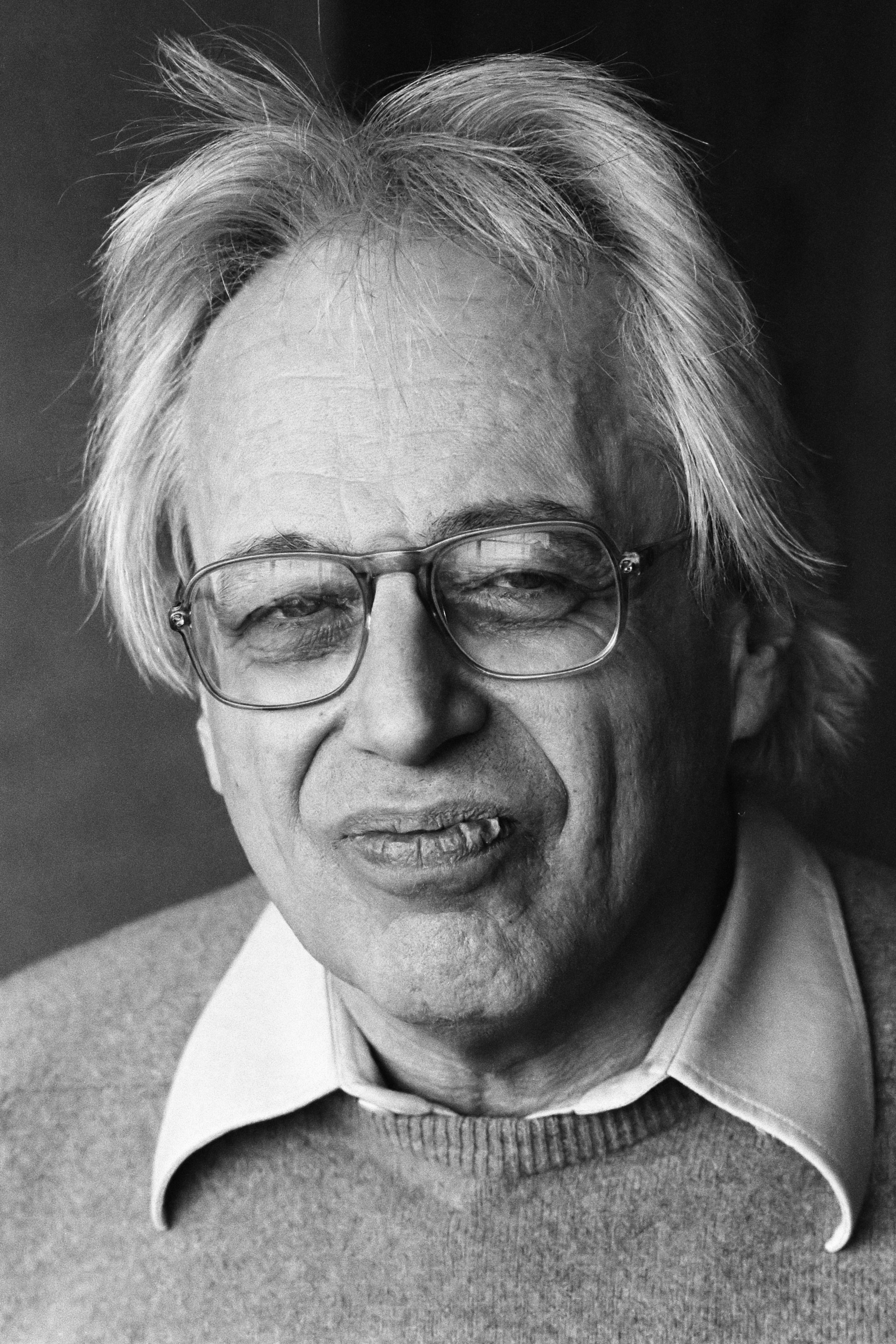
György Ligeti
12 juni

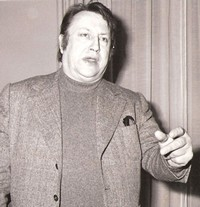
Raymond Devos
15 juni

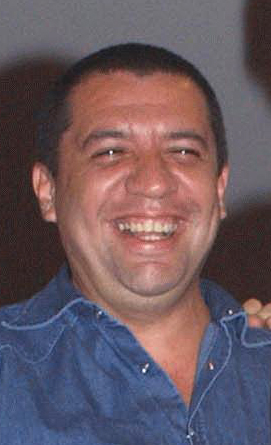
Bussunda
17 juni

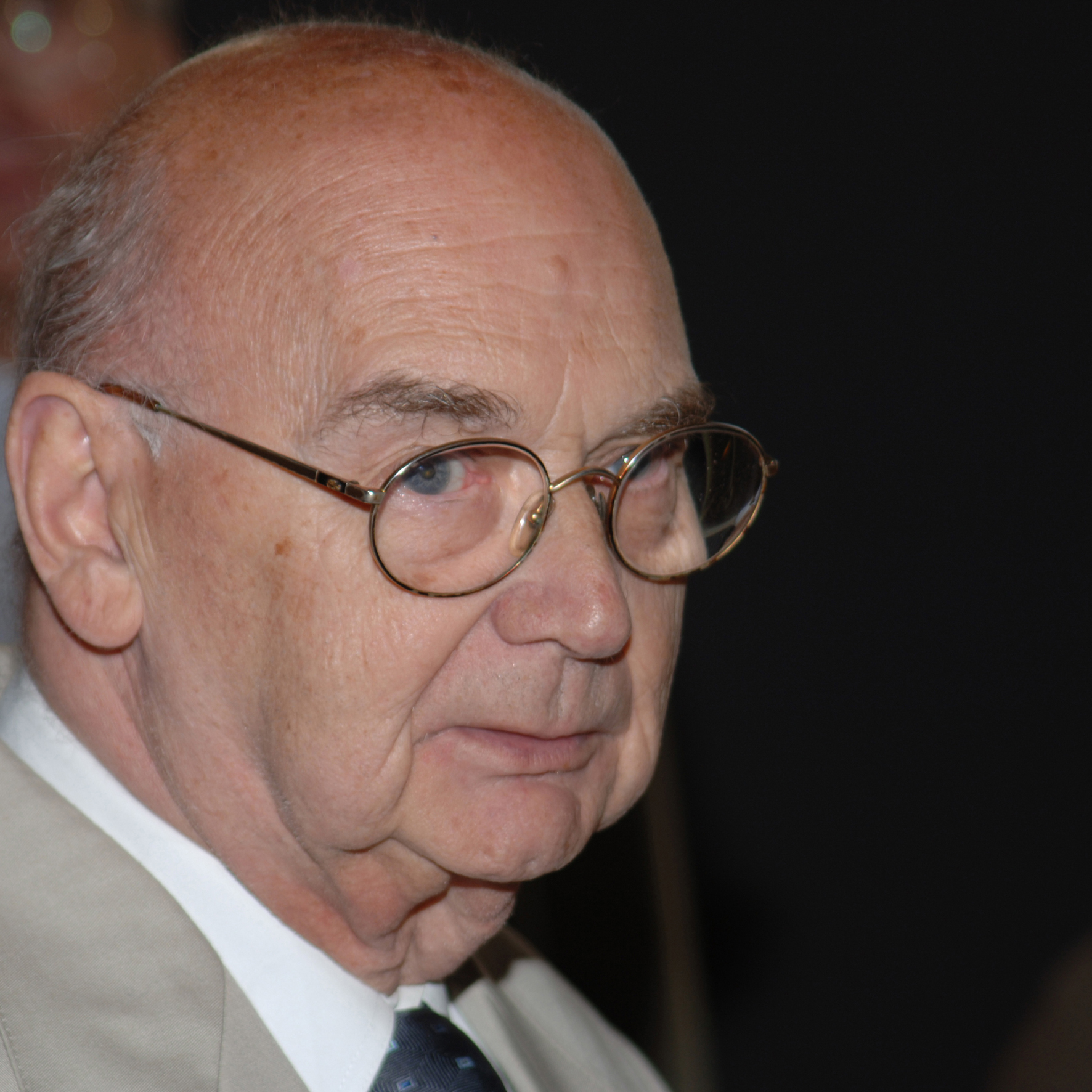
Adelbert Van de Walle
28 juni

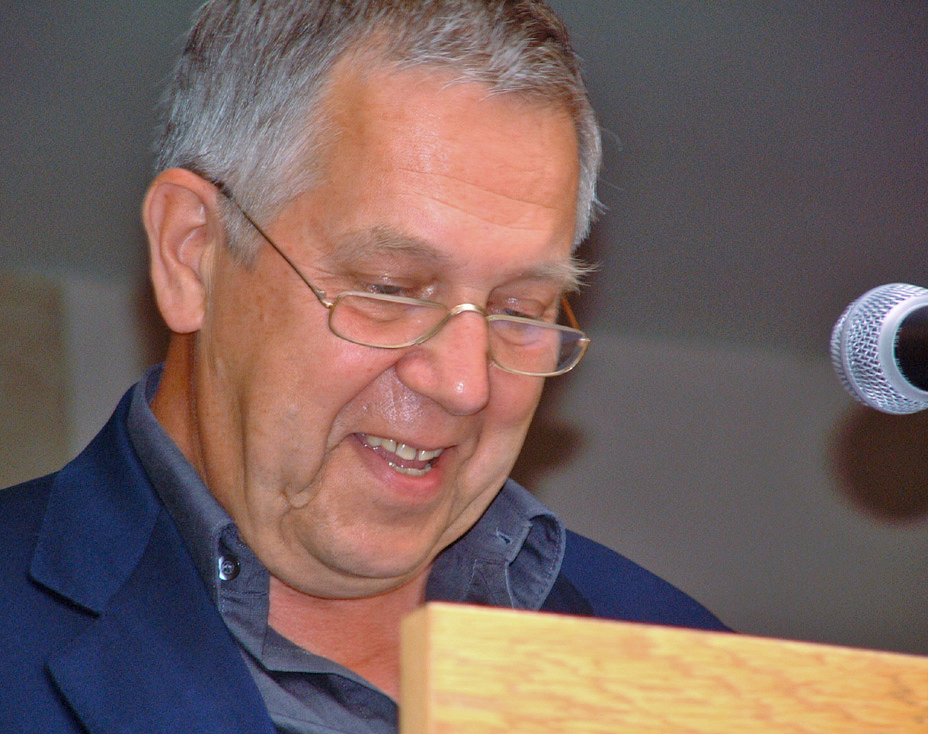
Robert Gernhardt
30 juni

| 1 | 2 | 3 | 4 | 5 | 6 | 7 | 8 | 9 | 10 | 11 | 12 | 13 | 14 | 15 | 16 | 17 | 18 | 19 | 20 | 21 | 22 | 23 | 24 | 25 | 26 | 27 | 28 | 29 | 30 |
| - | - | - | - | - | - | - | - | - | -- | -- | -- | -- | -- | -- | -- | -- | -- | -- | -- | -- | -- | -- | -- | -- | -- | -- | -- | -- | -- |

### 1 juni
- Hans de Haan (81), Nederlands burgemeester
- Rocío Jurado (59), Spaans actrice en zangeres
- Abdul Latif Sharif (59), Egyptisch-Amerikaans seriemoordenaar

### 2 juni
- Vince Welnick (55), Amerikaans toetsenist

### 4 juni
- Jan Haanstra (69), Nederlands burgemeester
- Doug Serrurier (85), Zuid-Afrikaans autocoureur

### 5 juni
- Cornelis Koeman (87), Nederlands cartograaf
- Rinus Schaap (84), Nederlands voetballer
- Friso Wiegersma (80), Nederlands tekstschrijver en kunstschilder

### 6 juni
- Renate Limbach (34), Nederlands schaakster en onderwijskundige
- Arnold Newman (88), Amerikaans fotograaf
- Billy Preston (59), Amerikaans toetsenist en soulzanger
- Hilton Ruiz (54), Amerikaans jazzpianist
- Léon Weil (109), Frans militair, verzetsstrijder en vertegenwoordiger

### 7 juni
- Gerard Krul (55), Nederlands journalist en vakbondsman
- Ingo Preminger (95), Oostenrijks-Amerikaans filmproducent en advocaat
- John Tenta (42), Canadees professioneel worstelaar
- Eric Vanden Berghe (58), Belgisch geestelijke
- Willy Vandermeulen (78), Belgisch acteur
- Jan Voogt Pzn (106), oudste man van Nederland
- Abu Musab al-Zarqawi (39), Jordaans terroristenleider

### 8 juni
- Feyo Onno Joost Sickinghe (80), Nederlands industrieel en bestuurder
- Robert Donner (75), Amerikaans acteur
- Sjoerd van der Schaaf (100), Fries journalist, dichter en schrijver

### 9 juni
- Drafi Deutscher (60), Duits zanger, componist en muziekproducent
- Enzo Siciliano (72), Italiaans schrijver en literatuurcriticus

### 11 juni
- Tim Beekman (65), Nederlands acteur
- Pierre Clerdent (97), Belgisch politicus
- Jo Daan (96), Nederlands dialectologe en taalkundige
- Winand Kotte (83), Nederlands assumptionist
- Neroli Fairhall (61), Nieuw-Zeelands boogschutter
- Nicolaas Wijnberg (87), Nederlands kunstenaar, kunstschilder en choreograaf

### 12 juni
- György Ligeti (83), Hongaars-Oostenrijks componist

### 13 juni
- Freddie Gorman (67), Amerikaanse songwriter, producer en zanger
- Charles Haughey (80), Iers premier
- Hiroyuki Iwaki (73), Japans dirigent en percussionist

### 14 juni
- Karel Van Deuren (84), Belgisch schrijver, journalist en historicus
- Bert Klunder (49), Nederlands cabaretier, regisseur en columnist
- Jean Roba (75), Belgisch stripauteur

### 15 juni
- Betty Curtis (70), Italiaans zangeres
- Raymond Devos (83), Belgisch cabaretier, komiek en schrijver
- Lomme Driessens (94), Belgisch wielrenner en ploegleider
- Gees Linnebank (61), Nederlands acteur, toneelregisseur en -schrijver

### 16 juni
- Barbara Epstein (77), Amerikaans journaliste, geschiedkundige en sociologe
- Khamis al-Obeidi (39), Iraaks advocaat
- Thiounn Thioeunn (86), Cambodjaans politicus
- Toon van de Ven (81), Nederlands kunstschilder

### 17 juni
- Bussunda (43), Braziliaans komiek
- Abdoel-Chalim Sadoelajev (40), Tsjetsjeens rebellenleider
- Joseph Zobel (91), Martinikaans-Frans schrijver

### 18 juni
- Myriam von Fürstenberg (97), Duits-Nederlands gravin
- Vincent Sherman (99), Amerikaans filmregisseur

### 19 juni
- Fadly Kasim (21), Indonesisch bokser

### 21 juni
- Piet Zonderwijk (81), Nederlands botanicus

### 23 juni
- Martin Adler (47), Zweeds cameraman en journalist
- Huub Grossard (38), Belgisch atleet
- Grady Johnson (66), Amerikaans professioneel worstelaar
- John Morgan (62), Brits golfspeler
- Aaron Spelling (83), Amerikaans filmproducent en scriptschrijver

### 25 juni
- Irving Kaplansky (89), Canadees-Amerikaans wiskundige
- Jaap Penraat (88), Nederlands verzetsstrijder

### 26 juni
- Arif Mardin (74), Turks-Amerikaans muziekproducent
- Tommy Wonder (52), Nederlands goochelaar

### 27 juni
- Ángel Maturino Reséndiz (46), Mexicaans moordenaar

### 28 juni
- Theodore Levitt (81), Amerikaans journalist
- Adelbert Van de Walle (83), Belgisch architect en kunsthistoricus

### 29 juni
- Philibert Mees (77), Belgisch pianist
- Tadao Onishi (63), Japans voetballer

### 30 juni
- Robert Gernhardt (68), Duits schrijver en kunstenaar

## Juli

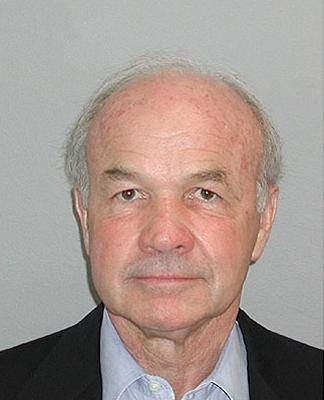
Kenneth Lee Lay
5 juli

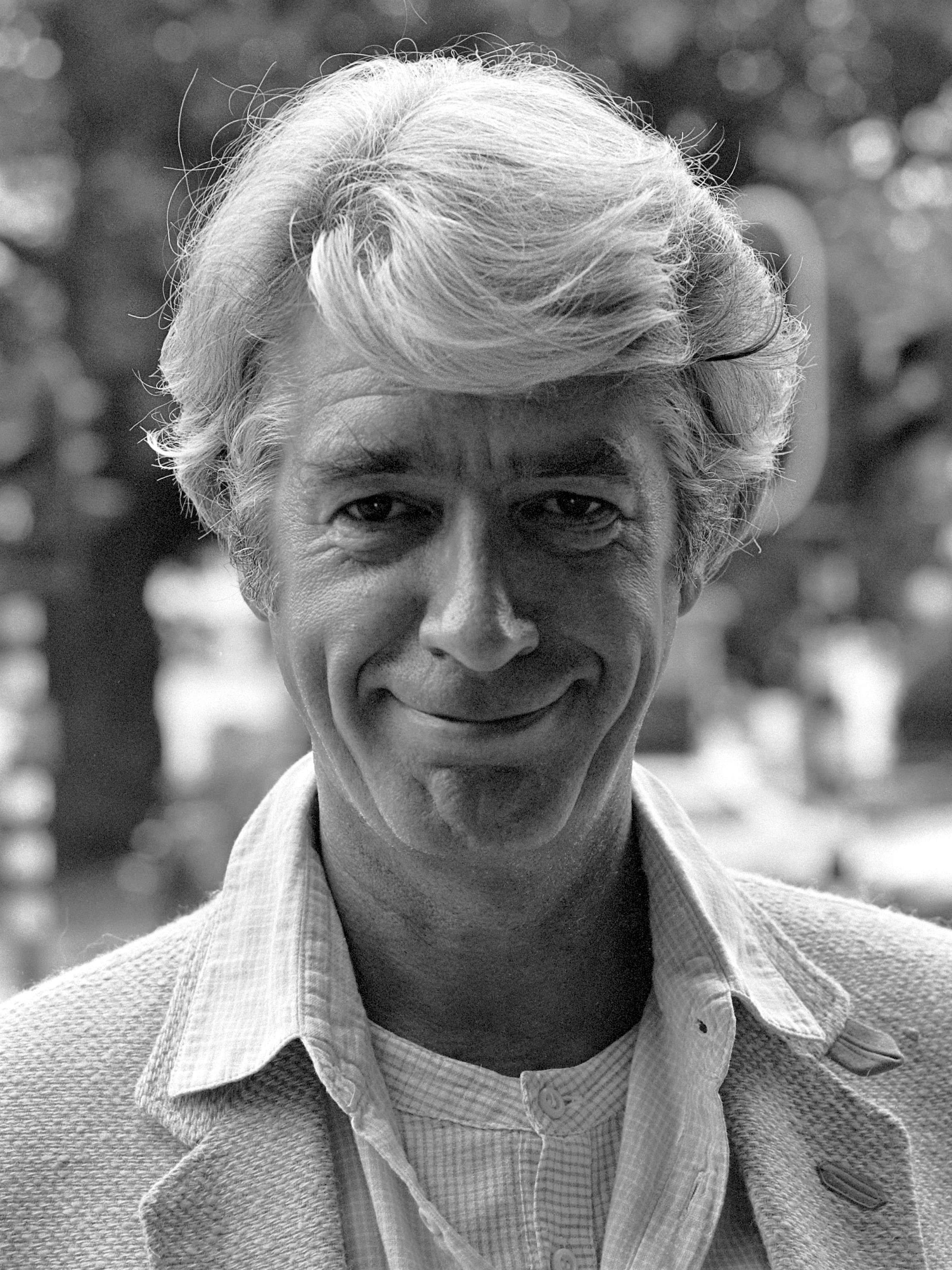
Rudi Carrell
7 juli

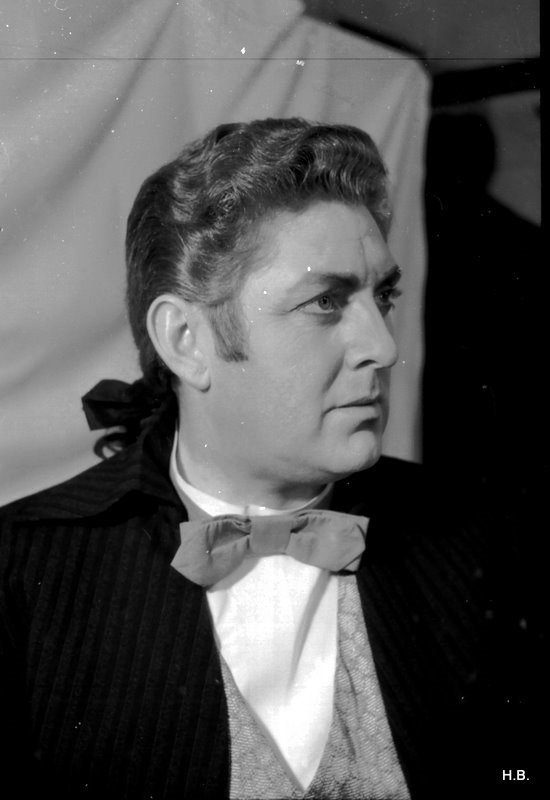
Anton de Ridder
9 juli

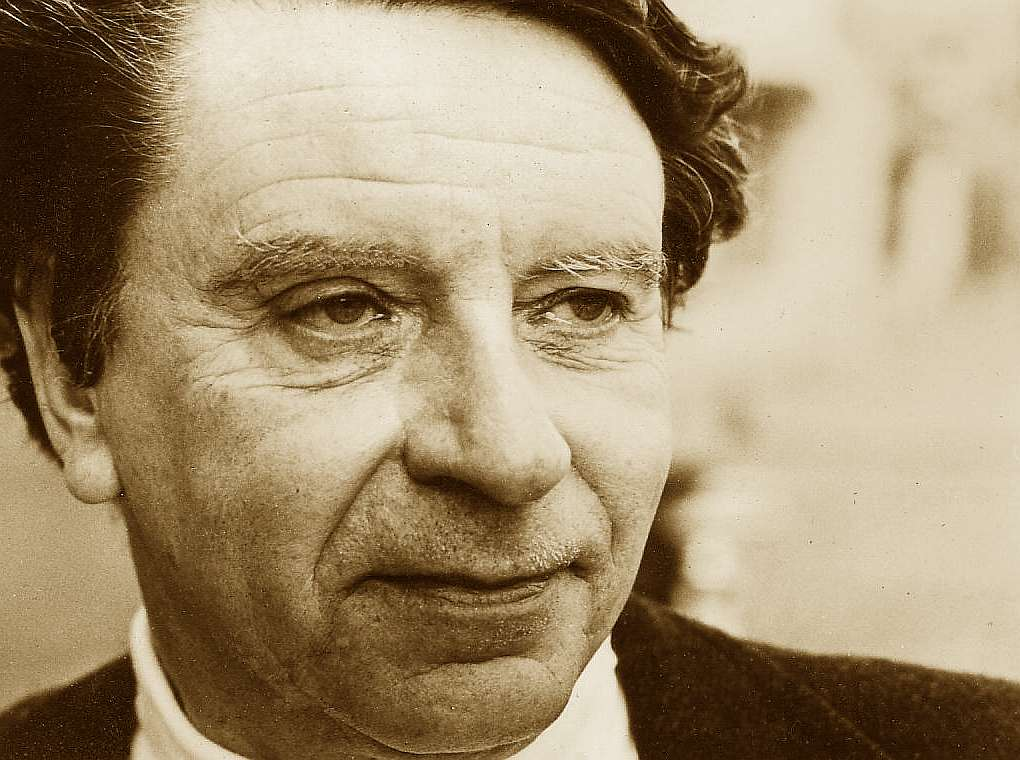
Hubert Lampo
12 juli

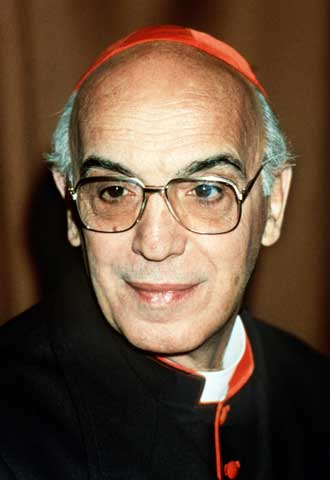
Ángel Suquía Goicoechea
13 juli

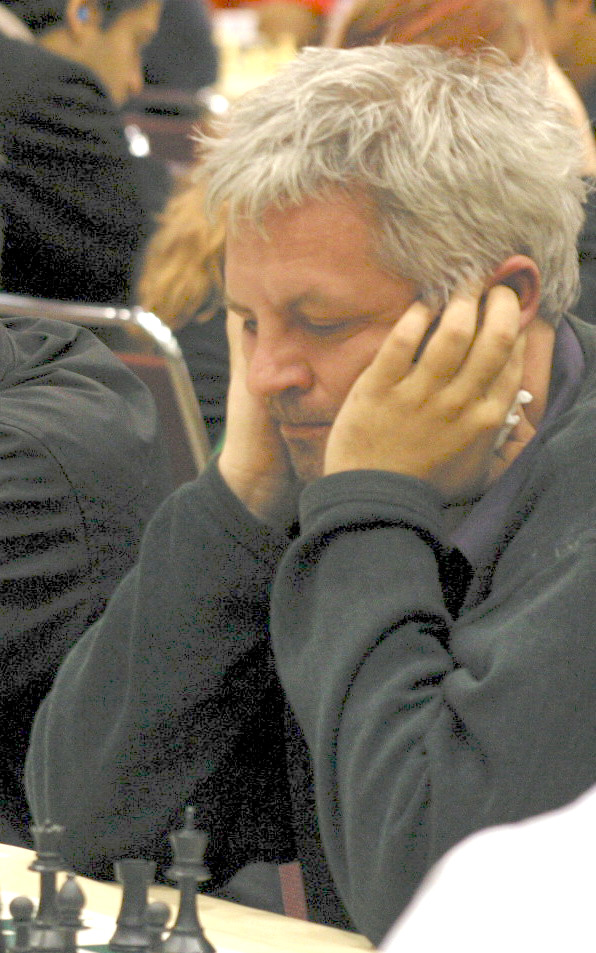
Alek Wojtkiewicz
14 juli

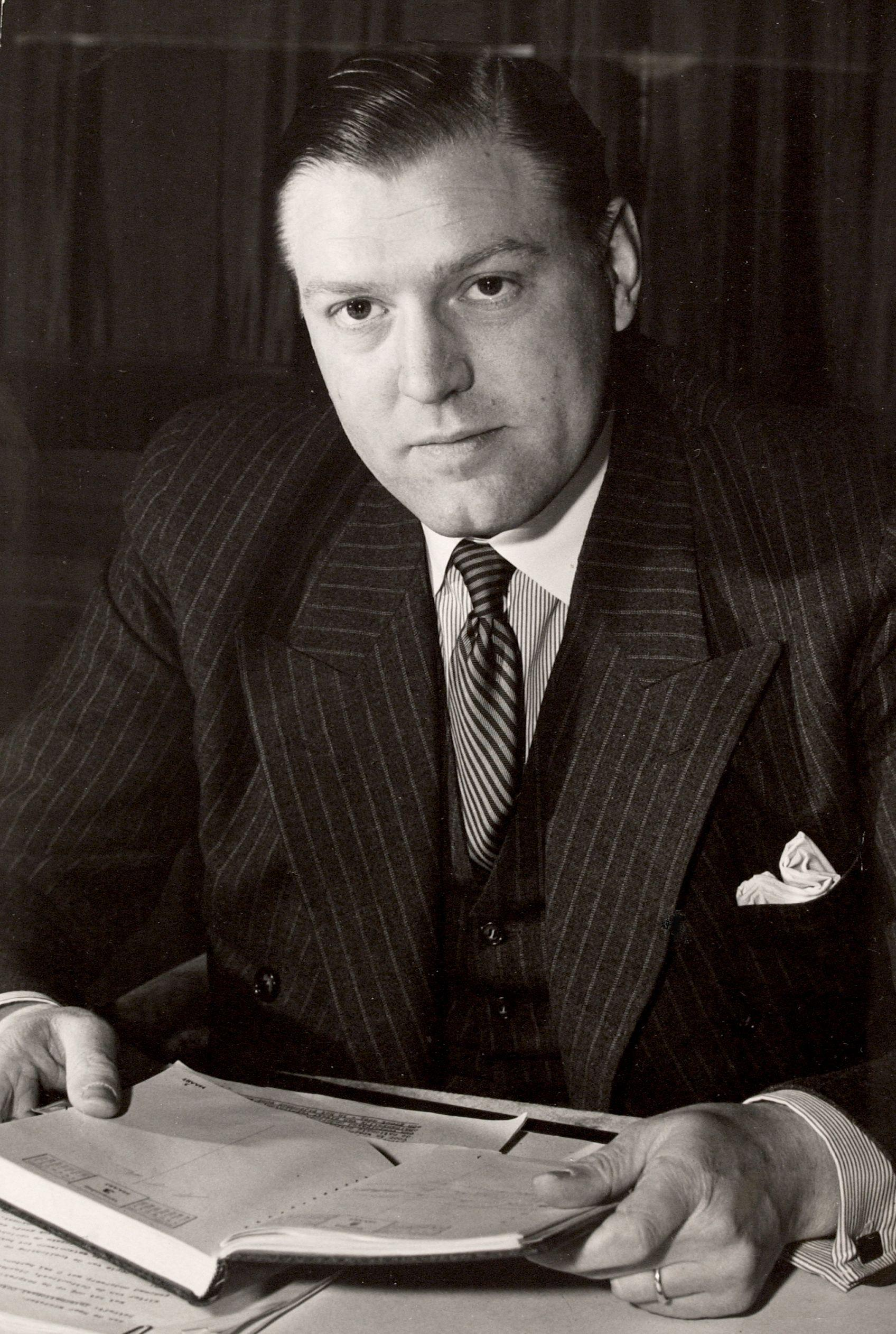
Jan van den Brink
19 juli

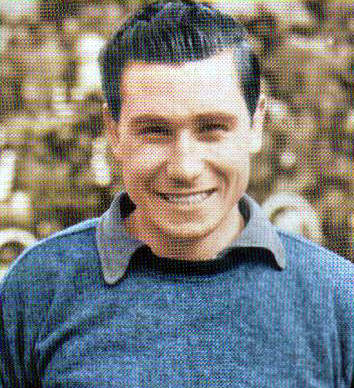
Gabriel Ogando
19 juli

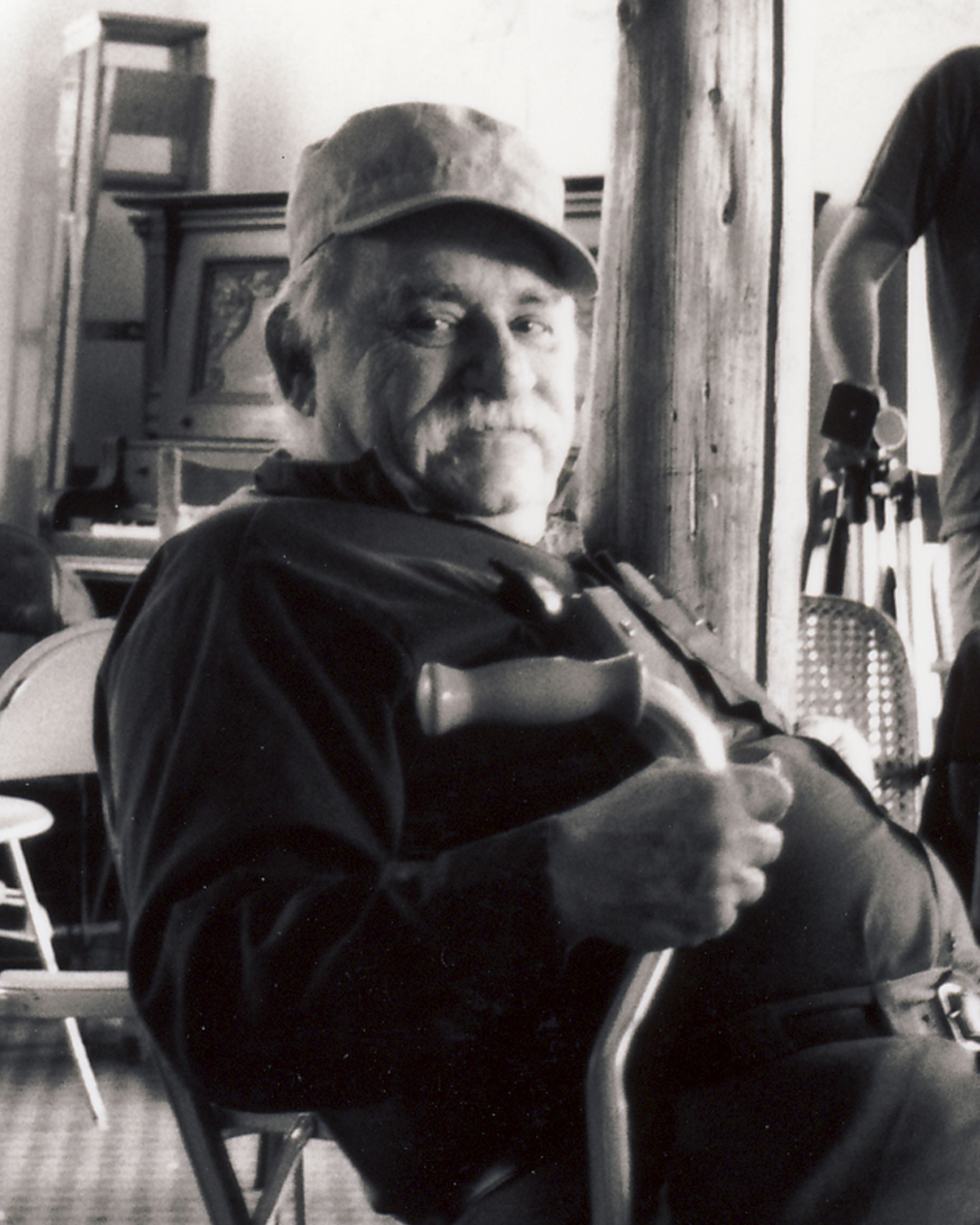
Murray Bookchin
30 juli

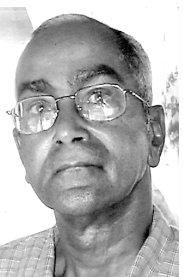
Leo Ferrier
30 juli

| 1 | 2 | 3 | 4 | 5 | 6 | 7 | 8 | 9 | 10 | 11 | 12 | 13 | 14 | 15 | 16 | 17 | 18 | 19 | 20 | 21 | 22 | 23 | 24 | 25 | 26 | 27 | 28 | 29 | 30 | 31 |
| - | - | - | - | - | - | - | - | - | -- | -- | -- | -- | -- | -- | -- | -- | -- | -- | -- | -- | -- | -- | -- | -- | -- | -- | -- | -- | -- | -- |

### 1 juli
- Robert French (88), Australisch zeiler
- Ryutaro Hashimoto (68), Japans politicus

### 2 juli
- François Stahly (95), Frans beeldhouwer

### 3 juli
- Benjamin Hendrickson (55), Amerikaans acteur
- Lorraine Hunt Lieberson (52), Amerikaans operazanger
- Dicky Schulte Nordholt (52), Nederlands basgitarist
- Jacob Tol (91), Nederlands priester

### 4 juli
- Frans Claerhout (87), Belgisch kunstschilder
- Frans Derix (63), Nederlands voetballer
- Norbert Kerckhove (73), Belgisch wielrenner
- Lars Korvald (90), Noors politicus
- Jean Thans (62), Nederlands voetballer en sportbestuurder
- Dorothy Truscott (80), Amerikaans bridgespeelster

### 5 juli
- Rachid Belkacem (28), Nederlands terreurverdachte
- Gert Fredriksson (86), Zweeds kanovaarder
- Kenneth Lee Lay (64), Amerikaans ondernemer
- Don Lusher (82), Amerikaans componist en musicus
- Albert Struik (80), Nederlands boekverzamelaar

### 6 juli
- Kasey Rogers (80), Amerikaans actrice
- Piet Van Brabant (74), Belgisch journalist

### 7 juli
- Kees Andrea (92), Nederlands graficus, kunstschilder en tekenaar
- Syd Barrett (60), Brits gitarist en zanger
- Rudi Carrell (71), Nederlands entertainer
- Elias Hrawi (80), Libanees politicus
- Micheál Ó Dhomhnaill (53), Iers zanger en gitarist

### 8 juli
- June Allyson (88), Amerikaans actrice

### 9 juli
- Asdrúbal Fontes Bayardo (83), Uruguayaans autocoureur
- Anton de Ridder (77), Nederlands zanger

### 10 juli
- Sjamil Basajev (41), Tsjetsjeens rebellenleider

### 11 juli
- Barnard Hughes (90), Amerikaans acteur
- Jan Lenssens (70), Belgisch politicus
- Raymond Micha (96), Belgisch componist
- Bill Miller (91), Amerikaans pianist
- Wilhelm Schippers (40), Nederlands crimineel
- John Spencer (71), Brits snookerspeler

### 12 juli
- Ehud Goldwasser (30), Israëlisch militair
- Hubert Lampo (85), Belgisch schrijver
- Diego Marabelli (92), Italiaans wielrenner
- Loredana Nusciak (64), Italiaans actrice en model[1]
- Eldad Regev (26), Israëlisch militair

### 13 juli
- Red Buttons (87), Amerikaans acteur
- Gaston de Gerlache (86), Belgisch ontdekkingsreiziger
- Ángel Suquía Goicoechea (89), Spaans kardinaal

### 14 juli
- John de Bos (81), Nederlands voetballer en voetbalbestuurder
- Senne Rouffaer (80), Belgisch acteur en regisseur
- Alek Wojtkiewicz (43), Litouws-Pools schaker

### 15 juli
- Andrée Ruellan (101), Amerikaans kunstschilder en tekenaar
- Jan Smalt (83), Nederlands musicus, schilder en tekenaar

### 16 juli
- Adri de Gelder (52), Nederlands natuurbeschermer
- Bob Orton Sr. (76), Amerikaans professioneel worstelaar
- Ossi Reichert (81), Duits alpineskiester
- Winthrop Paul Rockefeller (57), Amerikaans politicus

### 17 juli
- Mickey Spillane (88), Amerikaans acteur en schrijver

### 18 juli
- Treddy Ketcham (86), Amerikaans militair en sportbestuurder

### 19 juli
- Jacques Augarde (98), Frans politicus
- Jan van den Brink (91), Nederlands politicus en econoom
- Gabriel Ogando (84), Argentijns voetballer
- Jack Warden (85), Amerikaans acteur

### 20 juli
- Gérard Oury (87), Frans filmregisseur, scenarioschrijver en filmacteur
- Theo Sijthoff (69), Nederlands wielrenner en modeontwerper
- Werner Van Cleemput (76), Belgisch componist
- Job Zomer (68), Nederlands muziekproducer, radioprogrammamaker, muzikant

### 21 juli
- Mako Iwamatsu (71), Japans-Amerikaans acteur
- Aleksandr Petrenko (30), Russisch basketbalspeler
- Peter Slors (47), Nederlands geestelijke
- Ta Mok (80), Cambodjaans politicus

### 22 juli
- Ans Koning (83), Nederlands atlete
- Jean Mottard (81), Belgisch politicus

### 23 juli
- Robert Moreau (91), Belgisch politicus

### 24 juli
- Heinrich Hollreiser (93), Duits dirigent
- Leon Morris (92), Australisch theoloog
- Leonie Overgoor (82), Nederlands verzetsstrijder
- Hans Zimniak (76), Nederlands bokser

### 27 juli
- Charles Cornet d'Elzius (84), Belgisch politicus
- W.G. van de Hulst jr. (89), Nederlands schrijver, kunstenaar en illustrator
- Remi Schrijnen (84), Belgisch collaborateur
- Elisabeth Volkmann (70), Duits actrice

### 28 juli
- Rut Brandt (86), Noors verzetsstrijdster
- David Gemmell (57), Brits schrijver

### 29 juli
- Hani Awijan (29), Palestijns militant en terrorist
- Pierre Vidal-Naquet (76), Frans geschiedkundige

### 30 juli
- Murray Bookchin (85), Amerikaans anarchist en ecoloog
- Leo Ferrier (65), Surinaams schrijver
- Emanuel Scharfenberg (74), Duits beeldhouwer

### 31 juli
- Jan Kingma (79), Nederlands burgemeester

## Augustus

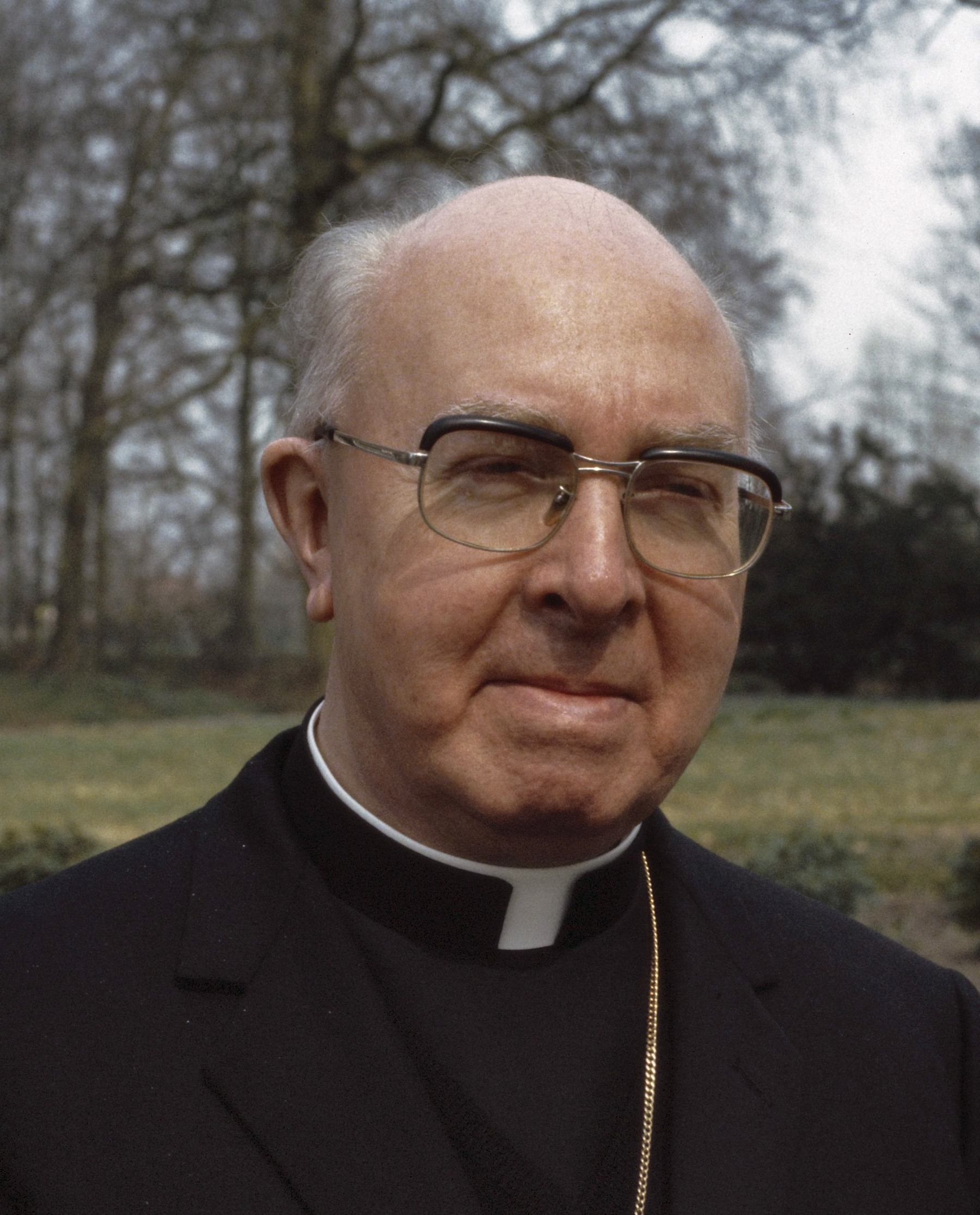
Johannes Willebrands
2 augustus

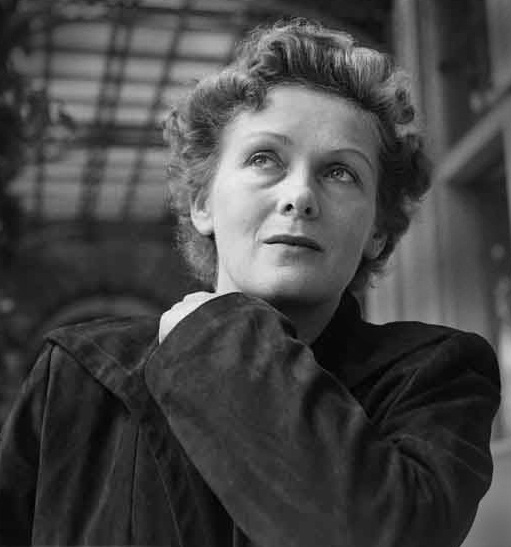
Elisabeth Schwarzkopf
3 augustus

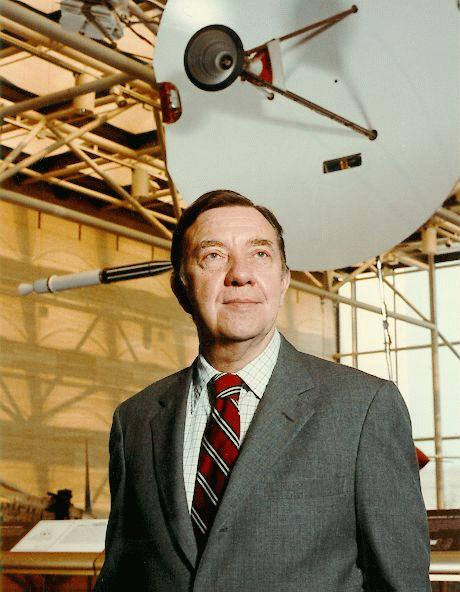
James Van Allen
9 augustus

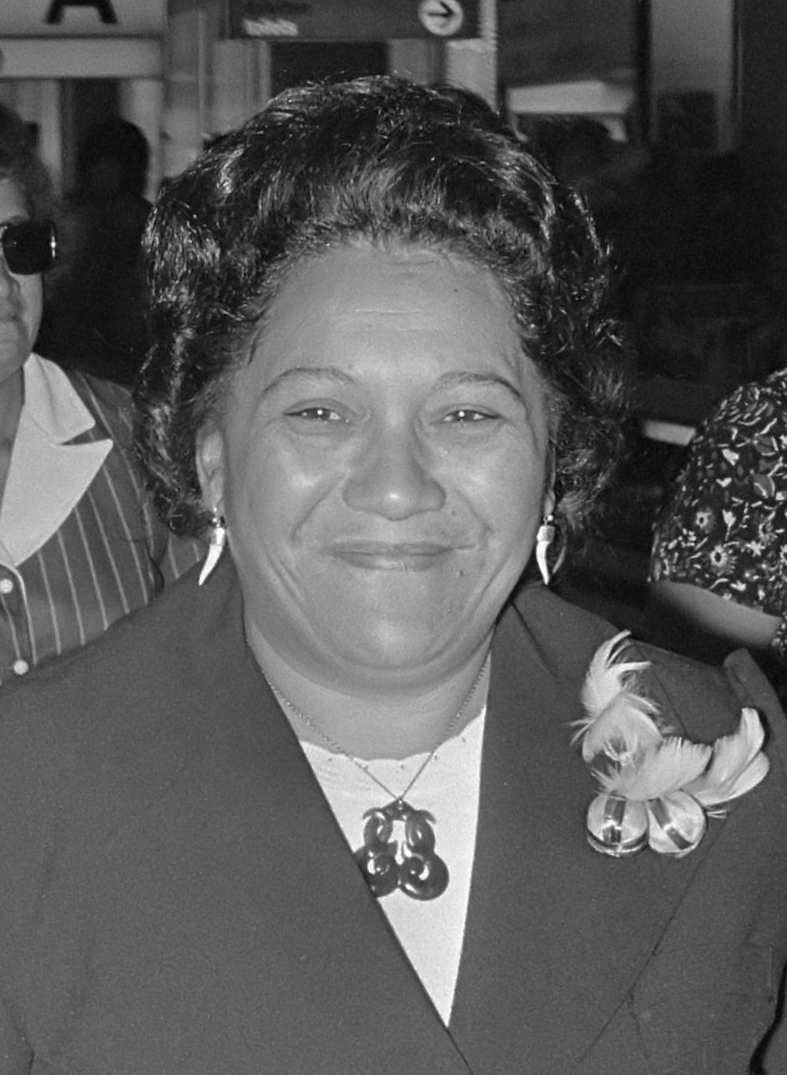
Te Arikinui Te Atairangikaahu
15 augustus

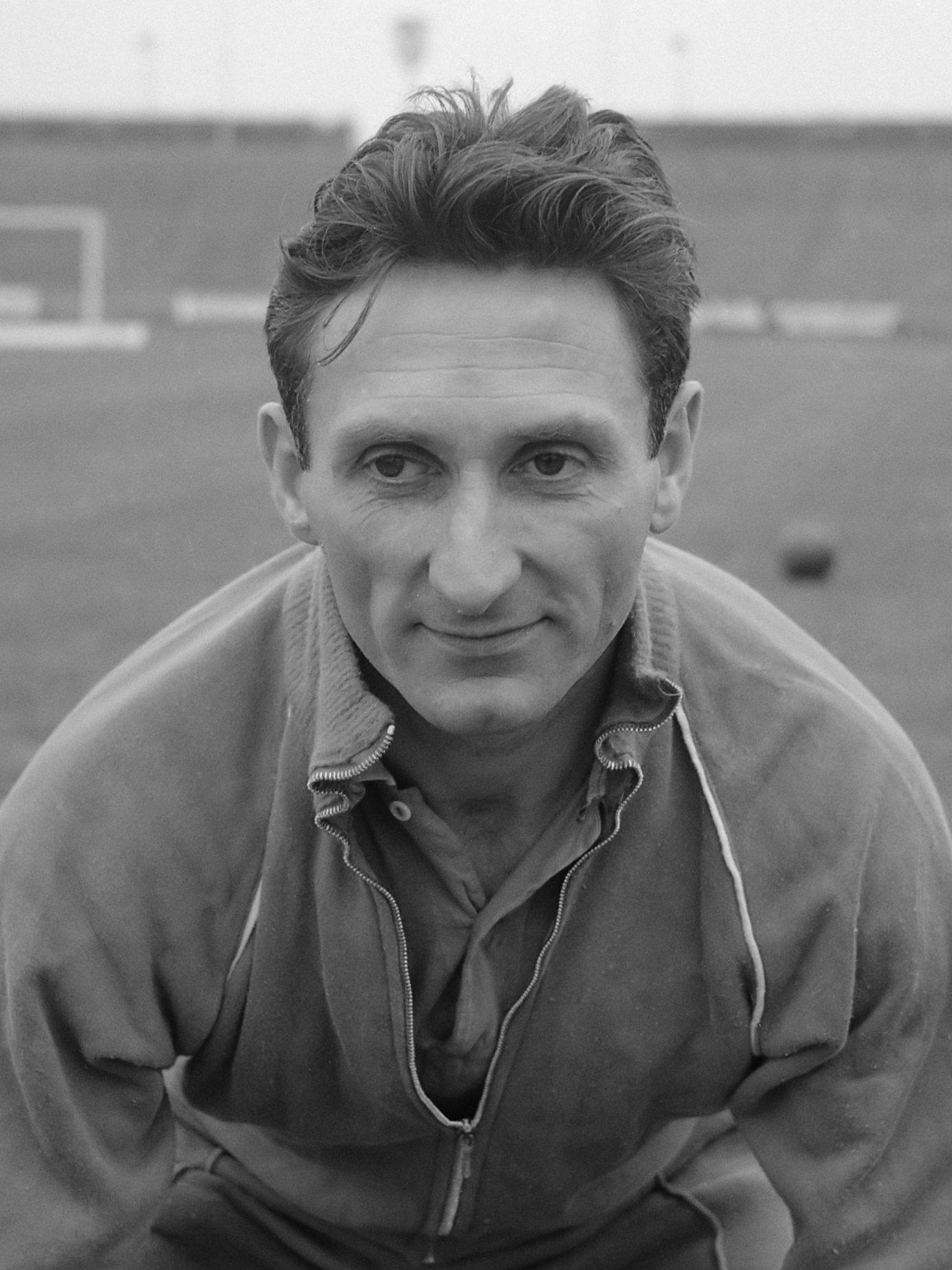
Faas Wilkes
15 augustus

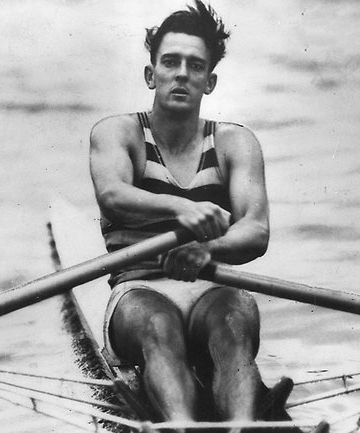
Mervyn Wood
19 augustus

Maynard Ferguson
23 augustus

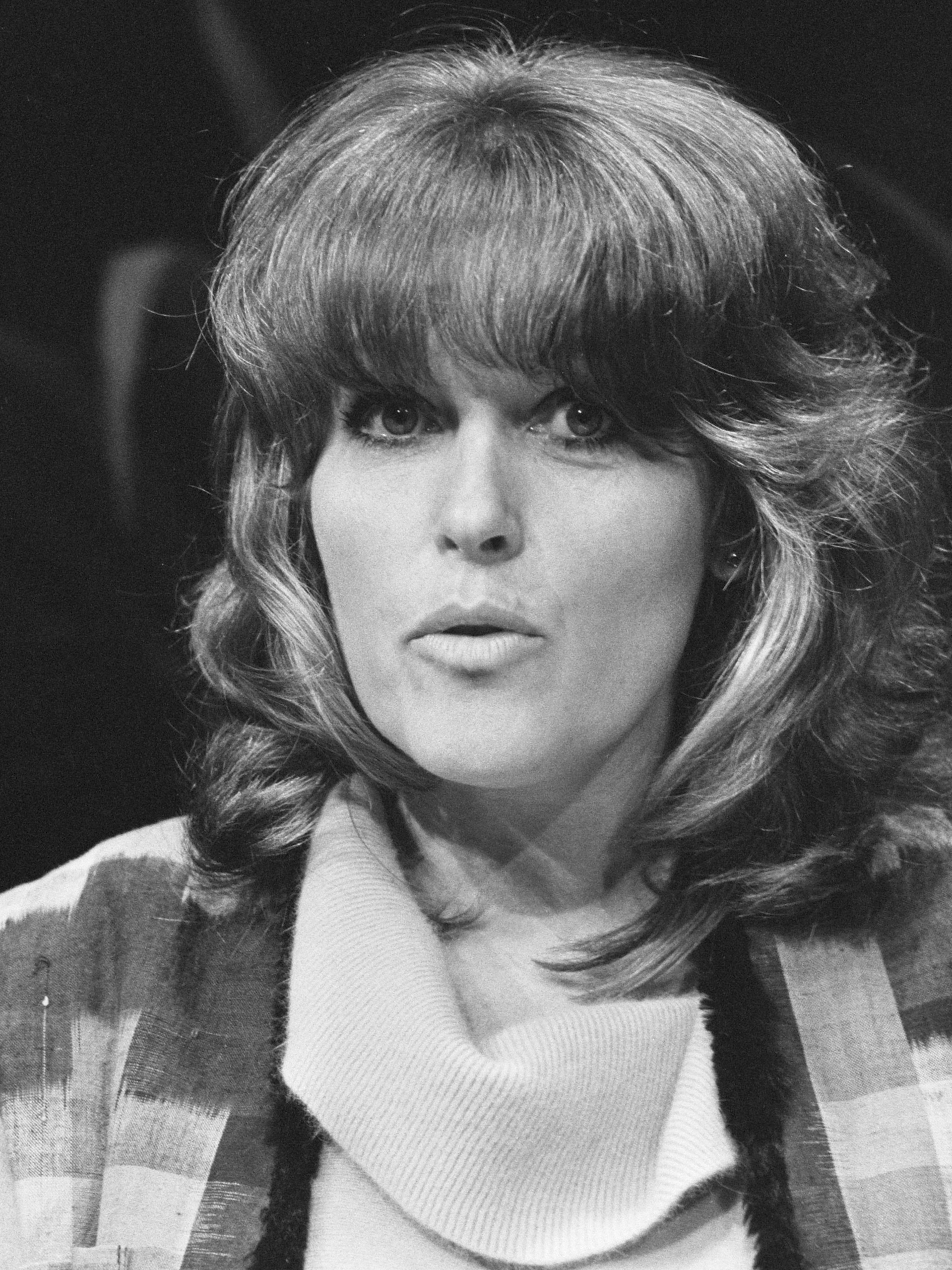
Mady Saks
29 augustus

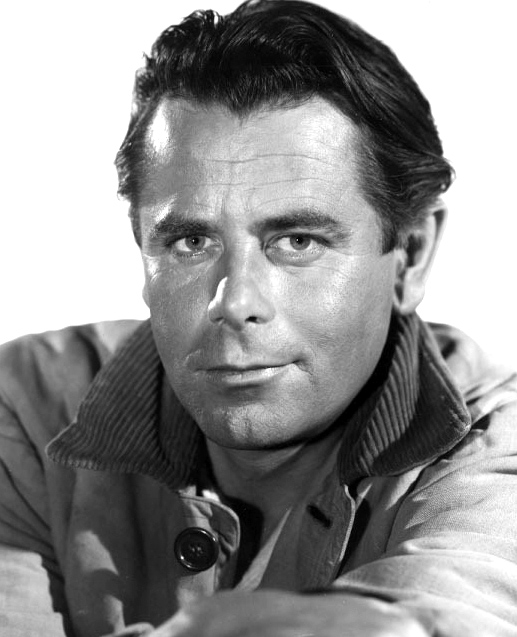
Glenn Ford
30 augustus

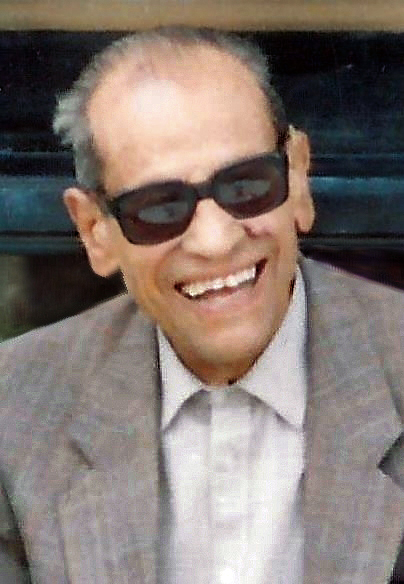
Nagieb Mahfoez
30 augustus

| 1 | 2 | 3 | 4 | 5 | 6 | 7 | 8 | 9 | 10 | 11 | 12 | 13 | 14 | 15 | 16 | 17 | 18 | 19 | 20 | 21 | 22 | 23 | 24 | 25 | 26 | 27 | 28 | 29 | 30 | 31 |
| - | - | - | - | - | - | - | - | - | -- | -- | -- | -- | -- | -- | -- | -- | -- | -- | -- | -- | -- | -- | -- | -- | -- | -- | -- | -- | -- | -- |

### 1 augustus
- Vincent Dole (93), Amerikaans medicus
- Iris Marion Young (57), Amerikaans feministe

### 2 augustus
- Ted Elsendoorn (67), Nederlands voetbalbestuurder
- Arjen Nawijn (94), Nederlands burgemeester
- Mahatam Singh (80), Indiaas taalkundige
- Ian Walters (76), Brits beeldhouwer
- Johannes Willebrands (96), Nederlands kardinaal

### 3 augustus
- Warren Barker (83), Amerikaans componist
- Arthur Lee (61), Amerikaans zanger
- Elisabeth Schwarzkopf (90), Duits-Brits operazangeres

### 4 augustus
- John Locke (64), Amerikaans muzikant
- Nandini Satpathy (75), Indiaas politica en schrijfster
- Michel van Winkel (83), Nederlands politicus

### 5 augustus
- Hugo Schiltz (78), Belgisch advocaat en politicus
- Daniel Schmid (64), Zwitsers regisseur

### 6 augustus
- Jim Pomeroy (53), Amerikaans motorcoureur

### 7 augustus
- Claude Verdan (97), Zwitsers chirurg

### 8 augustus
- Gustavo Arcos (79), Cubaans revolutionair, ambassadeur en dissident
- Judsel Baranco (42), Nederlands honkballer
- Robert Belot (75), Belgisch politicus
- Paul Vangenechten (65), Belgisch voetballer

### 9 augustus
- Angá Diaz (45), Cubaans percussionist
- James Van Allen (91), Amerikaans natuurkundige

### 11 augustus
- Mike Douglas (81), Amerikaans presentator
- Ria Rettich (67), Nederlands kunstschilder

### 12 augustus
- Guido Depraetere (59), Belgisch cartoonist, televisiepresentator en -producent

### 14 augustus
- Adriaan de Groot (91), Nederlands onderwijspsycholoog
- Bruno Kirby (57), Amerikaans acteur

### 15 augustus
- Coenraad Bron (69), Nederlands informaticus
- Carlo Dusio (84), Italiaans autocoureur
- Wim Schut (85), Nederlands politicus
- Te Arikinui Te Atairangikaahu (75), koningin van de Maori's
- Marcel Vandenbussche (95), Belgisch politicus
- Faas Wilkes (82), Nederlands voetballer

### 16 augustus
- Julien Schepens (70), Belgisch wielrenner
- Alfredo Stroessner (93), Paraguayaans politicus
- Krijn Torringa (66), Nederlands presentator

### 17 augustus
- André Dequae (90), Belgisch politicus

### 19 augustus
- Joseph Hill (57), Amerikaans zanger
- Óscar Míguez (78), Uruguayaans voetballer
- Mervyn Wood (89), Australisch roeier

### 20 augustus
- Joe Rosenthal (94), Amerikaans fotograaf

### 21 augustus
- Paul Fentener van Vlissingen (65), Nederlands ondernemer en natuurbeschermer
- Frederik Johannes ten Hagen (82), Nederlands kunstschilder en tekenaar
- Martin Löb (85), Duits wiskundige

### 22 augustus
- Jan Tissing (66), Nederlands taalkundige

### 23 augustus
- Maynard Ferguson (78), Canadees jazztrompettist en bandleider
- Wolfgang Přiklopil (44), Oostenrijks crimineel
- Marie Tharp (86), Amerikaans oceanograaf
- Ed Warren (79), Amerikaans paranormale onderzoeker en auteur

### 24 augustus
- Martine Antonie (97), Nederlandse kunstschilderes
- Cristian Nemescu (27), Roemeens regisseur
- Wim Schelberg (76), Nederlands burgemeester
- John Jacob Weinzweig (93), Canadees componist

### 25 augustus
- John Blankenstein (57), Nederlands voetbalscheidsrechter
- Noor Hassanali (88), president van Trinidad en Tobago

### 26 augustus
- Rainer Barzel (82), Duits politicus
- Marjo Tal (91), Nederlands concertpianist

### 27 augustus
- María Esther de Capovilla (116), oudste persoon ter wereld

### 28 augustus
- Ed Benedict (94), Amerikaans tekenfilmtekenaar
- Kees Lekkerkerker (95), Nederlands letterkundige
- Pip Pyle (56), Brits musicus
- Melvin Schwartz (73), Amerikaans natuurkundige

### 29 augustus
- Kent Andersson (64), Zweeds motorcoureur
- Henk Pfann (66), Nederlands uitgever
- Benjamin Rawitz-Castel (60), Israëlisch pianist
- Mady Saks (64), Nederlands cineaste

### 30 augustus
- Glenn Ford (90), Amerikaans acteur
- Nagieb Mahfoez (94), Egyptisch schrijver
- Toon Tieland (87), Nederlands kunstschilder

### 31 augustus
- Mohamed Abdelwahab (23), Egyptisch voetballer
- Mike Magill (86), Amerikaans autocoureur

## September

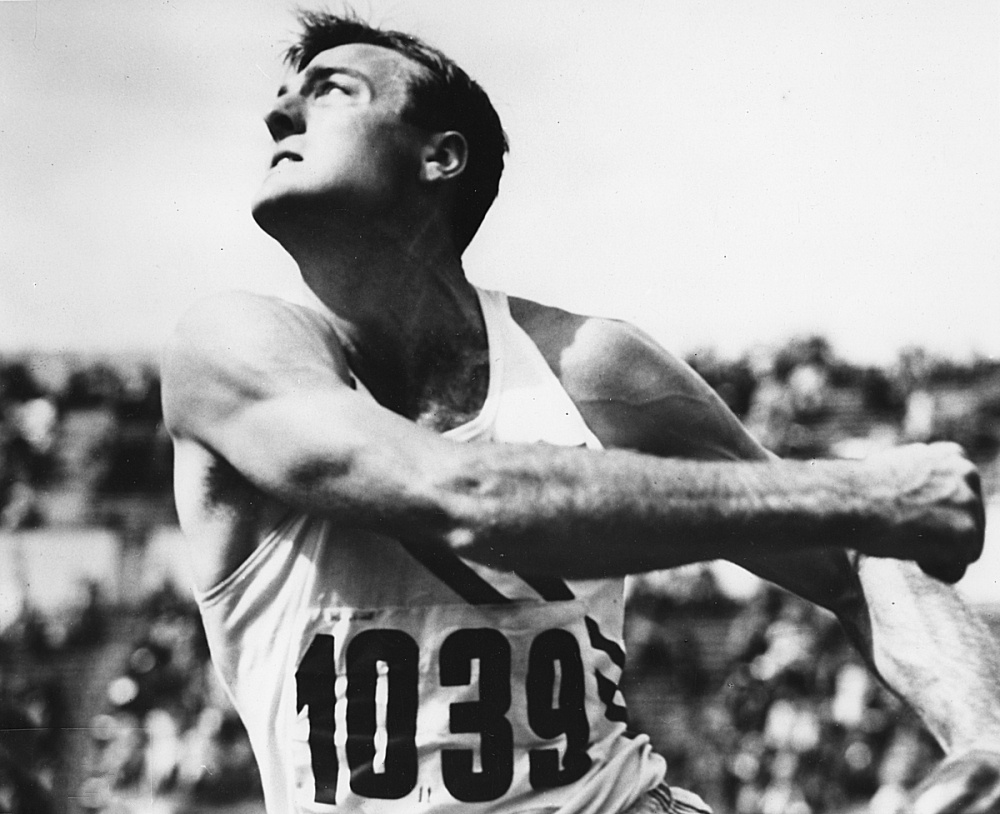
Bob Mathias
2 september

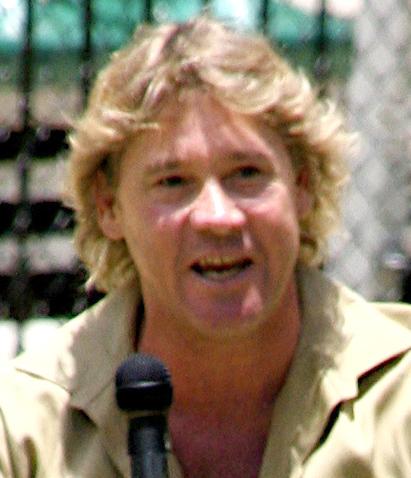
Steve Irwin
4 september

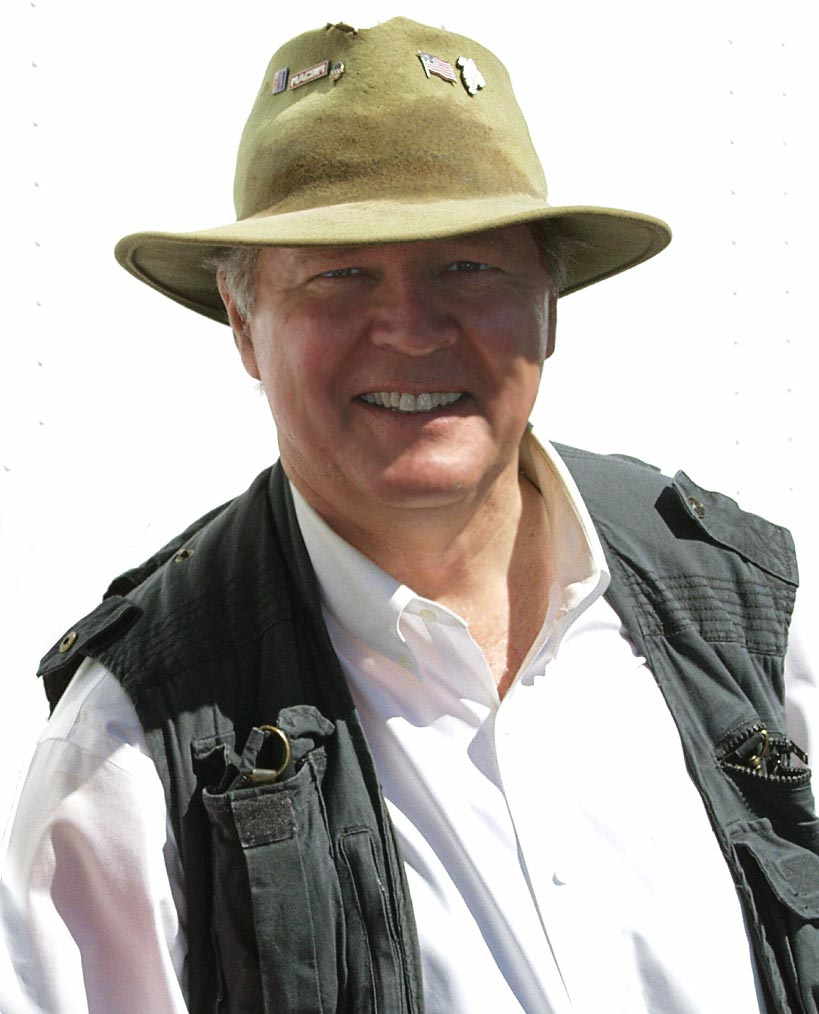
Peter Brock
8 september

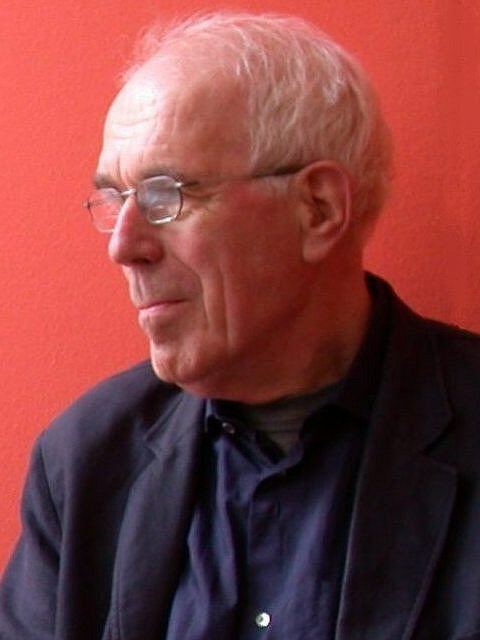
Lolle Nauta
11 september

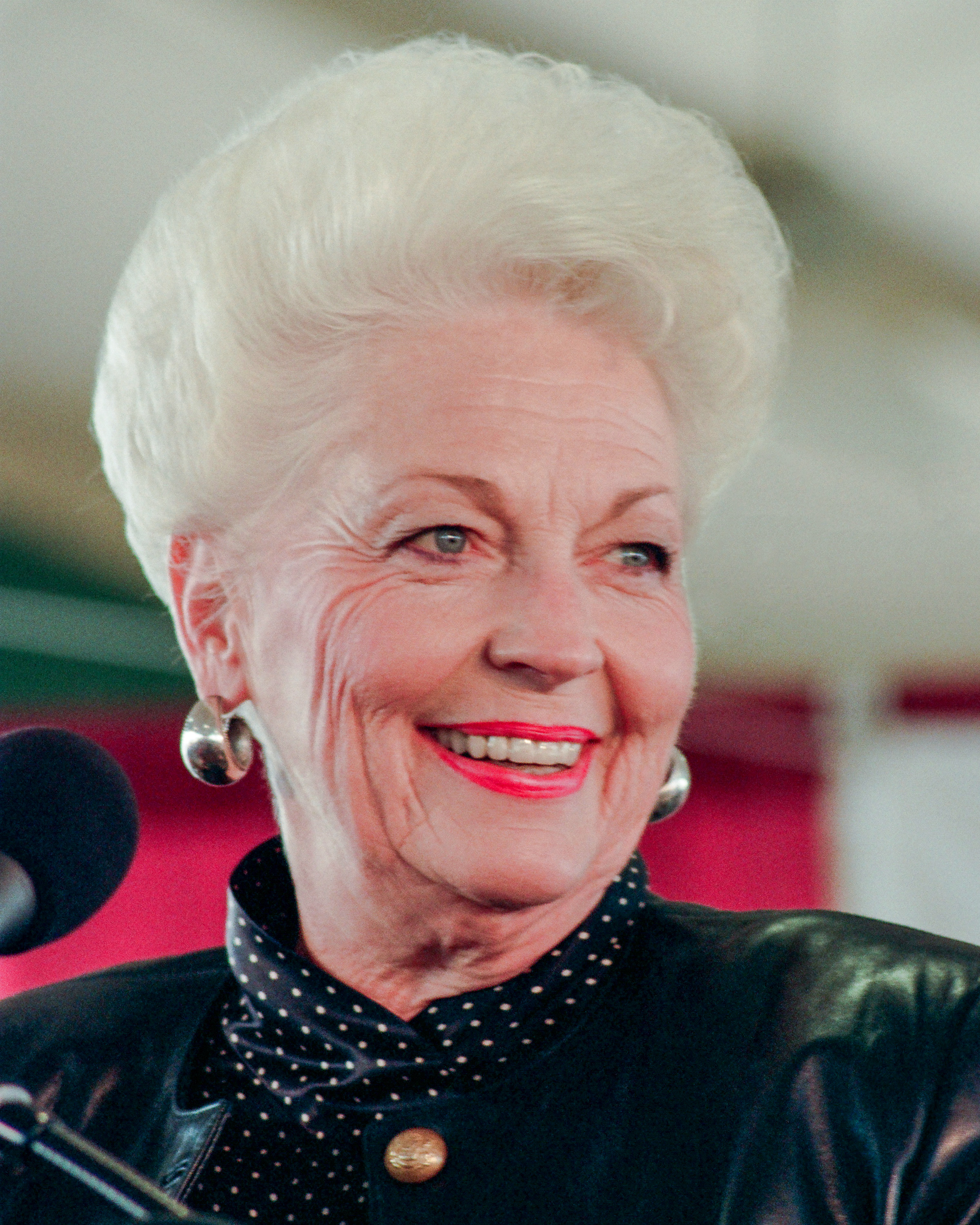
Ann Richards
13 september

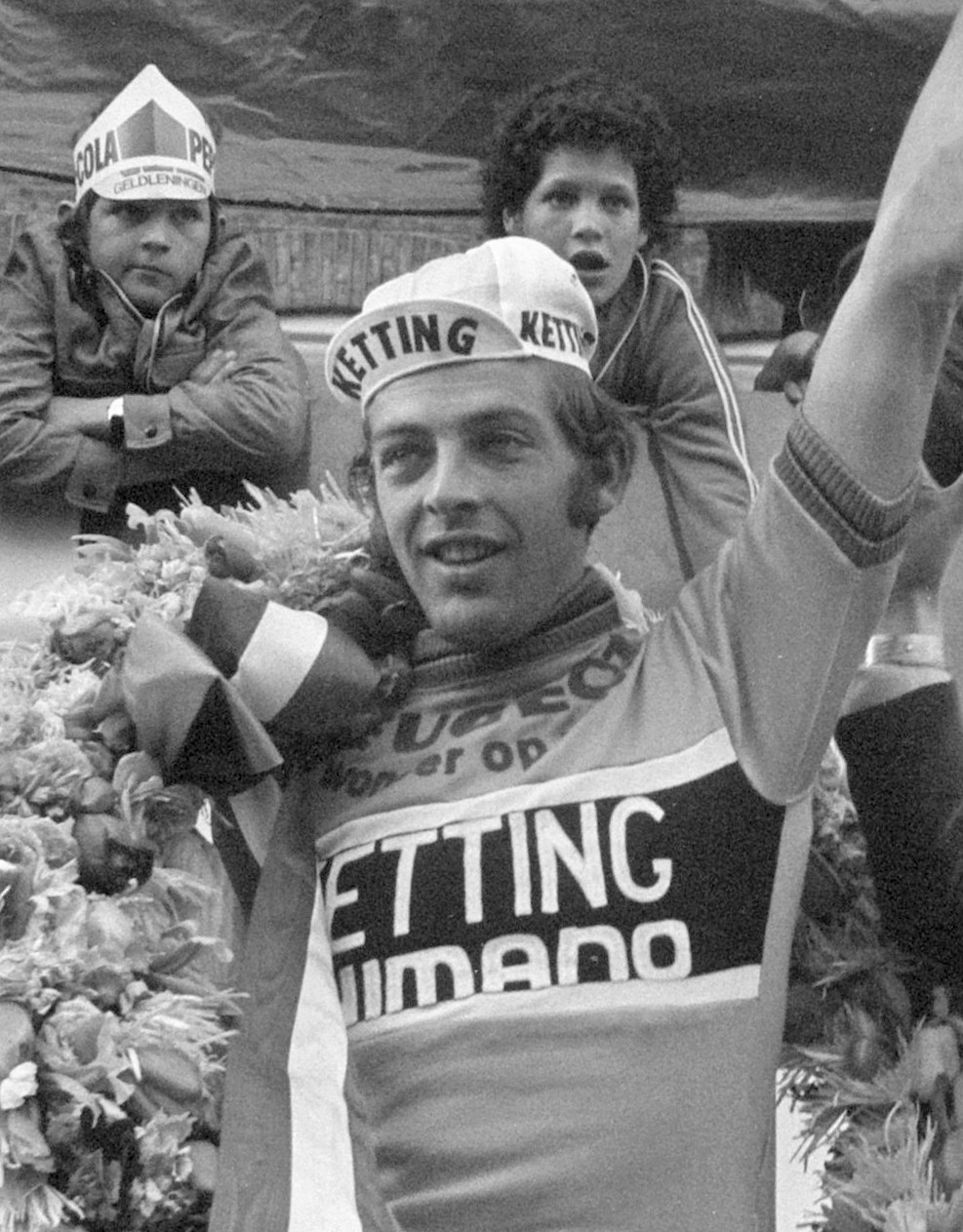
Roy Schuiten
19 september

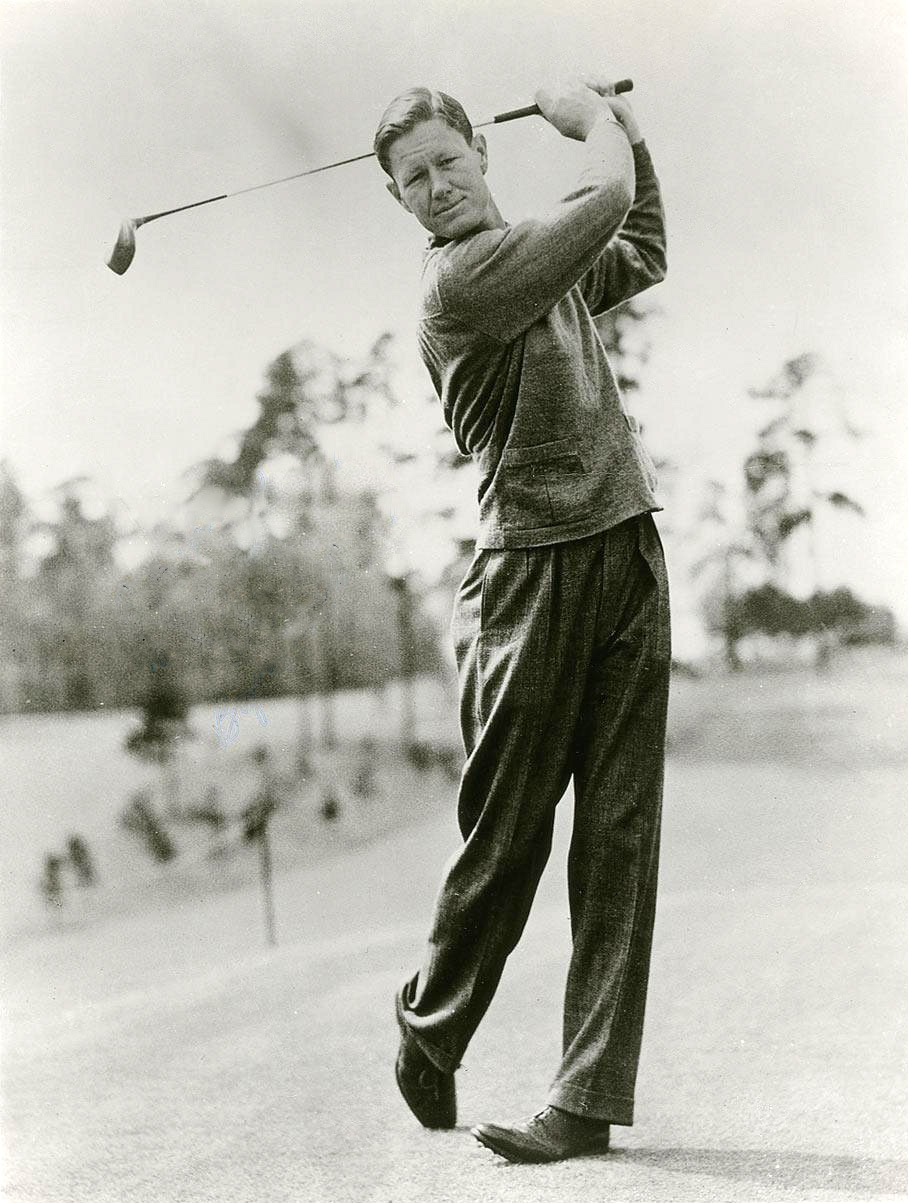
Byron Nelson
26 september

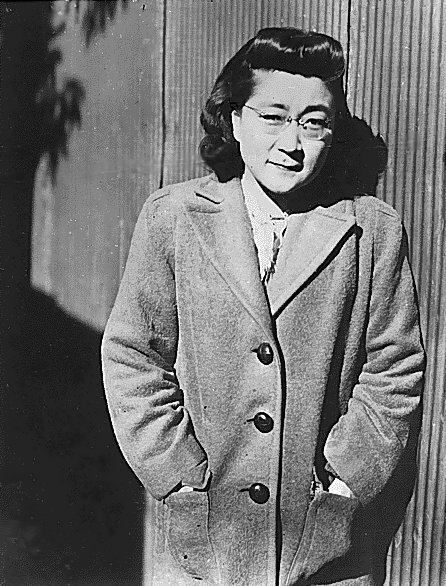
Iva Toguri D'Aquino
26 september

| 1 | 2 | 3 | 4 | 5 | 6 | 7 | 8 | 9 | 10 | 11 | 12 | 13 | 14 | 15 | 16 | 17 | 18 | 19 | 20 | 21 | 22 | 23 | 24 | 25 | 26 | 27 | 28 | 29 | 30 |
| - | - | - | - | - | - | - | - | - | -- | -- | -- | -- | -- | -- | -- | -- | -- | -- | -- | -- | -- | -- | -- | -- | -- | -- | -- | -- | -- |

### 1 september
- Nellie Connally (87), Amerikaans first lady van Texas
- György Faludy (95), Hongaars dichter, schrijver en vertaler
- Nico Jan Wijsman (58), Nederlands politicus

### 2 september
- Bob Mathias (75), Amerikaans atleet en politicus

### 3 september
- Wim van Duyl (86), Nederlands zeiler
- Eva Knardahl (79), Noors pianiste

### 4 september
- Rémy Belvaux (38), Belgisch acteur, producer, regisseur en scenarioschrijver
- Giacinto Facchetti (64), Italiaans voetballer
- Margot Hudig-Heldring (87), Nederlands beeldhouwster
- Steve Irwin (44), Australisch dierenkenner en televisiepresentator

### 6 september
- Agha Shahi (86), Pakistaans ambtenaar, diplomaat en politicus

### 7 september
- Julien Schoenaerts (81), Belgisch acteur

### 8 september
- Peter Brock (61), Australisch autocoureur
- Thijs van Veen (86), Nederlands journalist

### 9 september
- Pieter Jan Bijleveld (76), Nederlands rechter
- Gérard Brach (79), Frans scenarioschrijver en filmregisseur
- Douwe van Dam (71), Nederlands burgemeester
- Émilie Mondor (25), Canadees atleet

### 10 september
- Masao Abe (81), Japans boeddhistisch filosoof
- Walter Ferreira (60), Portugees voetballer
- Bart Naert (30), Belgisch bergbeklimmer
- Taufa'ahau Tupou IV (88), koning van Tonga

### 11 september
- William Auld (83), Schots dichter
- Johannes Bob van Benthem (85), Nederlands jurist en bestuurder
- Joachim Fest (79), Duits journalist en historicus
- Lolle Nauta (77), Nederlands filosoof

### 13 september
- Ann Richards (73), Amerikaans politicus

### 14 september
- Harry G.M. Prick (81), Nederlands literatuurhistoricus

### 15 september
- Oriana Fallaci (77), Italiaans verzetsstrijdster, journaliste, en schrijfster
- David T. Lykken (78), Amerikaans psycholoog

### 16 september
- Sten Andersson (83), Zweeds politicus
- Rob Levin (50), Amerikaans softwareontwikkelaar
- Edi Stöllinger (57), Oostenrijks motorcoureur
- Henri Thellin (75), Belgisch voetballer

### 17 september
- Patricia Kennedy Lawford (82), lid van de familie Kennedy
- Jean Militis (84), Belgisch politicus
- Leonella Sgorbati (65), Italiaanse non

### 18 september
- Albertus van Hulzen (101), Nederlands historicus
- Nilton Pereira Mendes (30), Braziliaans voetballer

### 19 september
- László Bellak (95), Hongaars tafeltennisser
- Danny Flores (77), Amerikaans zanger
- Roy Schuiten (55), Nederlands wielrenner en ploegleider

### 20 september
- Sven Nykvist (83), Zweeds cameraman
- Douwe Taeke van der Ploeg (87), Nederlands botanicus

### 21 september
- Jeroen Mettes (28), Nederlands dichter en essayist

### 22 september
- Carla Benschop (56), Nederlands basketbalster
- Joan van der Brugghen (86), Nederlands ingenieur
- Ewald Krolis (59), Surinaams-Nederlands muzikant

### 23 september
- Malcolm Arnold (84), Brits componist en trompettist

### 24 september
- Paul Sjak Shie (77), Surinaams politicus en rechtsgeleerde

### 25 september
- Petre M. Andrejevski (72), Macedonisch schrijver en dichter
- Safia Ahmed-jan (65), Afghaans advocate

### 26 september
- Jef Andries (87), Belgisch voetballer
- Byron Nelson (94), Amerikaans golfer
- Iva Toguri D'Aquino (90), Japans-Amerikaans radiopresentatrice

### 29 september
- Gotthelf Bürki (81), Zwitsers politicus
- Jan Werner Danielsen (30), Noors zanger
- Michael Anthony Monsoor (25), Amerikaans militair

## Oktober

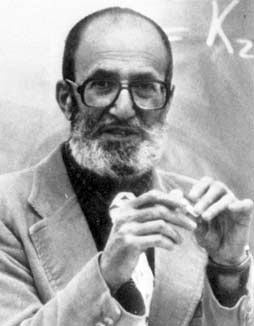
Paul Halmos
2 oktober

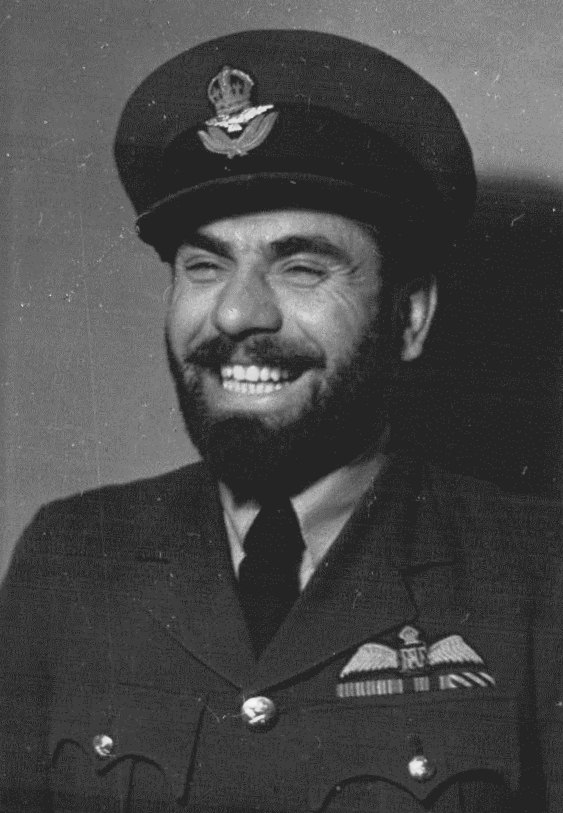
František Fajtl
4 oktober

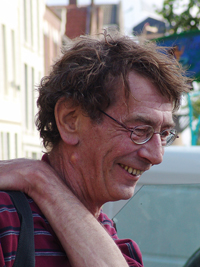
Leyn Leijnse
7 oktober

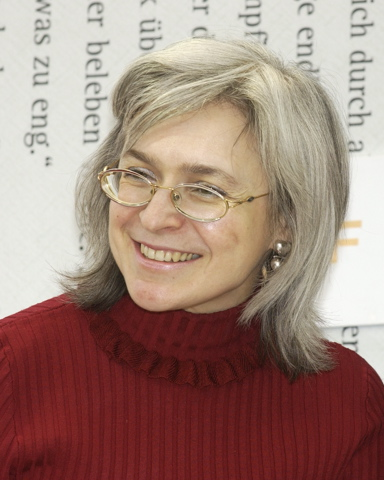
Anna Politkovskaja
7 oktober

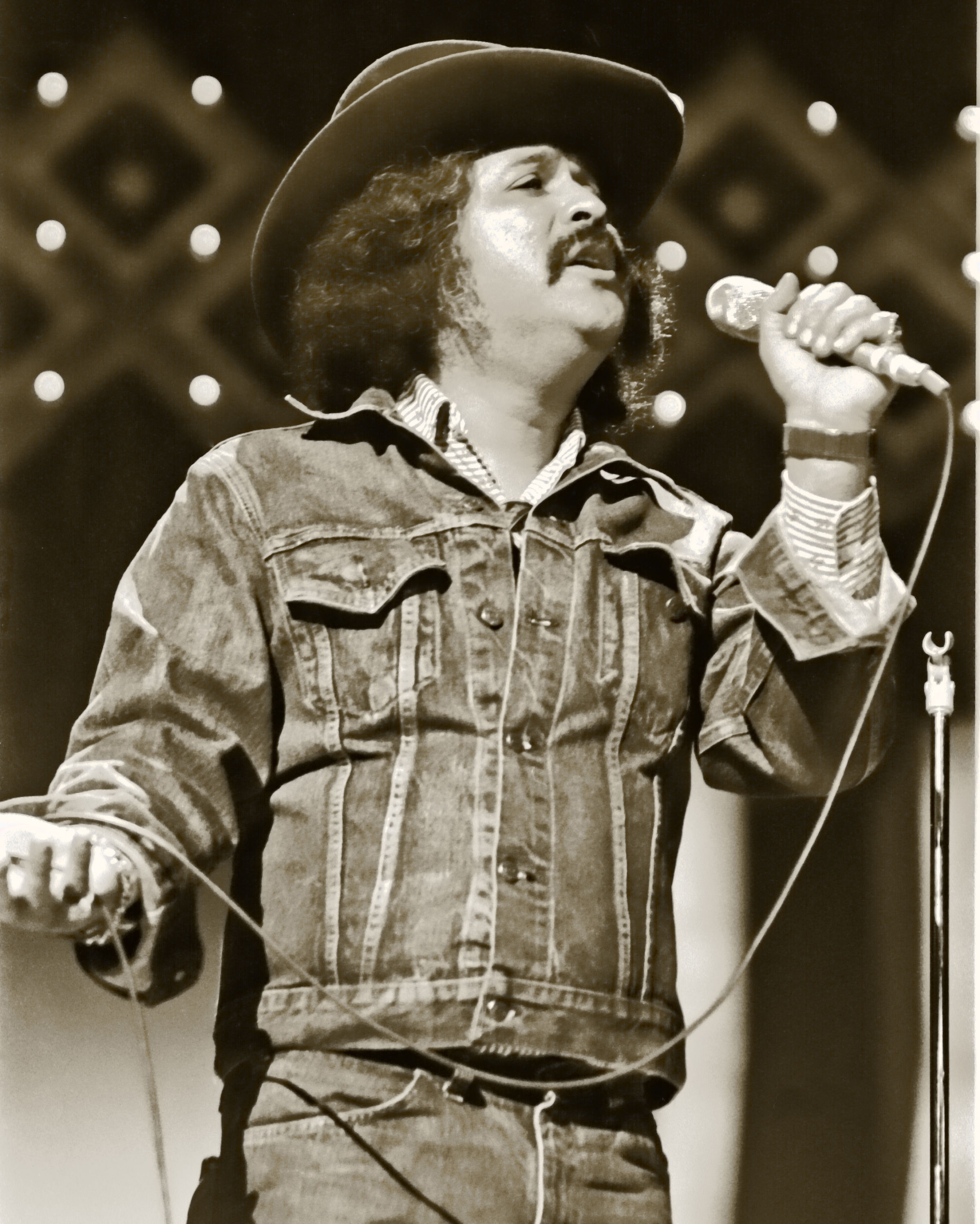
Freddy Fender
14 oktober

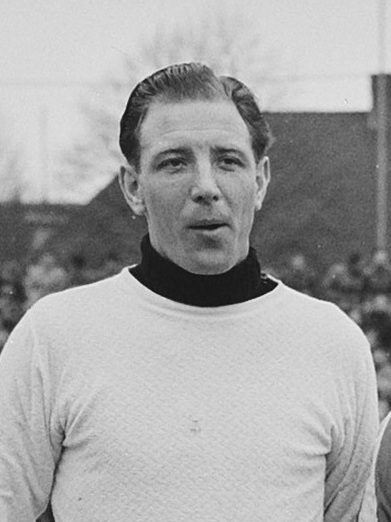
Lieuwe Steiger
17 oktober

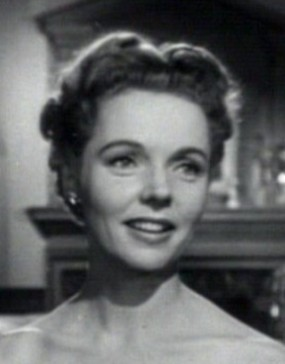
Jane Wyatt
20 oktober

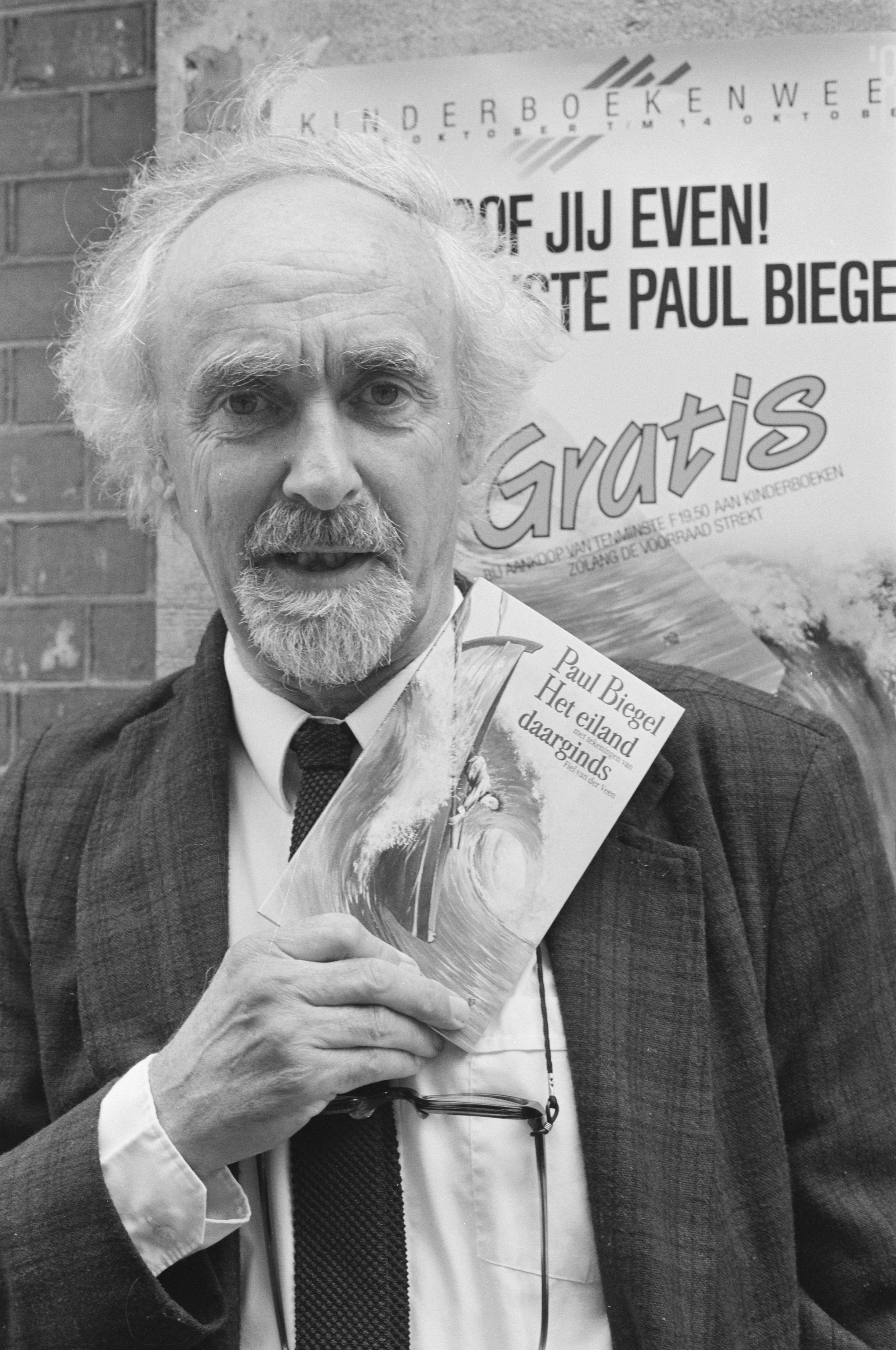
Paul Biegel
21 oktober

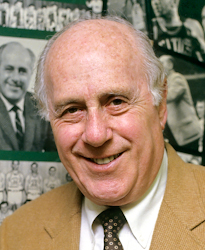
Red Auerbach
28 oktober

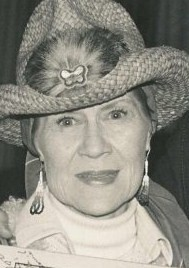
Marijohn Wilkin
28 oktober

| 1 | 2 | 3 | 4 | 5 | 6 | 7 | 8 | 9 | 10 | 11 | 12 | 13 | 14 | 15 | 16 | 17 | 18 | 19 | 20 | 21 | 22 | 23 | 24 | 25 | 26 | 27 | 28 | 29 | 30 | 31 |
| - | - | - | - | - | - | - | - | - | -- | -- | -- | -- | -- | -- | -- | -- | -- | -- | -- | -- | -- | -- | -- | -- | -- | -- | -- | -- | -- | -- |

### 1 oktober
- Frank Beyer (74), Duits filmregisseur
- Dirk Koster (83), Nederlands componist
- Luigi Malabrocca (86), Italiaans wielrenner

### 2 oktober
- Tamara Dobson (59), Amerikaans fotomodel en actrice
- Paul Halmos (90), Hongaars-Amerikaans wiskundige en statisticus

### 3 oktober
- Peter Norman (64), Australisch atleet
- Alberto Ramento (70), Filipijns bisschop

### 4 oktober
- Tom Bell (73), Brits acteur
- František Fajtl (94), Tsjechisch gevechtspiloot en schrijver
- Oskar Pastior (78), Roemeens-Duits journalist, dichter, schrijver en vertaler

### 5 oktober
- Don Thompson (73), Brits atleet
- Nolle Versyp (70), Belgisch acteur en vertaler

### 6 oktober
- Puck Brouwer (75), Nederlands atlete
- Claude Luter (83), Frans saxofonist
- Wilson Tucker (91), Amerikaans schrijver

### 7 oktober
- Mik Babylon (71), Belgisch politicus
- Leyn Leijnse (65), Nederlands schrijver, dichter en schilder
- Anna Politkovskaja (48), Russisch journaliste, publiciste en mensenrechtenactiviste
- Miguel Sanabria (39), Colombiaans wielrenner

### 8 oktober
- Ko Kiers (76), Nederlands politicus en ondernemer
- Mark Porter (32), Australisch autocoureur

### 9 oktober
- Marek Grechuta (60), Pools zanger en dichter
- Paul Hunter (27), Brits snookerspeler
- Mario Moya (63), Mexicaans politicus
- Raymond Noorda (82), Amerikaans topman
- F.G. Sprenger (92), Nederlands burgemeester

### 10 oktober
- Jean Ferré (77), Frans journalist
- Bob van Rootselaar (79), Nederlands wiskundige
- Lalit Suri (59), Indiaas politicus

### 11 oktober
- Cory Lidle (34), Amerikaans honkballer

### 12 oktober
- Maurits van Loon (83), Nederlands diplomaat en archeoloog
- Gillo Pontecorvo (86), Italiaans filmregisseur en scenarioschrijver

### 13 oktober
- Jan Bart Mandos (57), Nederlands politicus
- Dino Monduzzi (84), Italiaans bisschop en kardinaal

### 14 oktober
- Chun Wei Cheung (34), Nederlands roeistuurman
- Freddy Fender (69), Amerikaans musicus
- Klaas Runia (80), Nederlands theoloog, predikant en journalist

### 16 oktober
- Betje Wery (86), Nederlands collaborateur

### 17 oktober
- Carl Barkman (87), Nederlands diplomaat en schrijver
- Luki Botha (76), Zuid-Afrikaans autocoureur
- Simon Schoonvliet (72), Belgisch auteur en kunstschilder
- Lieuwe Steiger (82), Nederlands voetballer

### 18 oktober
- Marc Hodler (87), Zwitsers sportbestuurder
- Mario Francesco Pompedda (77), Italiaans kardinaal
- Alvin Weinberg (91), Amerikaans natuurkundige

### 20 oktober
- Maxi Herber (86), Duits kunstschaatsster
- Donald N. Luckenbill (91), Amerikaans componist
- Gerard van Rooy (68), Nederlands graficus
- Jane Wyatt (96), Amerikaans actrice

### 21 oktober
- Ronnie Belcher (73), Zuid-Afrikaans dichter
- Paul Biegel (81), Nederlands kinderboekenschrijver
- John Symonds (92) Brits schrijver en spion voor de Sovjet-Unie

### 22 oktober
- Choe Gyuha (87), Zuid-Koreaans politicus
- Gerrit Uittenbosch (70), Nederlands voetballer

### 23 oktober
- Egon Piechaczek (74), Pools voetballer en voetbaltrainer
- Rein Strikwerda (76), Nederlands medicus

### 25 oktober
- Danny Rolling (52), Amerikaans moordenaar
- Emilio Vedova (87), Italiaans kunstschilder

### 26 oktober
- Conrad Efraim (61), Amerikaans professioneel worstelaar

### 27 oktober
- Albrecht Graf von Goertz (92), Duits auto-ontwerper
- Ghulam Ishaq Khan (91), Pakistaans politicus
- Stef van der Linden (54), Nederlands decorontwerper, poppenspeler en zanger

### 28 oktober
- Red Auerbach (89), Amerikaans basketbalcoach
- Trevor Berbick (51), Jamaicaans bokser
- Max van Beurden (75), Nederlands voetballer
- Marijohn Wilkin (86), Amerikaans songwriter en zangeres

### 29 oktober
- Petertje van den Hengel (84), Nederlands verzetsstrijder
- Hans Hers (89), Nederlands verzetsstrijder
- Runer Jonsson (90), Zweeds schrijver

### 30 oktober
- Clifford Geertz (80), Amerikaans antropoloog

### 31 oktober
- Pieter Willem Botha (90), Zuid-Afrikaans politicus

## November

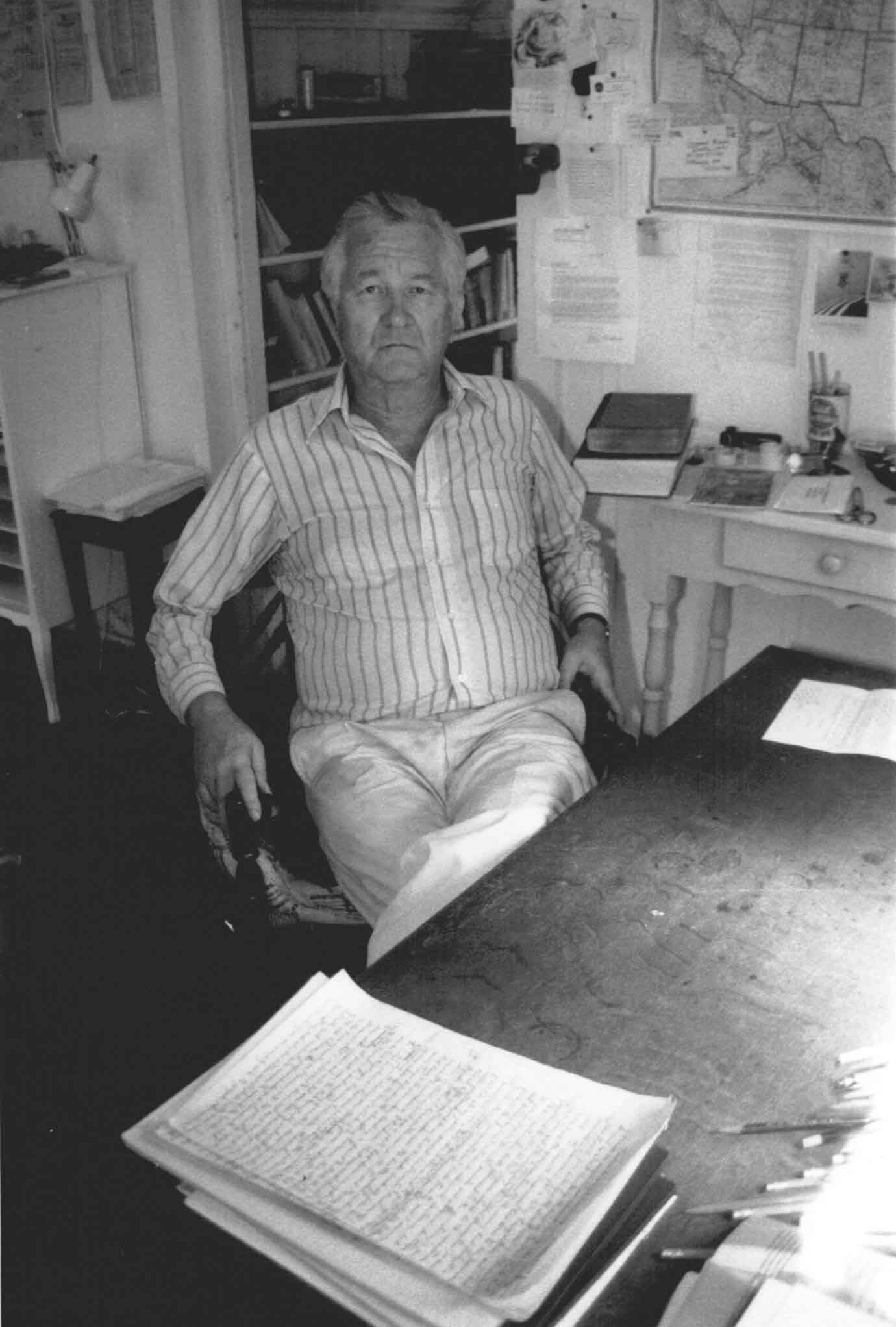
William Styron
1 november

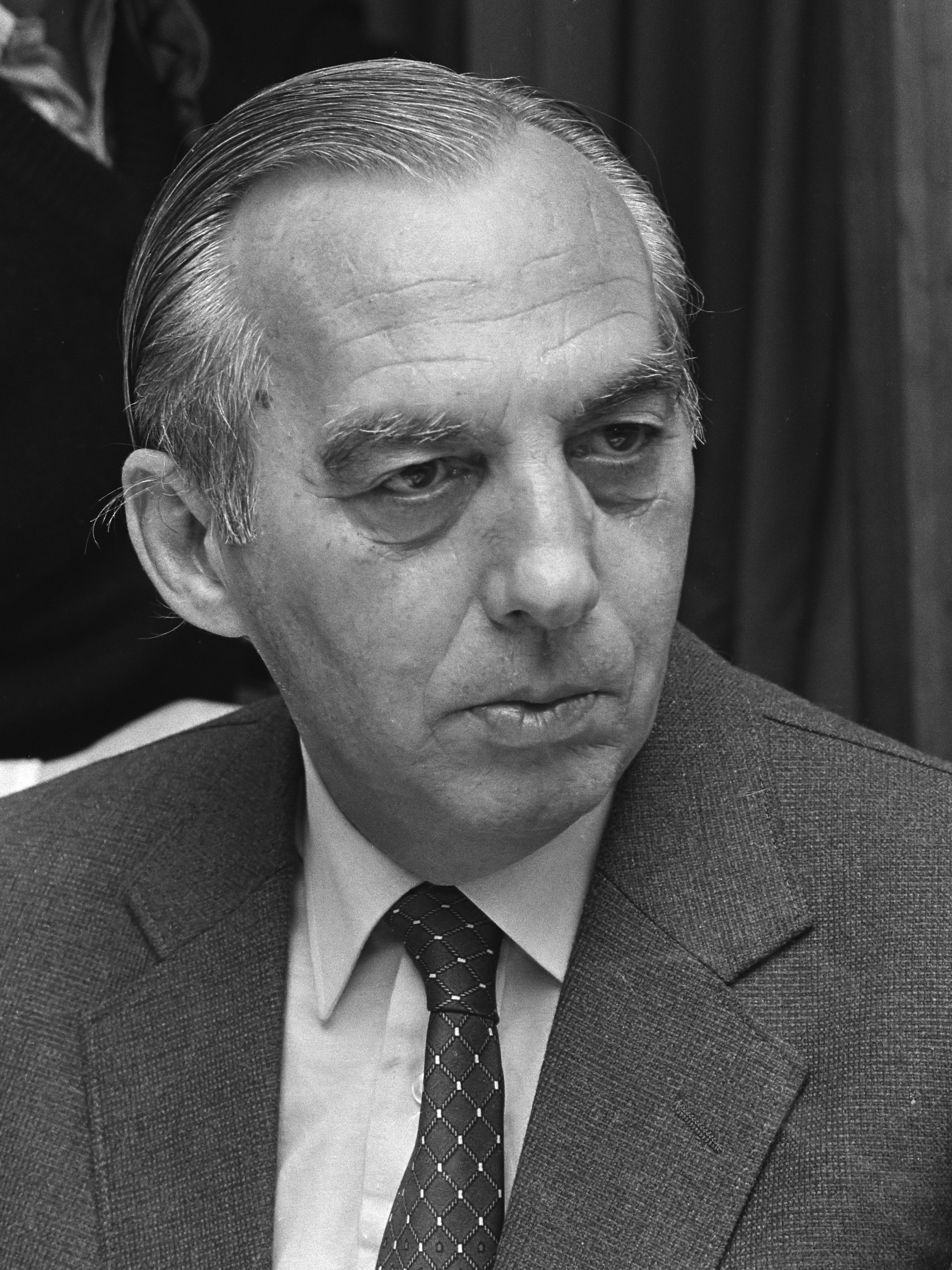
Jan de Troye
1 november

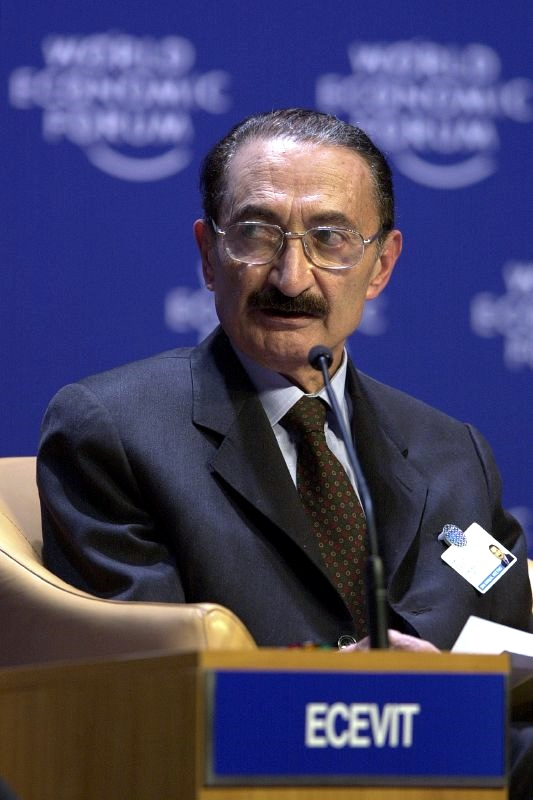
Bülent Ecevit
5 november

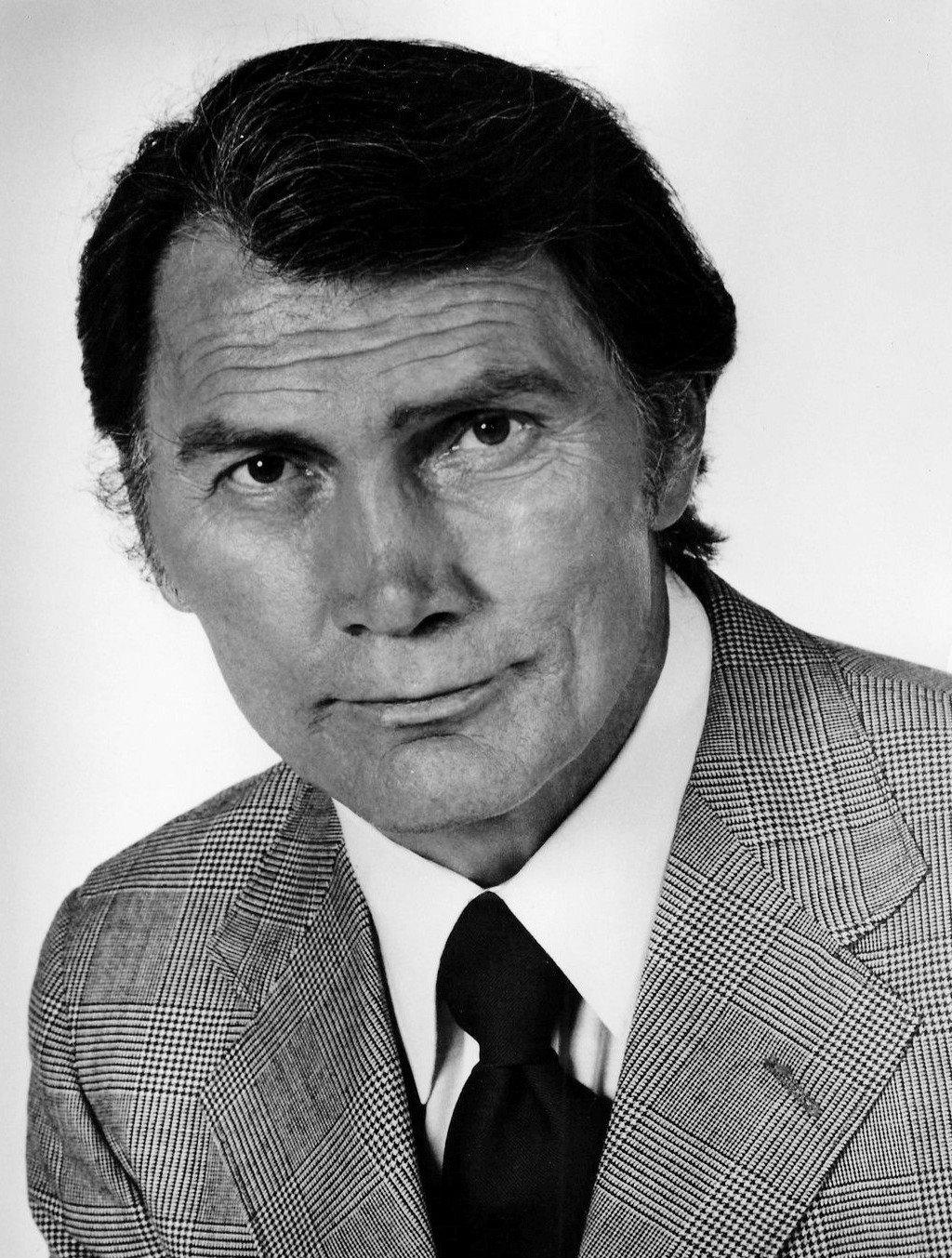
Jack Palance
10 november

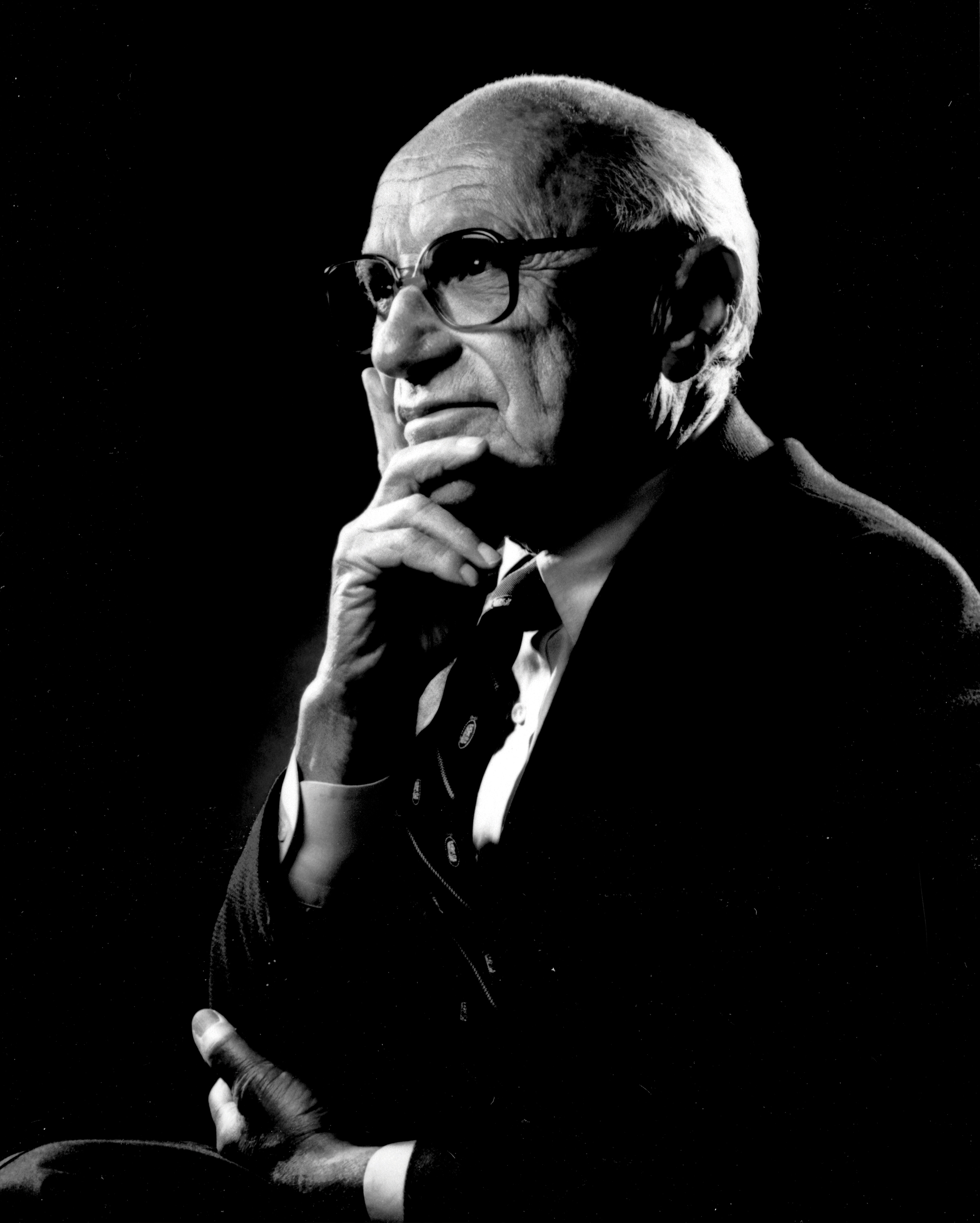
Milton Friedman
16 november

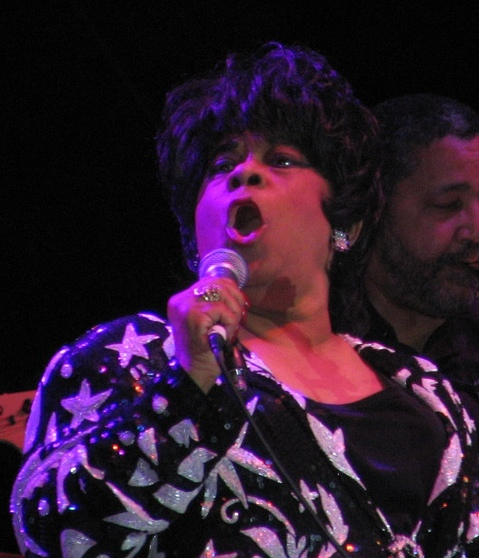
Ruth Brown
17 november

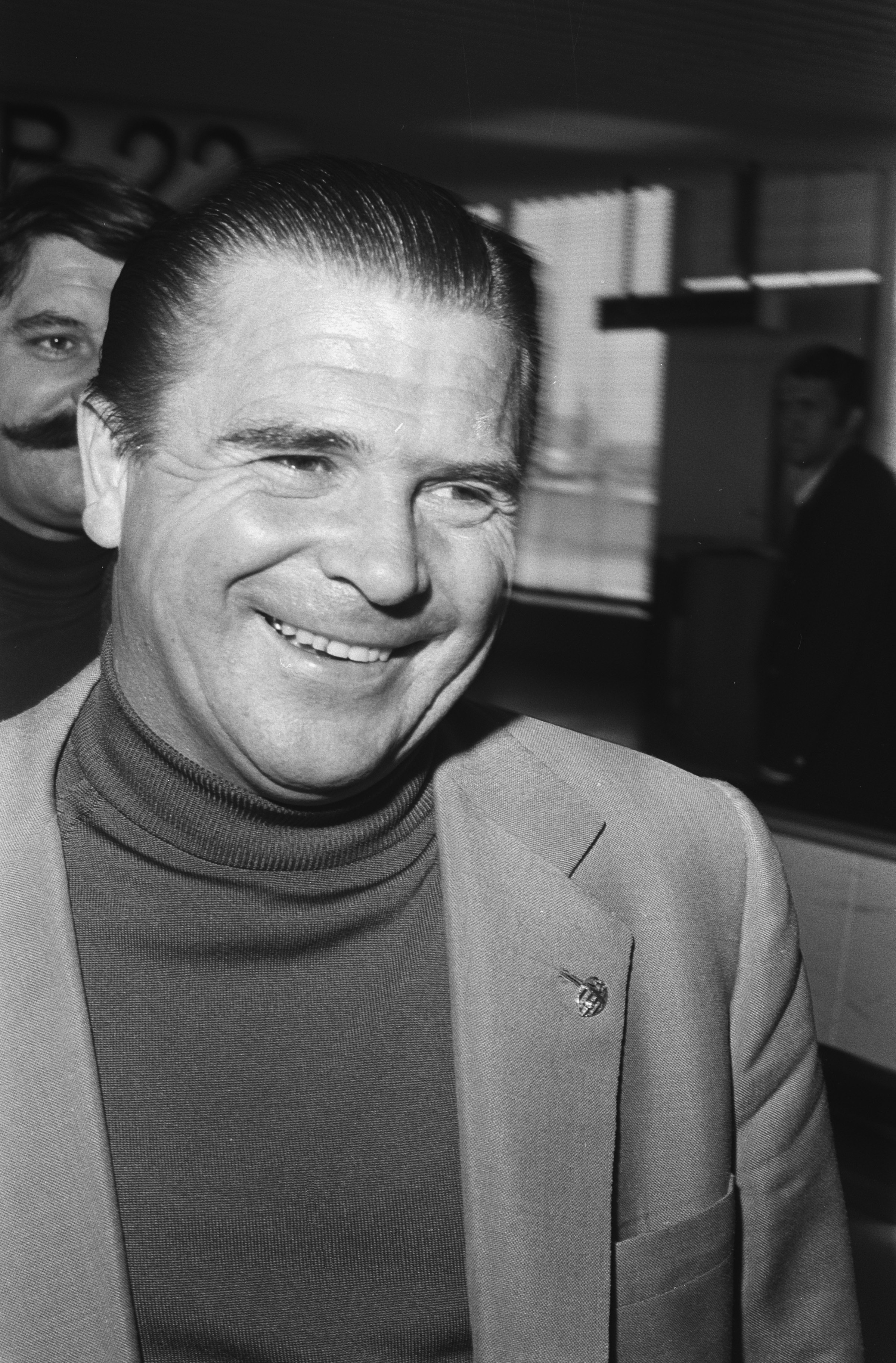
Ferenc Puskás
17 november

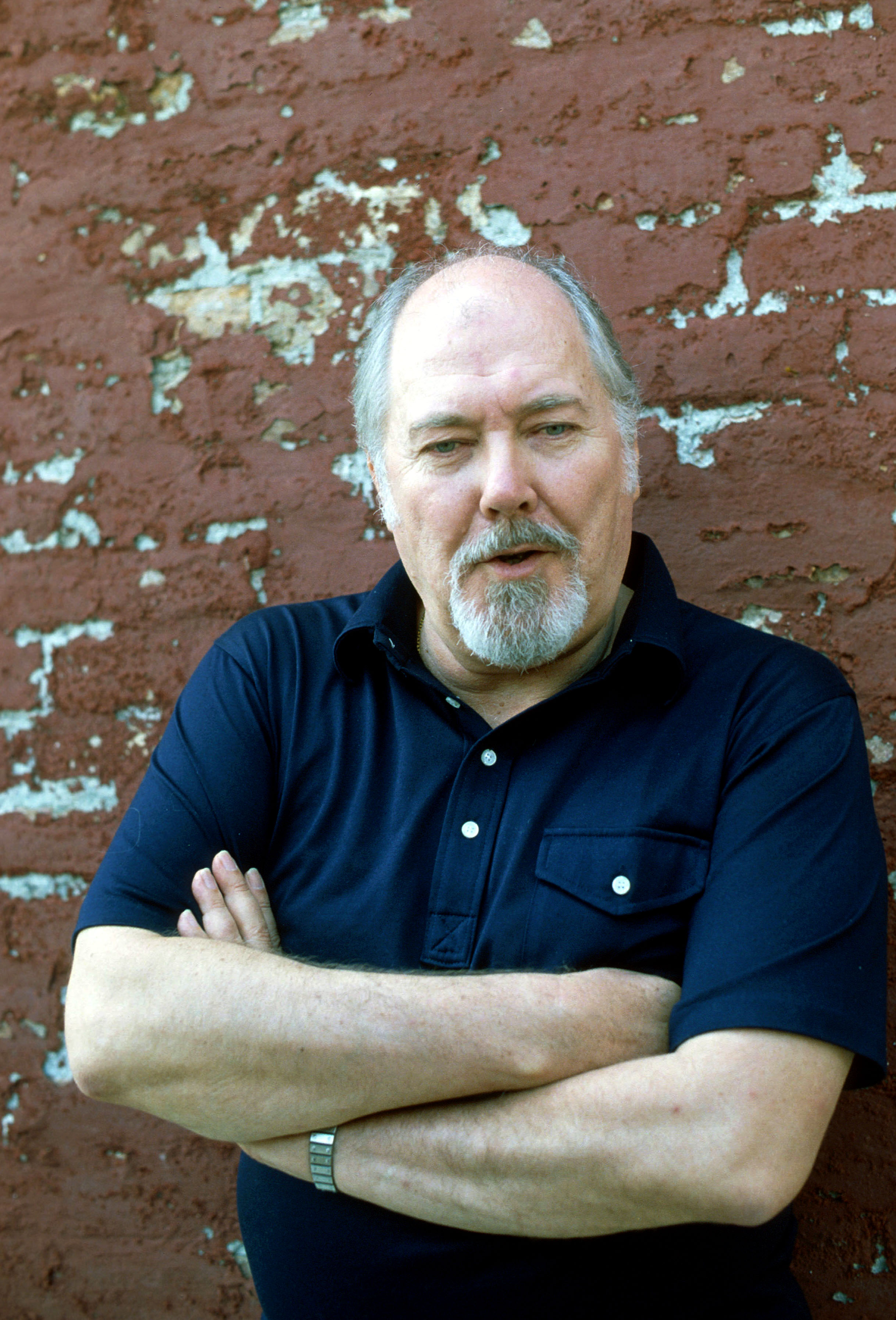
Robert Altman
20 november

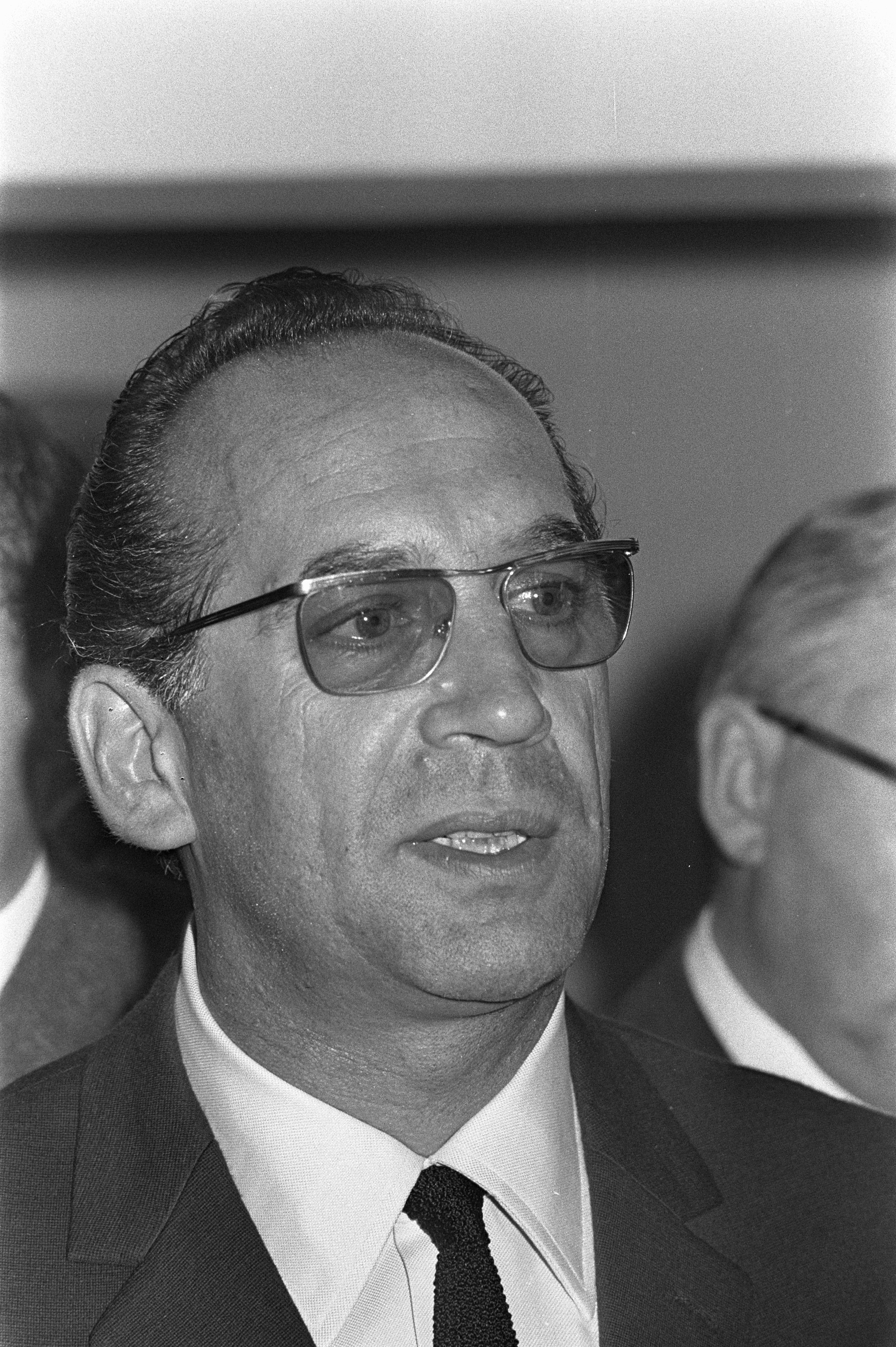
Max Merkel
28 november

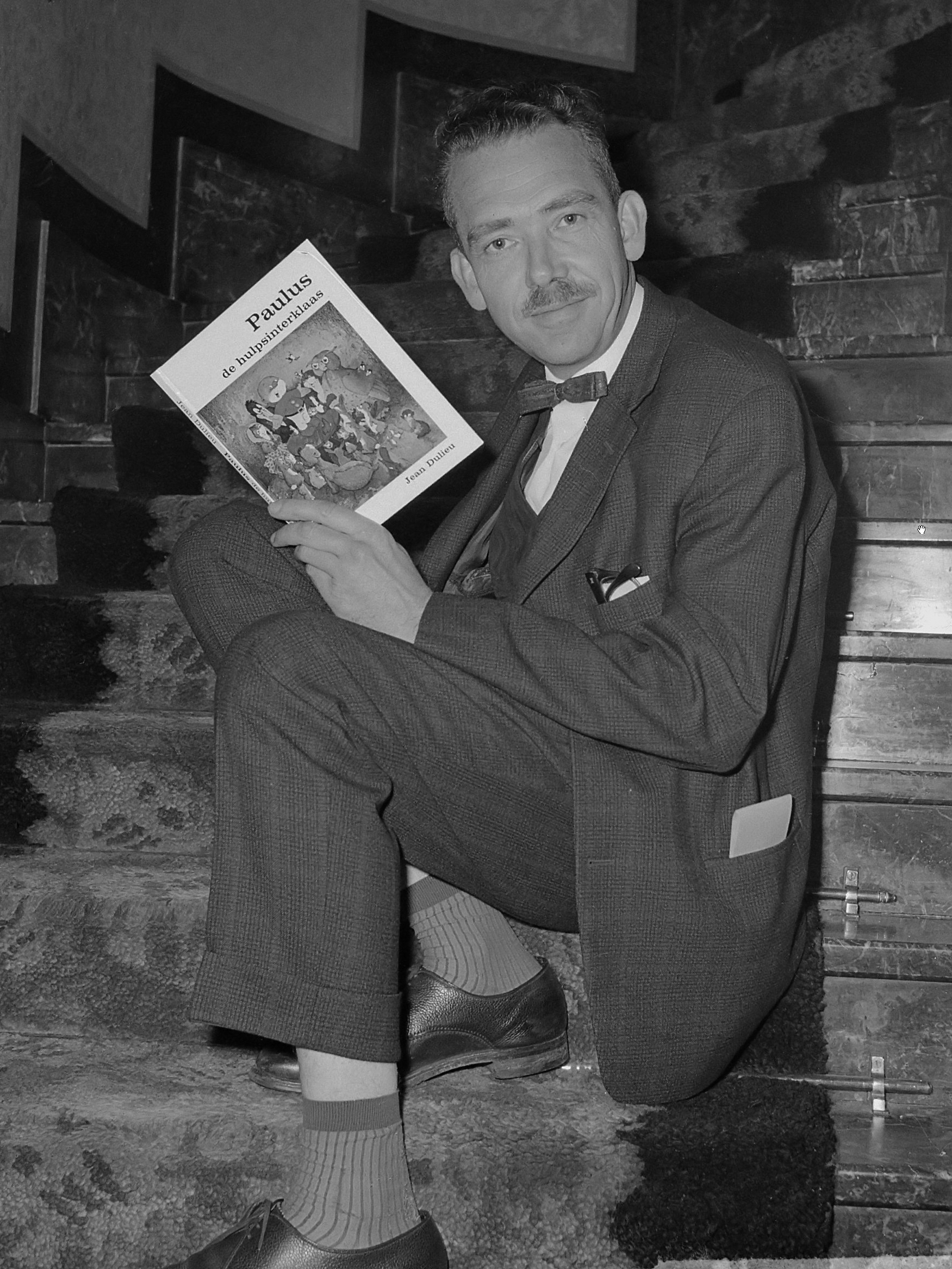
Jean Dulieu
29 november

| 1 | 2 | 3 | 4 | 5 | 6 | 7 | 8 | 9 | 10 | 11 | 12 | 13 | 14 | 15 | 16 | 17 | 18 | 19 | 20 | 21 | 22 | 23 | 24 | 25 | 26 | 27 | 28 | 29 | 30 |
| - | - | - | - | - | - | - | - | - | -- | -- | -- | -- | -- | -- | -- | -- | -- | -- | -- | -- | -- | -- | -- | -- | -- | -- | -- | -- | -- |

### 1 november
- Charles W. LaRue (84), Amerikaans jazztrombonist en arrangeur
- Henk van Lijnschooten (78), Nederlands componist
- Lodewijk Meeter (91), Nederlands skûtsjeschipper
- Adrienne Shelly (40), Amerikaans actrice
- Frits Smol (82), Nederlands waterpolospeler
- Hilda van Stockum (98), Nederlands-Brits schrijfster en illustratrice
- William Styron (81), Amerikaans schrijver
- Jan de Troye (85), Nederlands radioverslaggever en omroepbestuurder
- Silvio Varviso (82), Zwitsers dirigent
- Theun Zwart (87), Nederlands burgemeester

### 2 november
- Adrien Douady (71), Frans wiskundige
- Jean Hayet (66), Belgisch komiek, acteur en regisseur

### 3 november
- Gérard Delfos (87), Nederlands rechtsgeleerde
- Paul Mauriat (81), Frans orkestleider
- John Neervens (60), Nederlands bestuurder
- Alberto Spencer (68), Ecuadoraans voetballer
- Eric Vergauwen (70), Belgisch advocaat

### 4 november
- Leon De Meyer (77), Belgisch onderwijsbestuurder
- Sergi López Segú (39), Spaans voetballer

### 5 november
- Bülent Ecevit (81), Turks politicus
- Óscar González (82), Uruguayaans autocoureur
- Arne Mastenbroek (70), Nederlands architect
- Pietro Rava (90), Italiaans voetballer
- Bobby Shearer (74), Schots voetballer

### 6 november
- Francisco Fernández Ochoa (56), Spaans alpineskiër

### 7 november
- Aram Asaterian (53), Armeens popzanger en songwriter
- John Coburn (81), Australisch kunstschilder
- Sonny Cohn (81), Amerikaanse jazztrompettist
- Guy Degrenne (81), Frans ondernemer
- Dirk Rijnders (97), Nederlands politicus
- Jean-Jacques Servan-Schreiber (82), Frans journalist, publicist en politicus

### 8 november
- David van Ooijen (66), Nederlands politicus
- Basil Poledouris (61), Amerikaans filmcomponist

### 9 november
- Marian Marsh (93), Amerikaans actrice
- Michail Semjonov (73), Sovjet-Russisch basketbalspeler
- Ellen Willis (64), Amerikaans activist en journalist
- Markus Wolf (83), Oost-Duits spion

### 10 november
- Maurice Floquet (111), Frans oorlogsveteraan en oudste man van Europa
- Gerald Levert (40), Amerikaans zanger
- Jack Palance (87), Amerikaans acteur
- Igor Sergejev (68), Russisch politicus en militair leider
- Jack Williamson (98), Amerikaans schrijver

### 11 november
- Belinda Emmett (32), Australisch actrice
- Esther Lederberg (83), Amerikaans microbioloog

### 12 november
- Jan Loman (88), Nederlands beeldend kunstenaar

### 14 november
- Cor Dijkman Dulkes (68), Nederlands vliegtuigbouwer

### 15 november
- Ana Carolina Reston (21), Braziliaans model

### 16 november
- Milton Friedman (94), Amerikaans econoom
- Joeri Levada (76), Russisch socioloog en politicoloog

### 17 november
- Ruth Brown (78), Amerikaans zangeres
- Ferenc Puskás (79), Hongaars voetballer

### 18 november
- Karel Verleyen (68), Belgisch kinderboekenschrijver

### 19 november
- Francis Girod (62), Frans filmregisseur
- Cirilo Vázquez (51), Mexicaans politicus

### 20 november
- Robert Altman (81), Amerikaans regisseur
- Zoia Ceaușescu (57), Roemeens wiskundige
- Kevin McClory (82), Iers regisseur
- Mariet Verbong (67), Nederlands schrijfster

### 21 november
- Hassan Gouled Aptidon (90), president van Djibouti
- Pierre Amine Gemayel (34), Libanees politicus

### 23 november
- Jesús Blancornelas (70), Mexicaans journalist
- Aleksandr Litvinenko (43), Russisch dissident
- Philippe Noiret (76), Frans acteur
- Anita O'Day (87), Amerikaans jazzzangeres

### 24 november
- William Diehl (81), Amerikaans schrijver en fotojournalist
- Max Soliven (77), Filipijns journalist en krantenuitgever
- Henk Weidgraaf (75), Nederlands burgemeester

### 25 november
- Bobby Byrne (88), Amerikaans trombonist en bigbandleider
- Valentín Elizalde (27), Mexicaans zanger
- Fijke Liemburg (54), Nederlands politicus

### 26 november
- Dave Cockrum (63), Amerikaans stripauteur
- Isaac Gálvez (31), Spaans wielrenner
- Cri Stellweg (84), Nederlands columniste en schrijfster

### 28 november
- Max Merkel (87), Oostenrijks voetballer en voetbalcoach
- Primo Volpi (88), Italiaans wielrenner

### 29 november
- Allen Carr (72), Brits publicist
- Jean Dulieu (85), Nederlands striptekenaar en -schrijver
- Shirley Walker (61), Amerikaans componist en dirigent

## December

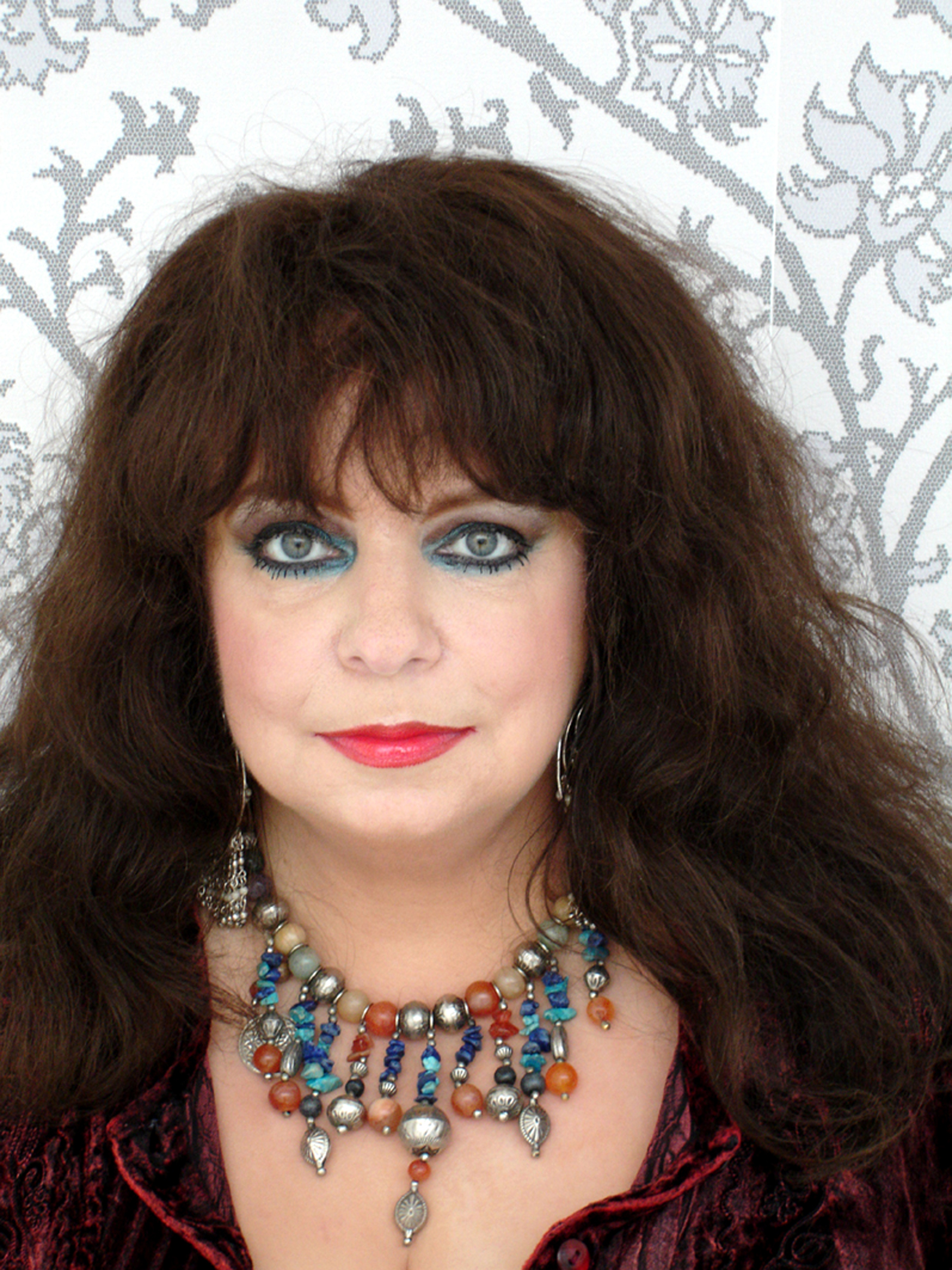
Mariska Veres
2 december

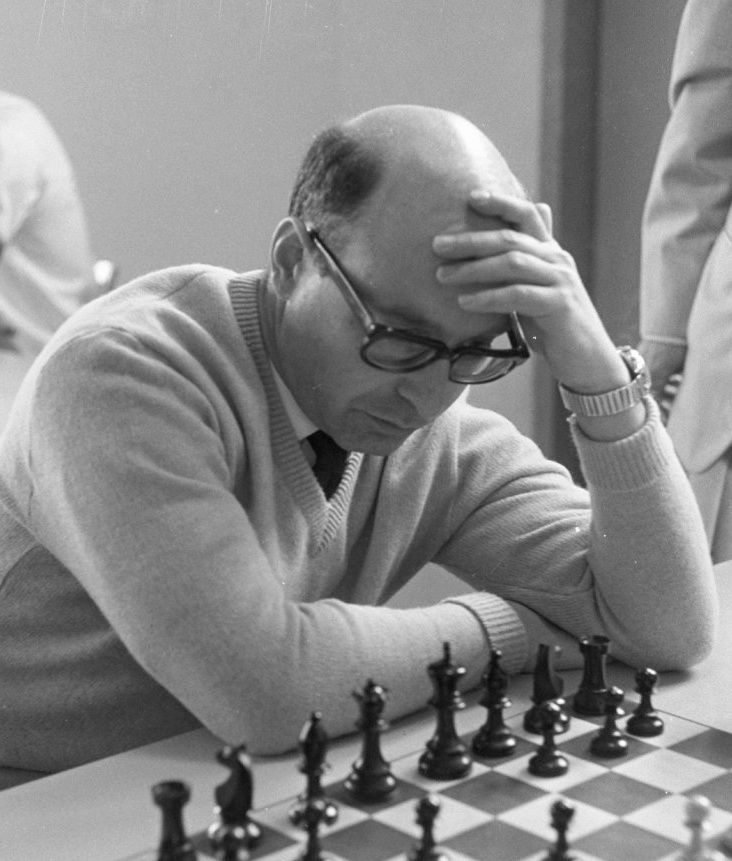
David Bronstein
5 december

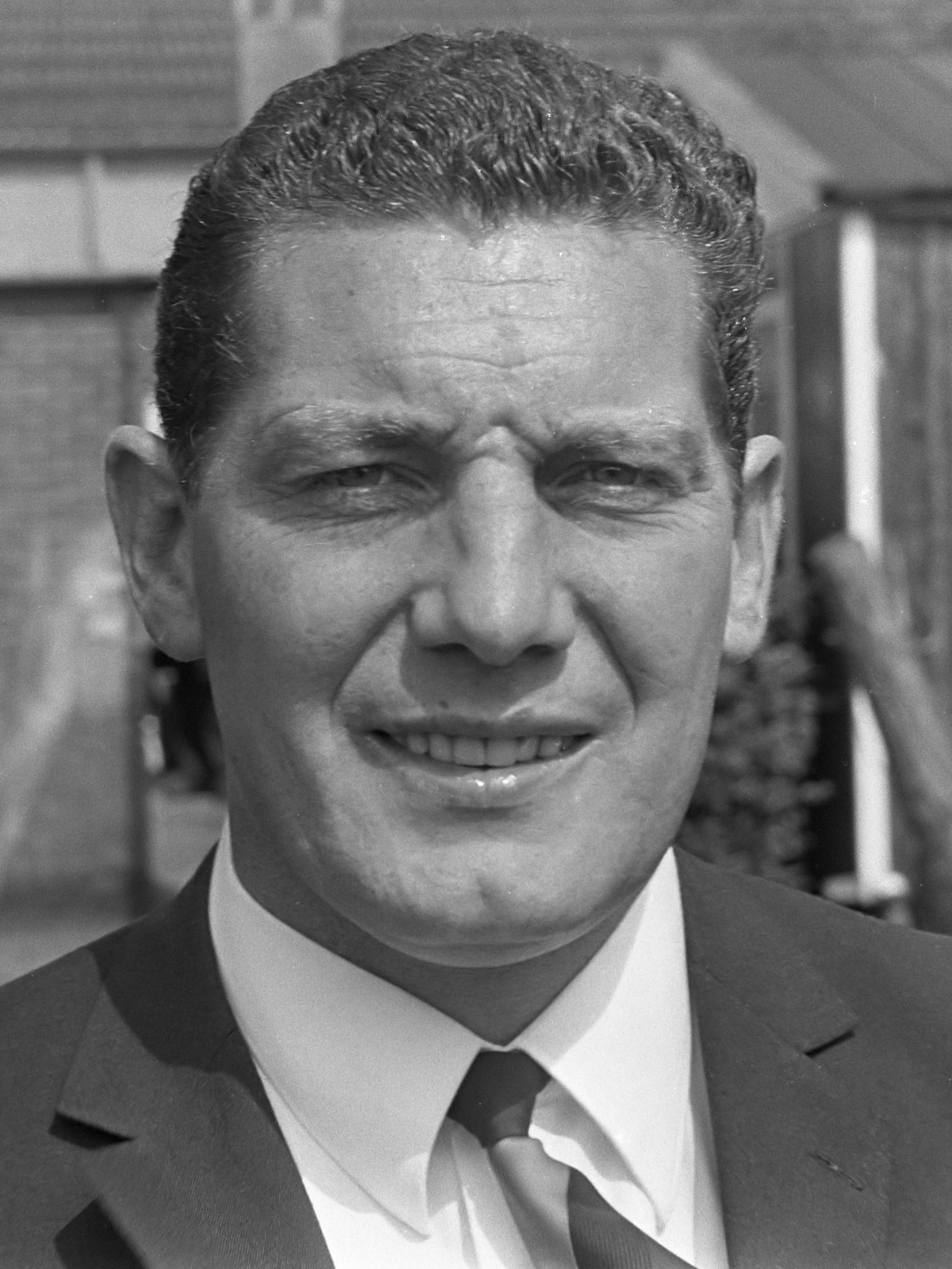
Cor van der Hart
12 december

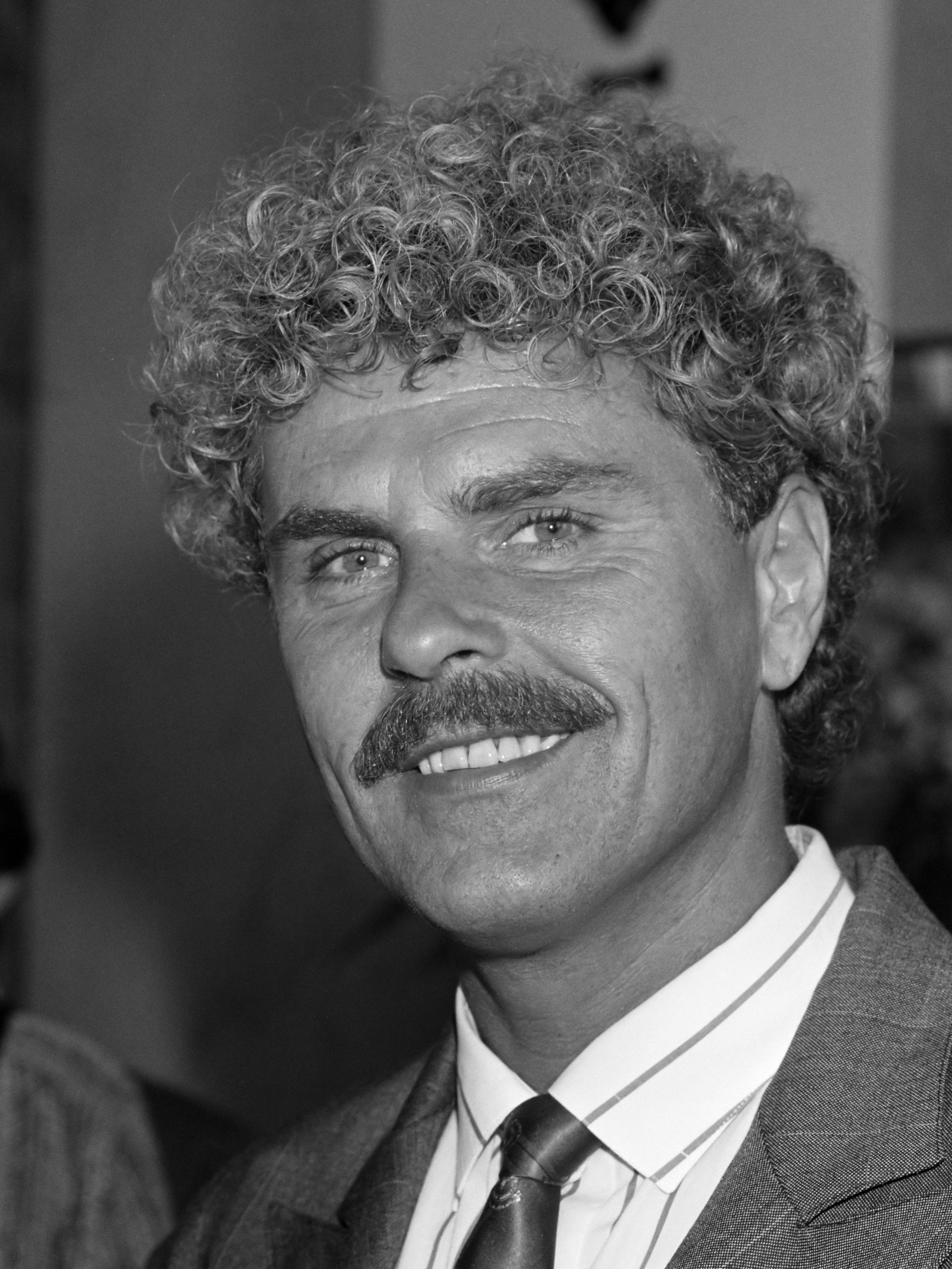
Robert Long
13 december

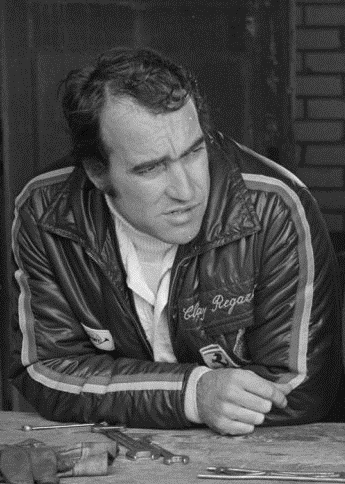
Clay Regazzoni
15 december

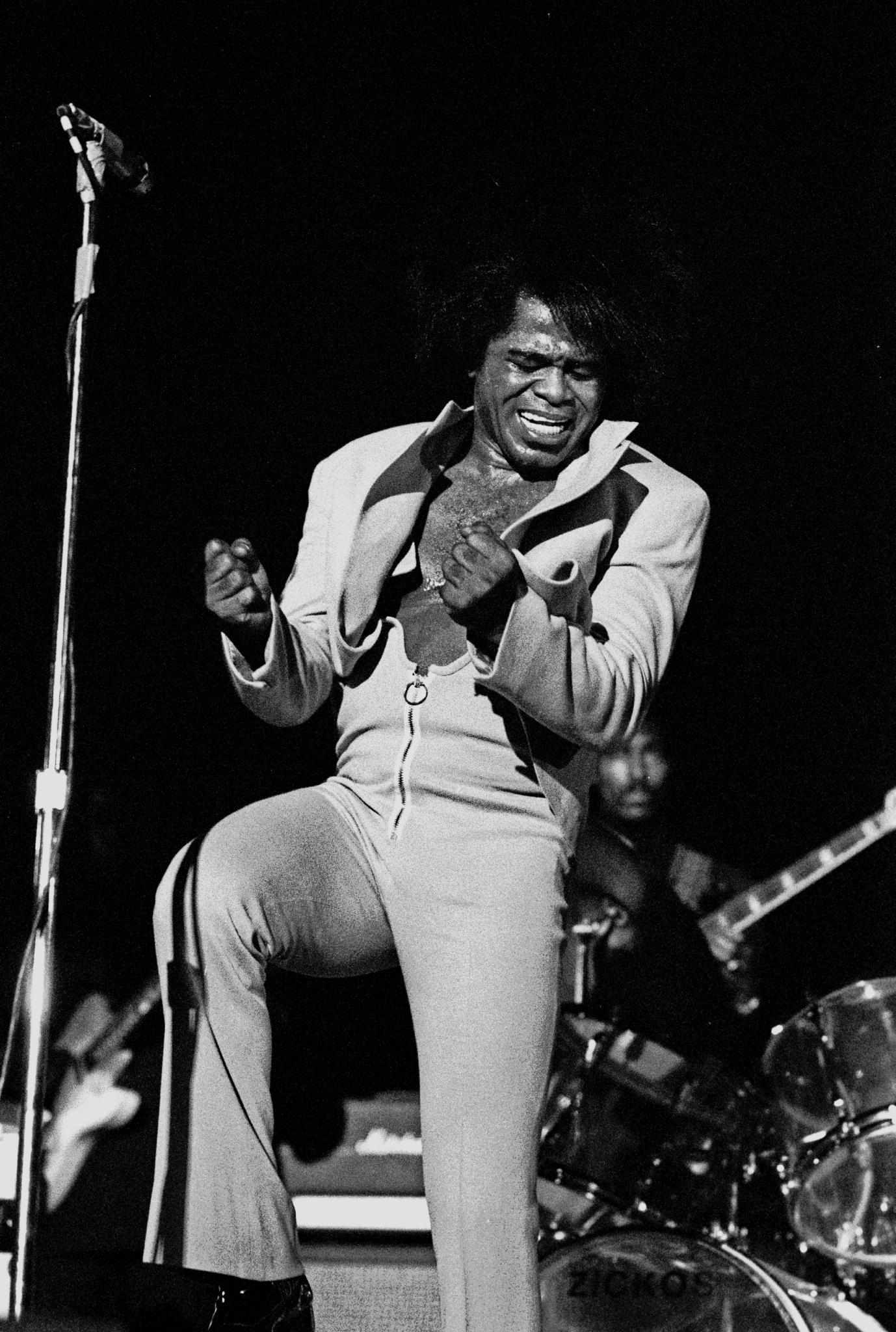
James Brown
25 december

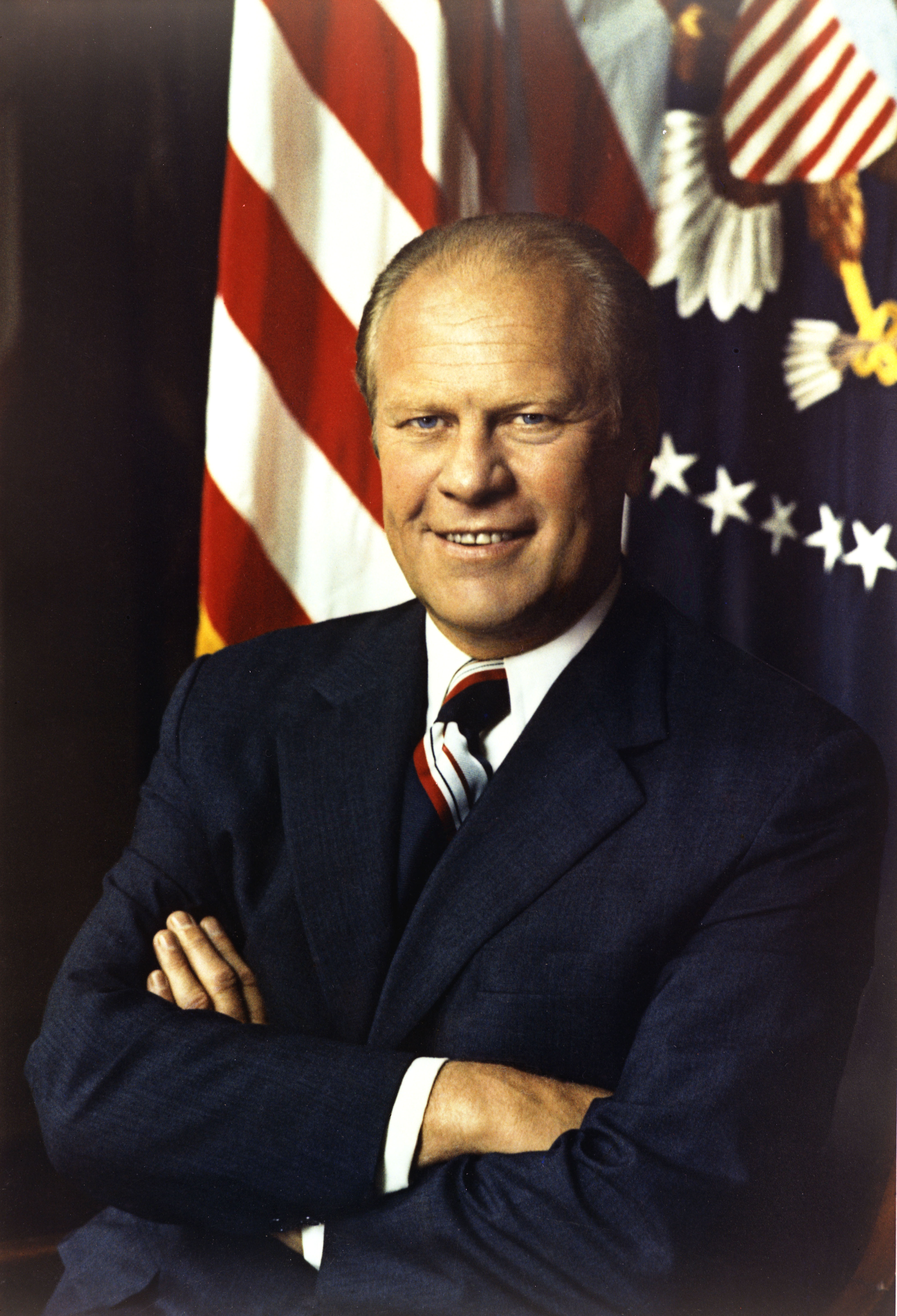
Gerald Ford
26 december

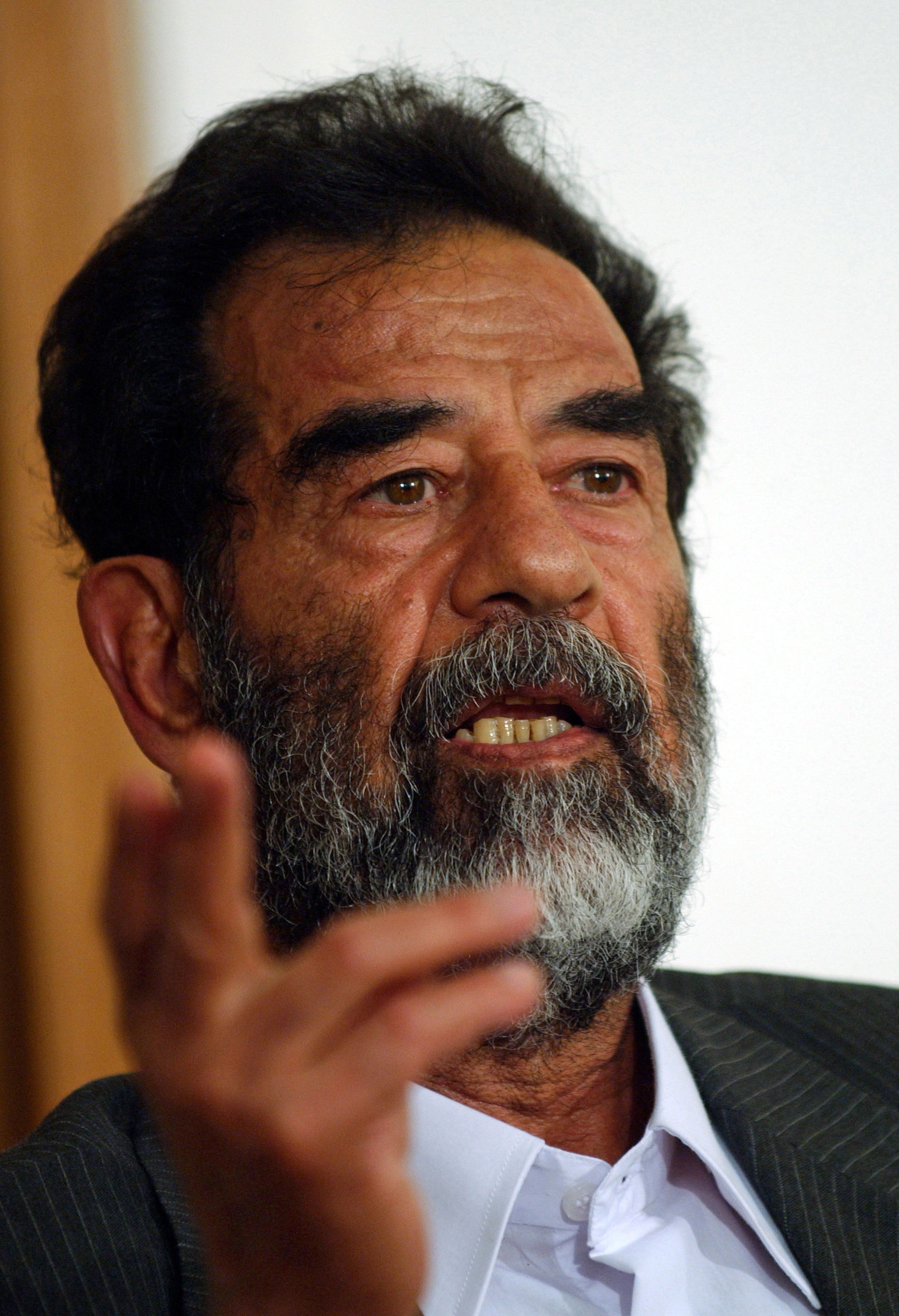
Saddam Hoessein
30 december

| 1 | 2 | 3 | 4 | 5 | 6 | 7 | 8 | 9 | 10 | 11 | 12 | 13 | 14 | 15 | 16 | 17 | 18 | 19 | 20 | 21 | 22 | 23 | 24 | 25 | 26 | 27 | 28 | 29 | 30 | 31 |
| - | - | - | - | - | - | - | - | - | -- | -- | -- | -- | -- | -- | -- | -- | -- | -- | -- | -- | -- | -- | -- | -- | -- | -- | -- | -- | -- | -- |

### 1 december
- Arthur Heldenberg (83), Belgisch componist
- Claude Jade (58), Frans actrice
- Ali Khan Samsudin (48), Maleisisch slangenkoning
- Wim Westendorp (76), Nederlands burgemeester

### 2 december
- Carlos Dip (78), Nederlands-Antilliaans staatsrechtsjurist
- Mariska Veres (59), Nederlands zangeres

### 4 december
- Henri Lenaerts (83), Belgisch kunstenaar
- Len Sutton (81), Amerikaans autocoureur
- Aaldert Wapstra (84), Nederlands natuurkundige

### 5 december
- David Bronstein (82), Oekraïens schaker
- Gernot Jurtin (51), Oostenrijks voetballer

### 6 december
- Albert De Coninck (91), Belgisch verzetsman en communist
- Mavis Pugh (92), Brits actrice

### 7 december
- Kim Hyung-chil (47), Zuid-Koreaans ruiter
- Jeane Kirkpatrick (80), Amerikaans politicologe, politica en diplomate
- Jay McShann (90), Amerikaans pianist, bandleider en zanger

### 8 december
- Martha Tilton (91), Amerikaans jazzzangeres

### 9 december
- Gwen Crellin (89), Brits sportbestuurder
- Antoon Croonen (83), Nederlands architect
- Fred Marsden (66), Brits drummer

### 10 december
- Gerda van den Bosch-Brethouwer (85), Nederlands burgemeester
- Salvatore Pappalardo (88), aartsbisschop van Palermo
- Augusto Pinochet (91), president van Chili

### 11 december
- Jos Baudewijn (84), Belgisch radiopresentator en -producer
- Elizabeth Bolden (116), oudste persoon ter wereld

### 12 december
- Ferdinand van Altena (70), Nederlands choreograaf
- Peter Boyle (71), Amerikaans acteur
- Cor van der Hart (78), Nederlands voetballer en voetbaltrainer
- Gerrit Kleinveld (91), Nederlands verzetsstrijder

### 13 december
- Lamar Hunt (74), Amerikaans ondernemer en sportbestuurder
- Robert Long (63), Nederlands zanger, cabaretier en tv-presentator
- Loyola de Palacio (56), Spaans politica

### 14 december
- Ahmet Ertegün (83), Amerikaans ondernemer en platenbaas
- Mike Evans (57), Amerikaans acteur
- Otmar Mácha (84), Tsjechisch componist

### 15 december
- Henny Alma (83), Nederlands actrice
- Michel Martens (85), Belgisch glaskunstenaar
- Jaak Merchez (73), Belgisch voetbaltrainer
- Clay Regazzoni (67), Zwitsers autocoureur

### 16 december
- Chicho Jesurun (59), Nederlands-Antilliaans honkballer, honkbalcoach en sportjournalist
- Rik Poot (82), Belgisch beeldhouwer

### 17 december
- Salvador Botella (76), Spaans wielrenner
- Denis Payton (63), Brits saxofonist

### 18 december
- Joseph Barbera (95), Amerikaans tekenfilmregisseur en -animator
- Ruth Bernhard (101), Duits-Amerikaans fotografe
- Hortense Clews (80), Belgische verzetsstrijdster
- Daniel Pinkham (83), Amerikaans componist

### 19 december
- Joop Traarbach (86), Nederlands kunstschilder

### 21 december
- Saparmurat Niazov (66), Turkmeens politicus
- Ramon Obusan (68), Filipijns danser, dansleraar en choreograaf
- Sydney Wooderson (92), Brits atleet

### 22 december
- Jelena Moechina (46), Russisch turnster
- Galina Oestvolskaja (87), Russisch componiste

### 23 december
- Frans Haks (68), Nederlands museumdirecteur
- Jan Tromp (72), Nederlands kunstfluiter

### 24 december
- Gerard Kouwenhoven (86), Nederlands verzetsstrijder
- Mirko Sandić (64), Joegoslavisch waterpolospeler

### 25 december
- James Brown (73), Amerikaans soulzanger
- Raymonde Serverius (82), Belgisch operazangeres

### 26 december
- Gerald Ford (93), president van de Verenigde Staten
- Ivar Formo (55), Noors langlaufer en oriëntatieloper
- Hiroaki Hidaka (44), Japans seriemoordenaar
- Martin Kruskal (81), Amerikaans wiskundige en psychometrist

### 27 december
- Pierre Delanoë (88), Frans tekstschrijver
- Gert de Meijer (53), Nederlands gitarist

### 28 december
- Komei Abe (95), Japans componist
- Hendrik Thalen (88), Nederlands verzetsstrijder

### 29 december
- Heimen Lagerwaard (77), Nederlands voetballer

### 30 december
- Frank Campanella (87), Amerikaans acteur
- Hans Hermannstädter (88), Roemeens handballer
- Saddam Hoessein (69), president van Irak
- Jan Tuttel (63), Nederlands natuuractivist, columnist en publicist

### 31 december
- Liese Prokop (65), Oostenrijks atlete en politica

## Datum onbekend
- Grete Jalk (86), Deens industrieel ontwerper
- Anton Paauwe (67), Nederlands paragnost (overleden in november)
- Marc Plettinck (ong. 83), Belgisch graficus en kunstschilder

1900 ·
1901 ·
1902 ·
1903 ·
1904 ·
1905 ·
1906 ·
1907 ·
1908 ·
1909 ·
1910 ·
1911 ·
1912 ·
1913 ·
1914 ·
1915 ·
1916 ·
1917 ·
1918 ·
1919 ·
1920 ·
1921 ·
1922 ·
1923 ·
1924 ·
1925 ·
1926 ·
1927 ·
1928 ·
1929 ·
1930 ·
1931 ·
1932 ·
1933 ·
1934 ·
1935 ·
1936 ·
1937 ·
1938 ·
1939 ·
1940 ·
1941 ·
1942 ·
1943 ·
1944 ·
1945 ·
1946 ·
1947 ·
1948 ·
1949 ·
1950 ·
1951 ·
1952 ·
1953 ·
1954 ·
1955 ·
1956 ·
1957 ·
1958 ·
1959 ·
1960 ·
1961 ·
1962 ·
1963 ·
1964 ·
1965 ·
1966 ·
1967 ·
1968 ·
1969 ·
1970 ·
1971 ·
1972 ·
1973 ·
1974 ·
1975 ·
1976 ·
1977 ·
1978 ·
1979 ·
1980 ·
1981 ·
1982 ·
1983 ·
1984 ·
1985 ·
1986 ·
1987 ·
1988 ·
1989 ·
1990 ·
1991 ·
1992 ·
1993 ·
1994 ·
1995 ·
1996 ·
1997 ·
1998 ·
1999 ·
2000 ·
2001 ·
2002 ·
2003 ·
2004 ·
2005 ·
2006 ·
2007 ·
2008 ·
2009 ·
2010 ·
2011 ·
2012 ·
2013 ·
2014 ·
2015 ·
2016 ·
2017 ·
2018 ·
2019 ·
2020 ·
2021 ·
2022 ·
2023 ·
2024 ·
2025